# Evidencias empíricas de la forma esférica de la Tierra

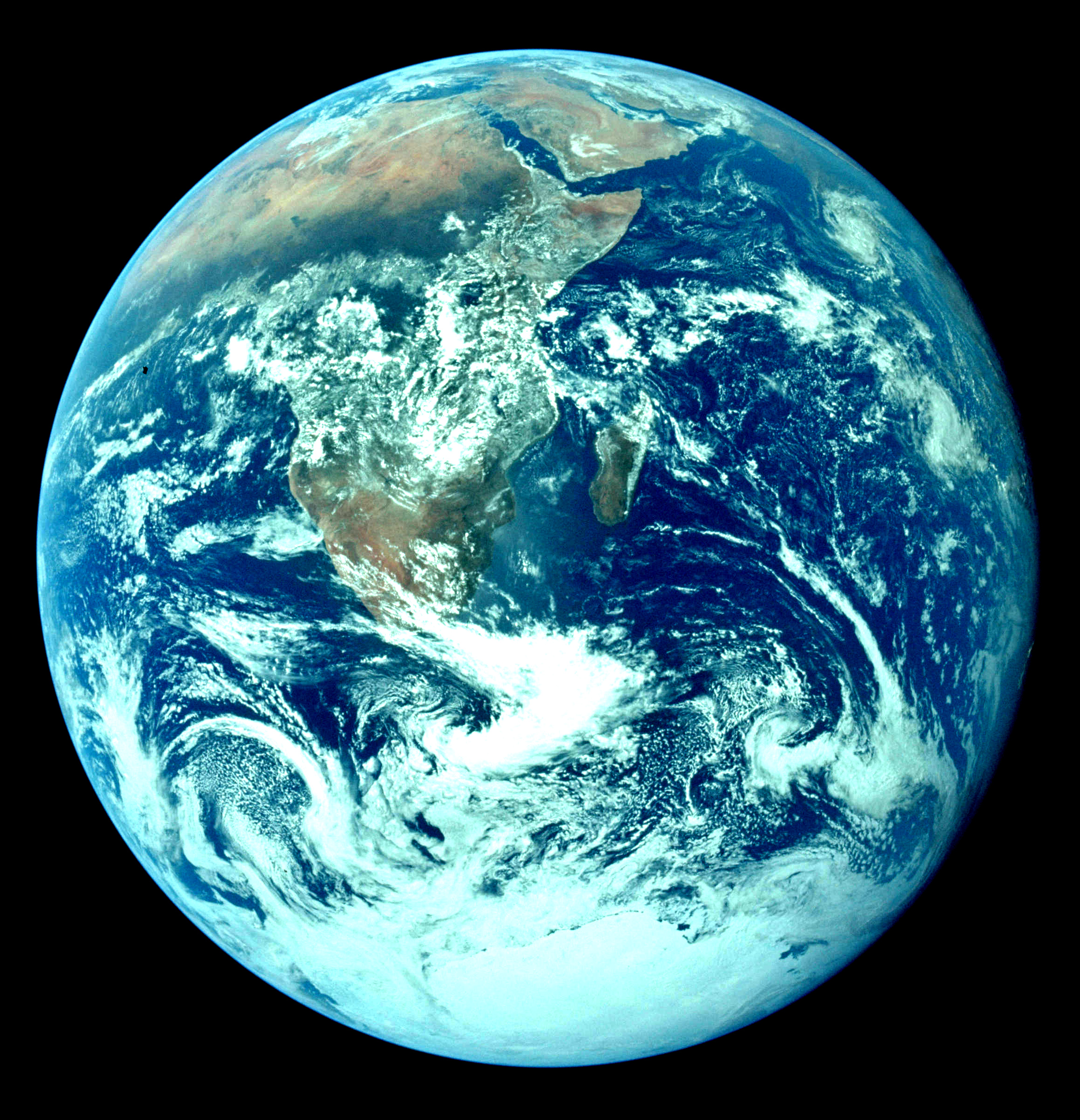
La canica azul. Famoso fotografía de la Tierra capturada en la misión Apolo 17 (1972).

La forma aproximadamente esférica de la Tierra (geoide o elipsoide achatado en los polos) ha sido demostrada durante siglos desde la Edad Antigua y se puede evidenciar empíricamente por muchos tipos diferentes de observaciones, tanto a simple vista desde el nivel del suelo como en vuelo o en órbita. La forma esférica causa una serie de efectos y fenómenos que combinados refutan las creencias modernas de la Tierra plana. Estos incluyen: la visibilidad de objetos distantes en la superficie terrestre; los eclipses lunares; la apariencia de la luna; la observación de ciertas estrellas fijas desde diferentes lugares; la observación del Sol; la navegación de superficie terrestre; los sistemas meteorológicos; la gravedad; y las fotografías de la Tierra. Estos fenómenos y observaciones no serían posibles en una Tierra plana o en cualquier otra forma en su conjunto. Las leyes de la gravedad, la química y la física que explican la formación y la forma redonda de la Tierra están bien probadas a través de experimentos y se aplican con éxito a muchas tareas de ingeniería.

## Visibilidad de objetos distantes en la superficie de la Tierra

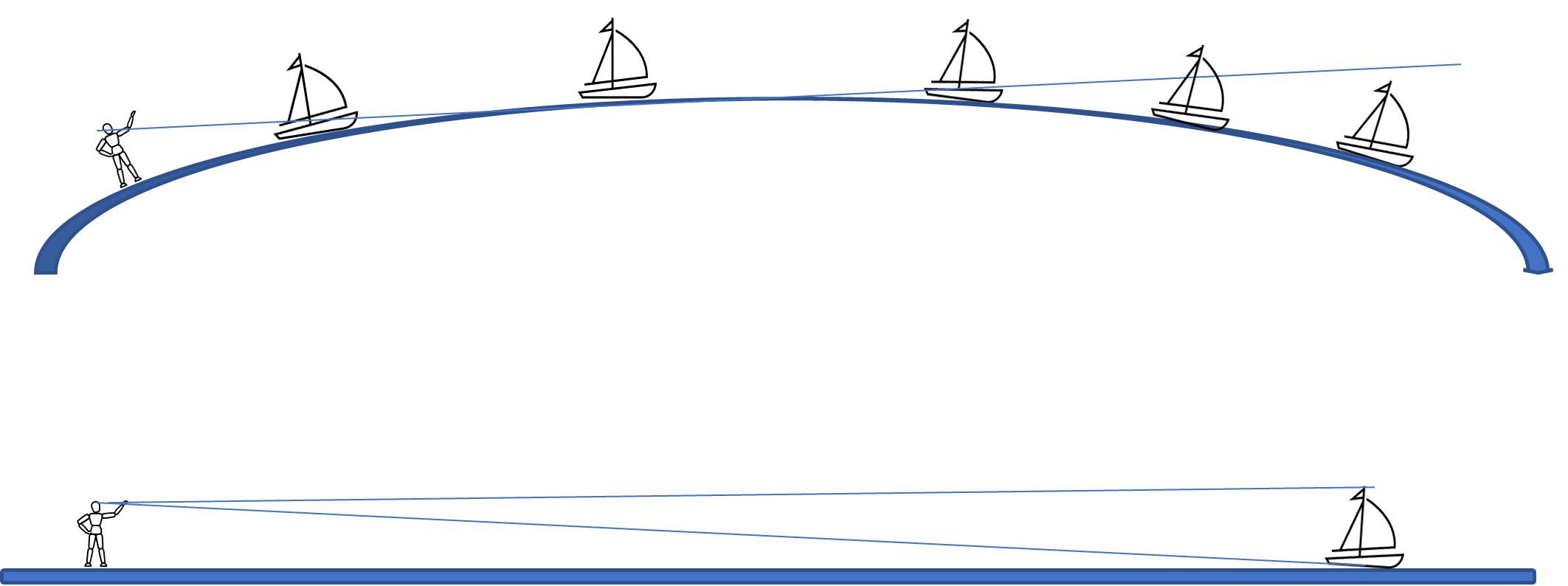
(Fig. 1) En una Tierra plana los objetos disminuiría progresivamente hacia el horizonte, mientras que en una Tierra esférica serían ocultados por el horizonte.

En una Tierra plana sin obstrucciones, el suelo mismo nunca oscurecería los objetos distantes; sería posible ver todo el camino hasta el borde del mundo. Una superficie esférica tiene un horizonte que está más cerca cuando se ve desde una altitud más baja. En consecuencia, cuanto más lejos un objeto esté se irá ocultando en el horizonte de abajo a arriba (Fig. 1).

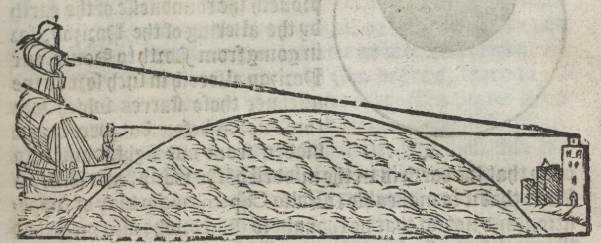
(Fig. 2) Los antiguos marineros podían detectar objetos a la lejanía desde un nido de cuervos. Este hecho solo puede explicarse en una Tierra esférica. Imagen de M. Blundeuile his exercises (1613).

El geógrafo griego Estrabón describió esta observación en su obra Geografía, donde sostuvo que la forma esférica de la Tierra se demuestra por la experiencia de los navegantes quienes, escribe, no pueden ver las luces de una costa lejana si están a la altura de sus ojos, pero sí resultan visibles si están elevadas o si el punto de observación se sitúa más arriba, del mismo modo que cuando los marineros se acercan a tierra, lo que al principio parecía ser tierra baja se revela como elevada, todo lo cual explica asumiendo la curvatura de la Tierra (Fig. 2). Por esta razón los faros se construyen a gran altura, como acantilados (Fig. 3). 

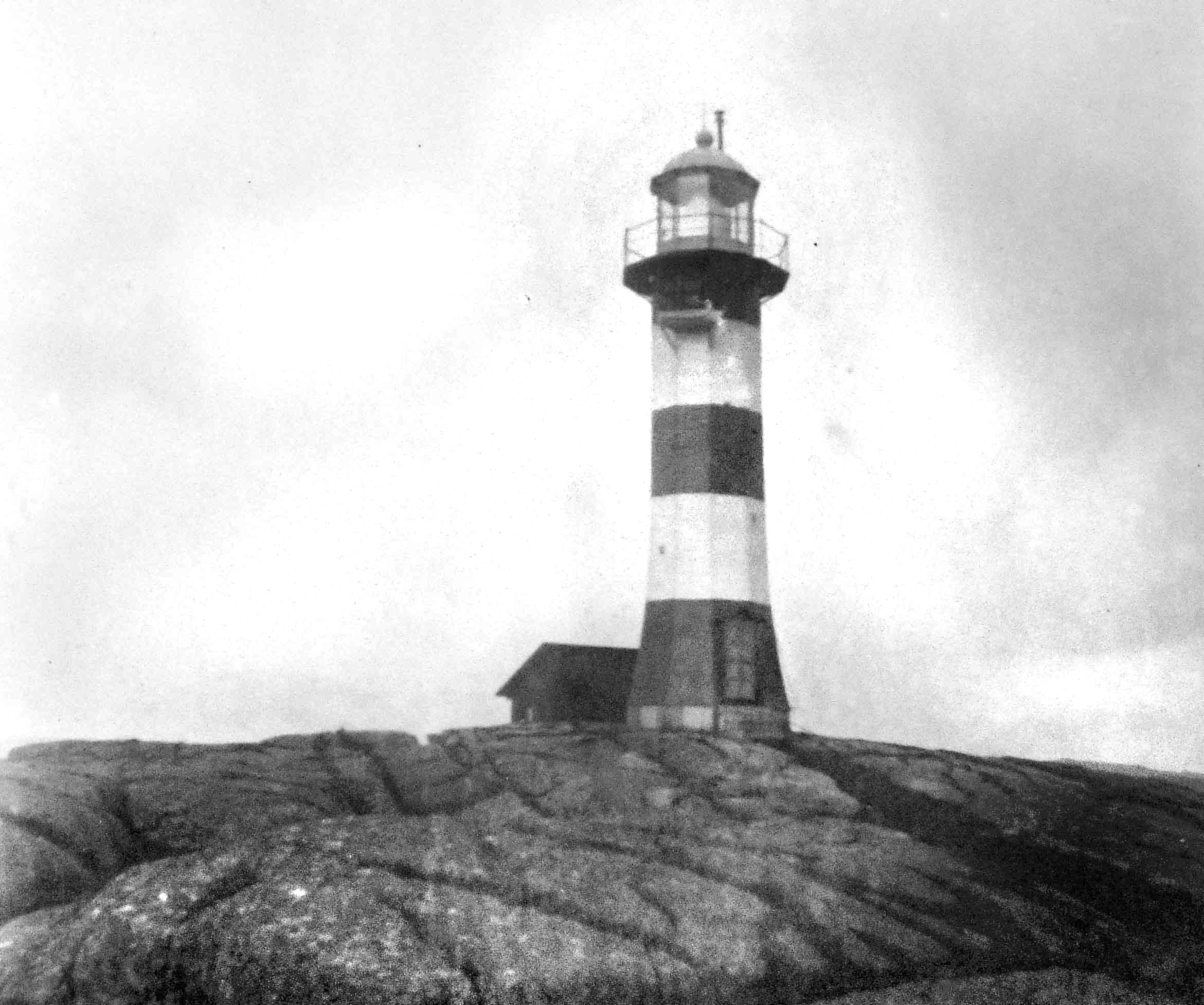
(Fig. 3) Los faros se construyen a gran altura para que su luz sea visible más allá del horizonte, aun estando ocultos por la curvatura de la Tierra.

El astrónomo Ptolomeo describe estas observaciones como prueba de la esfericidad terrestre en su Almagesto:

"Hay una consideración posterior de que si nosotros navegamos hacia las montañas o hacia lugares elevados desde y hacia cualquier otra dirección, estos [lugares] son observados aumentando gradualmente en tamaño como si salieran propiamente del mar, en el cuál tendrían que haber estado previamente sumergidos: esto es debido a la curvatura de la superficie del agua".
Cuando la atmósfera está en calma y su temperatura es homogénea, se pueden observar los efectos visuales que generalmente se esperan de una Tierra esférica. Por ejemplo, los barcos que viajan sobre grandes masas de agua (como el océano) desaparecen en el horizonte progresivamente, de modo que la parte más alta del barco todavía se puede ver incluso cuando las partes más bajas ya no se ve, proporcionalmente a la distancia del observador. Asimismo, en los días de los barcos de vela, un marinero se subía a un mástil para ver más lejos (Fig. 1). Esto no sería posible si la Tierra fuera plana. El cálculo de la distancia del horizonte permite a marineros estimar sin radar el alcance de un contacto distante entre otras naves.

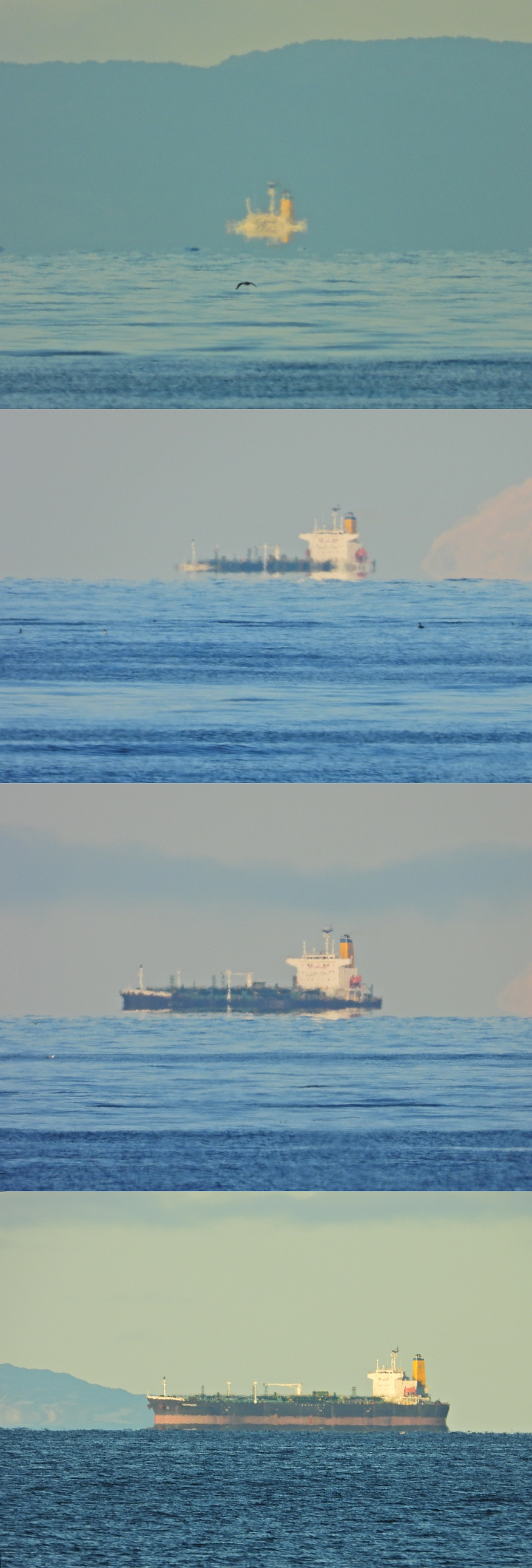
Secuencia de fotos de un buque tanque navegando a lo largo del Estrecho de Magallanes, Chile, asomando sobre el horizonte a medida que se acerca al observador. Distancia de la primera foto al observador es de unos 18 kilómetros lo que implicaría una baja del horizonte de unos 23 metros. Largo del barco es 186 metros.

Fotografías de barcos ocultos en el horizonte debido a la curvatura terrestre
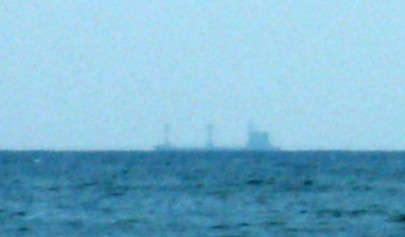
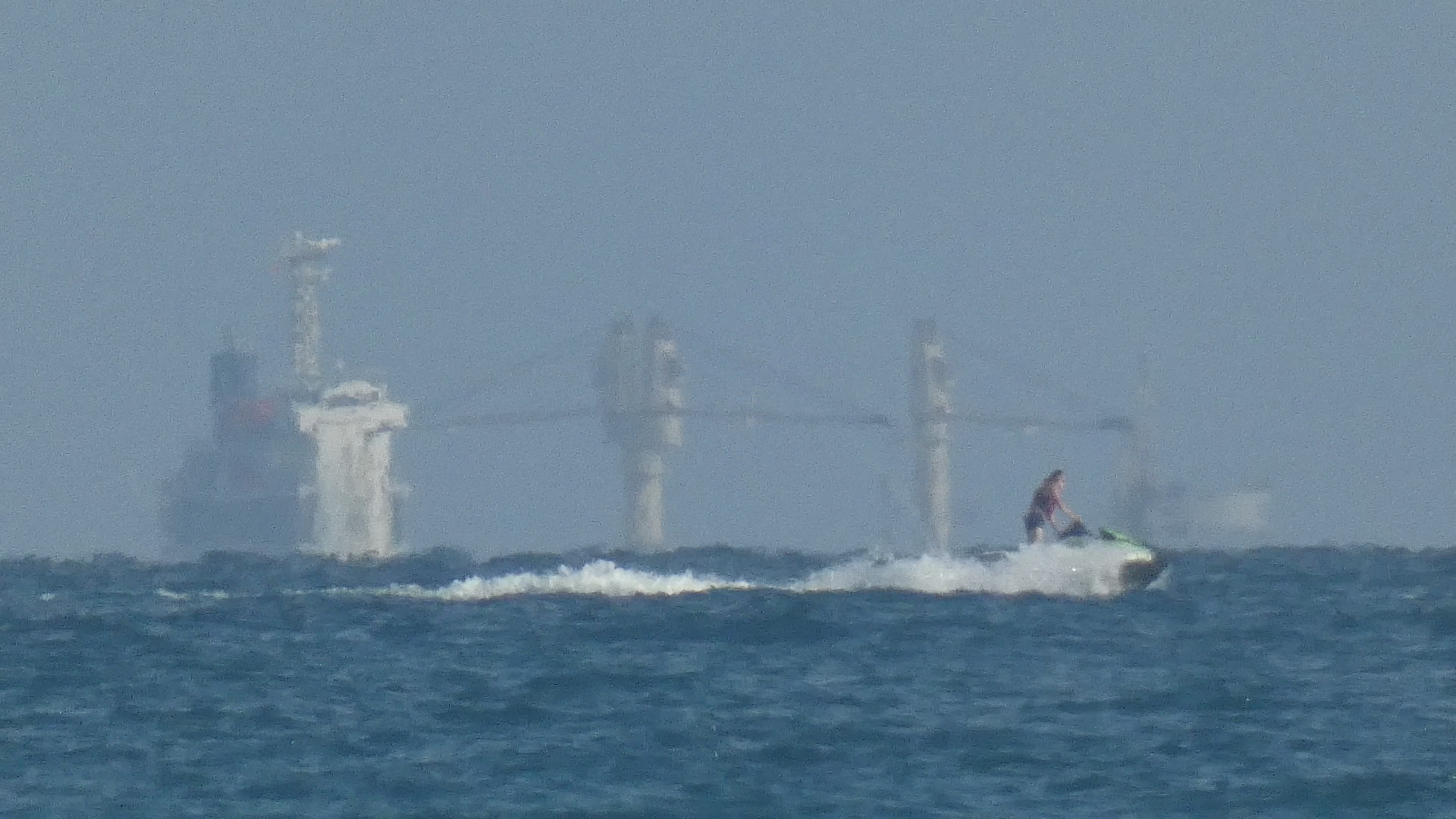
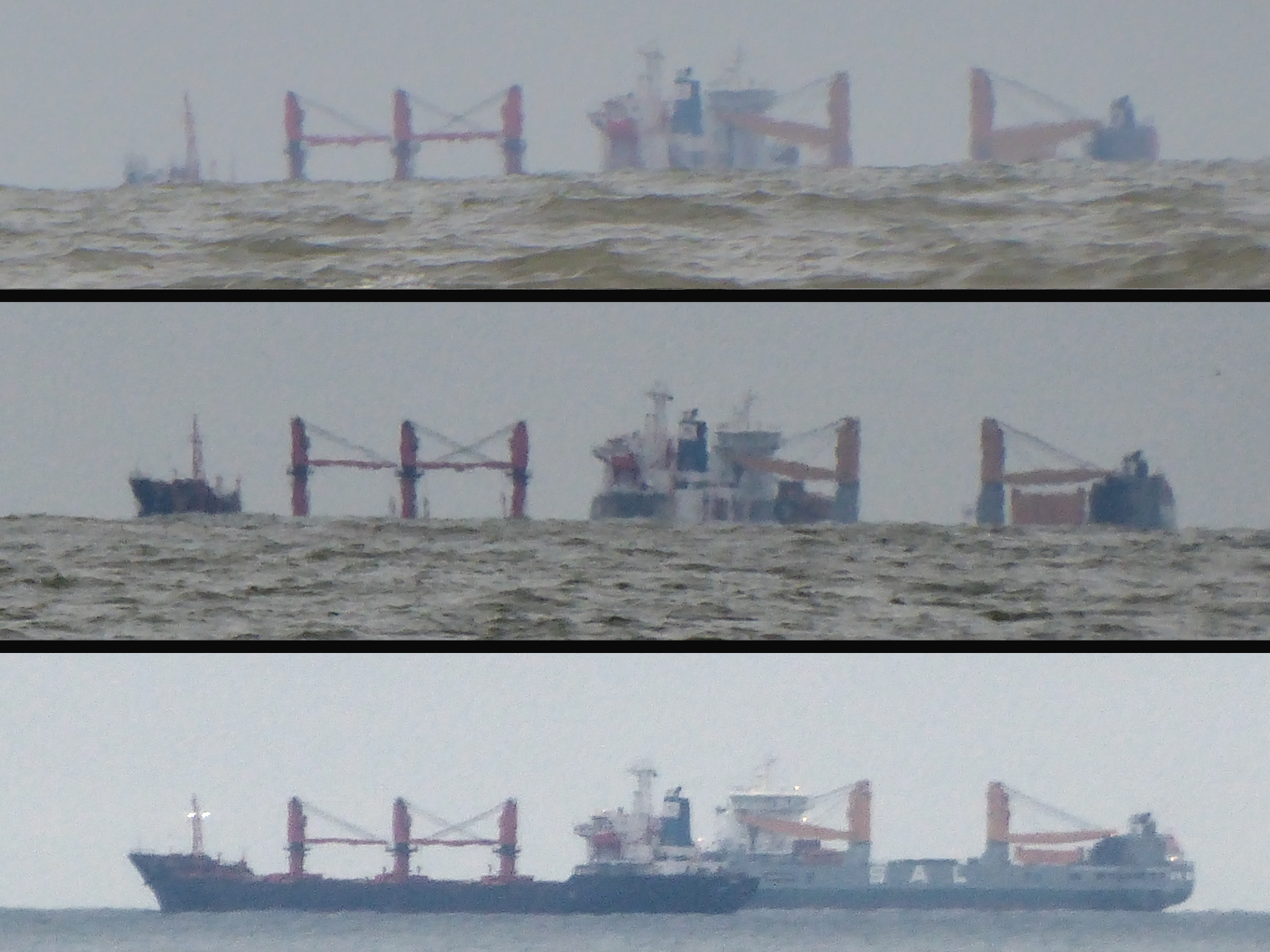

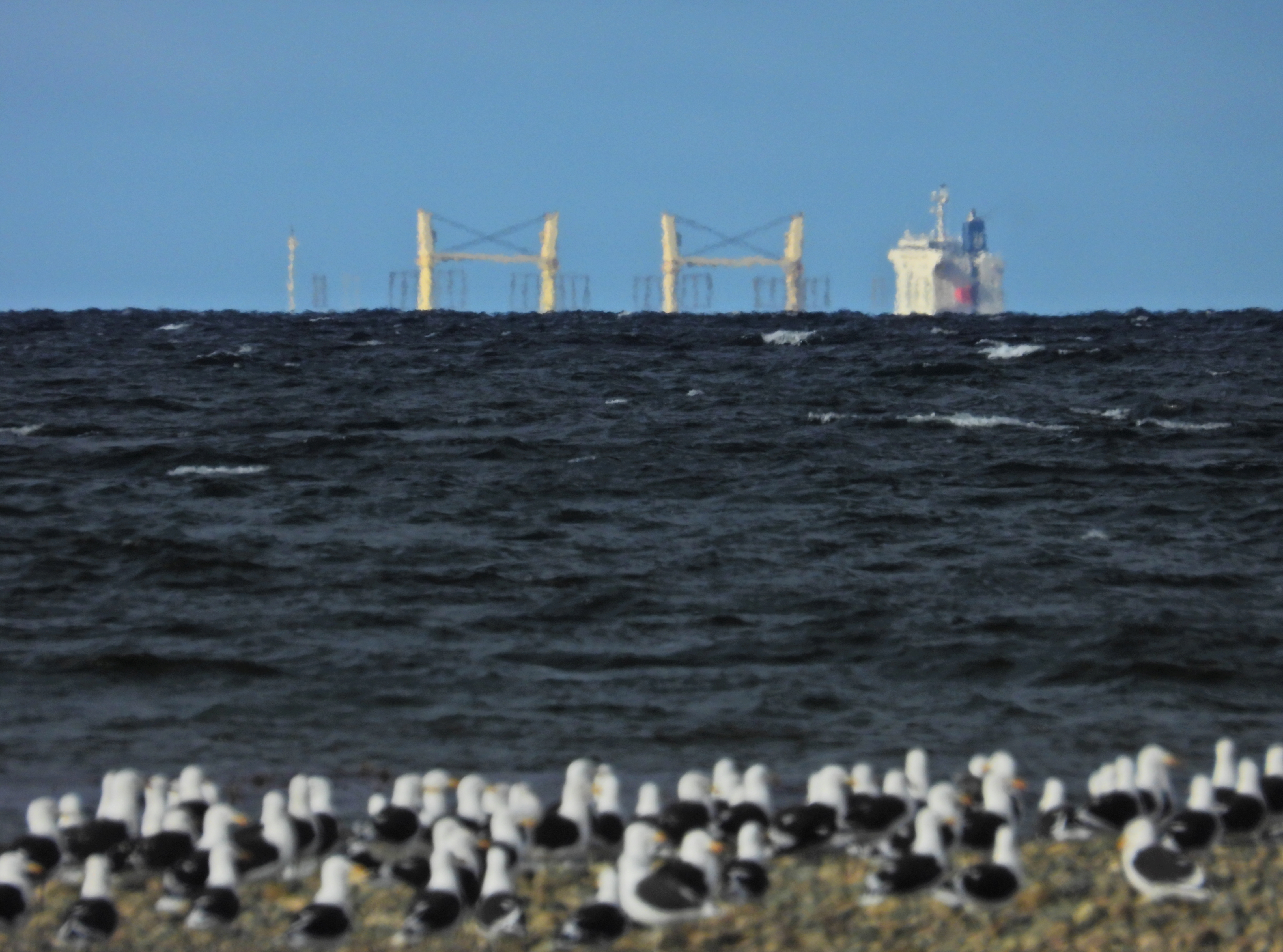
Barco carguero navegando a lo largo del Estrecho de Magallanes, Chile en dirección paralela al horizonte parcialmente oculto debido a la curvatura de la Tierra. Distancia al observador es de unos 15 kilómetros.

Lo mismo ocurre cuando se ve la cima de una montaña pero no su falda o pie cuando se ve desde un barco o desde el otro lado de un gran lago o terreno llano. Por ejemplo, en el primer episodio de la serie PBS Genios, por Stephen Hawking se observó que un helicóptero en la orilla del lago Tahoe, Nevada (EE.UU.) no era visible desde la otra orilla hasta que se elevó unos 24 pies (7,31 m).

Algunos otros ejemplos de objetos ocultándose sobre la distancia son el volcán Tunupa en el salar de Uyuni, la ciudad de Toronto sobre el lago Ontario, la ciudad Chicago sobre el lago Míchigan, el edificio Turning Torso ocultado por el mar Báltico o torres eléctricas sobre el lago Pontchartrain.

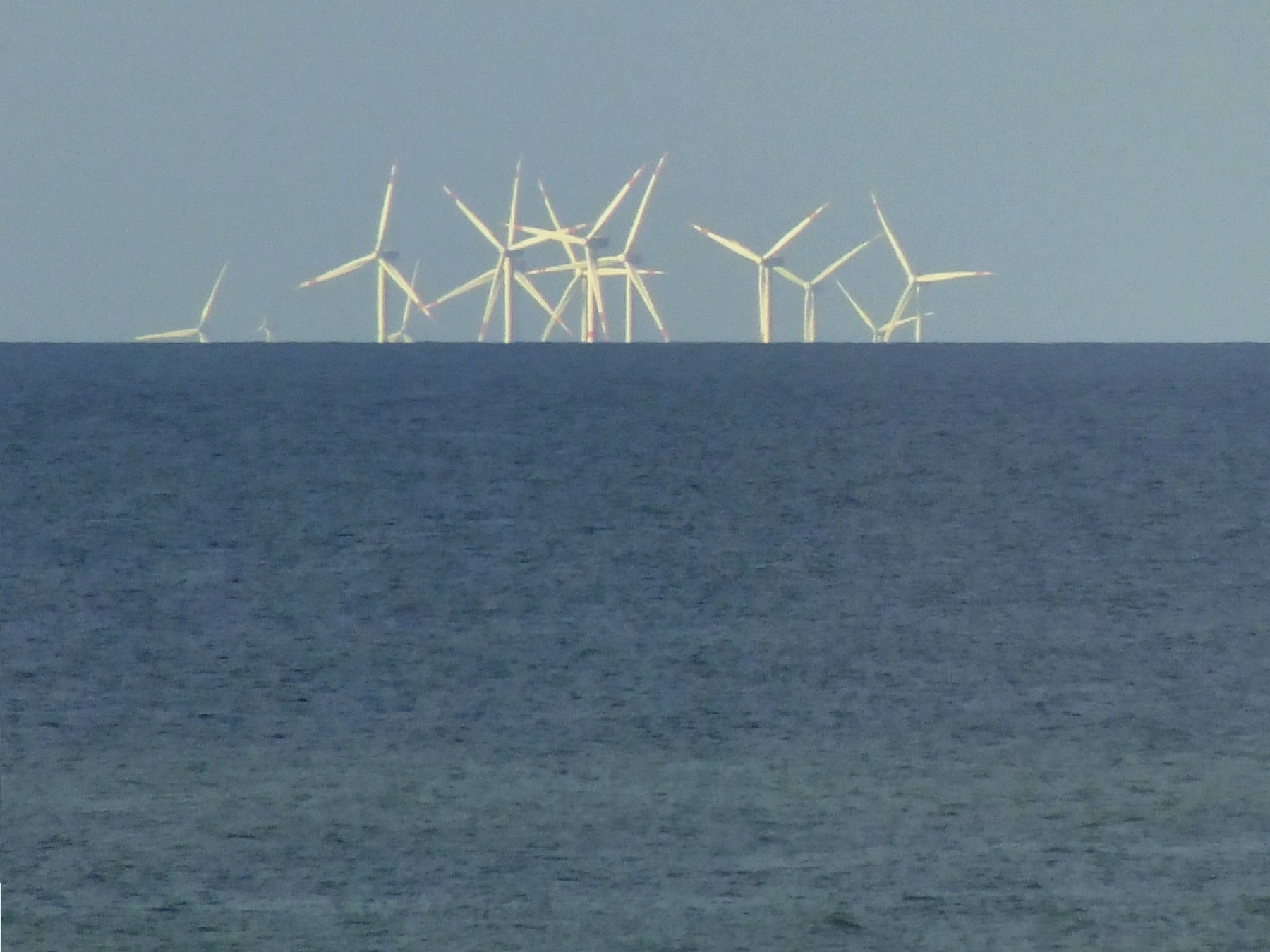
Foto del parque eólico Thorntonbank desde unos 50 kilómetros. Las turbinas eólicas son ocultadas por la curvatura de la Tierra.
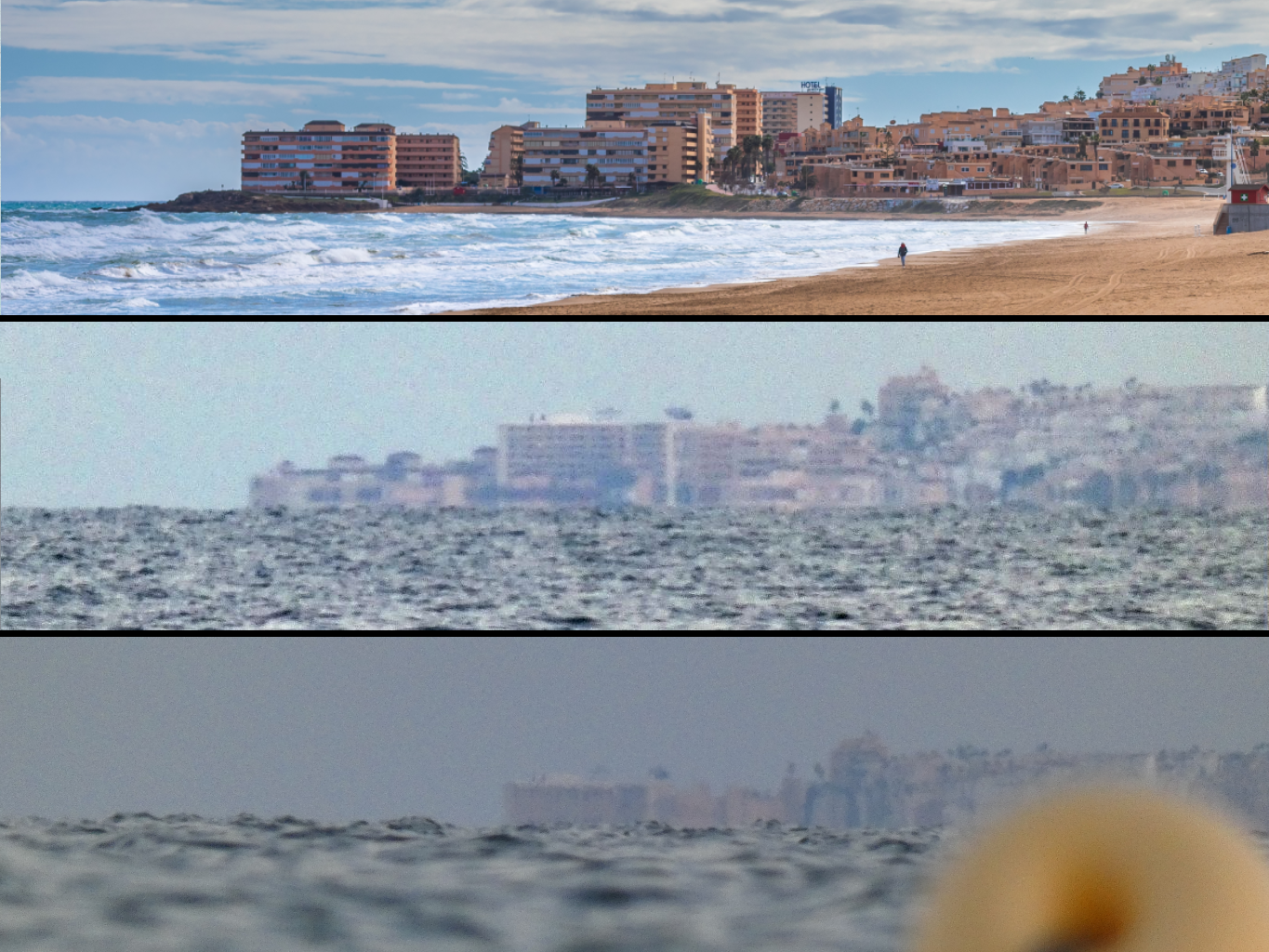
Vista de Torrelamata desde Santa Pola (21 km). La segunda foto fue tomada de pie a la altura de los ojos. La tercera fue tomada desde el suelo, cerca del nivel del mar.
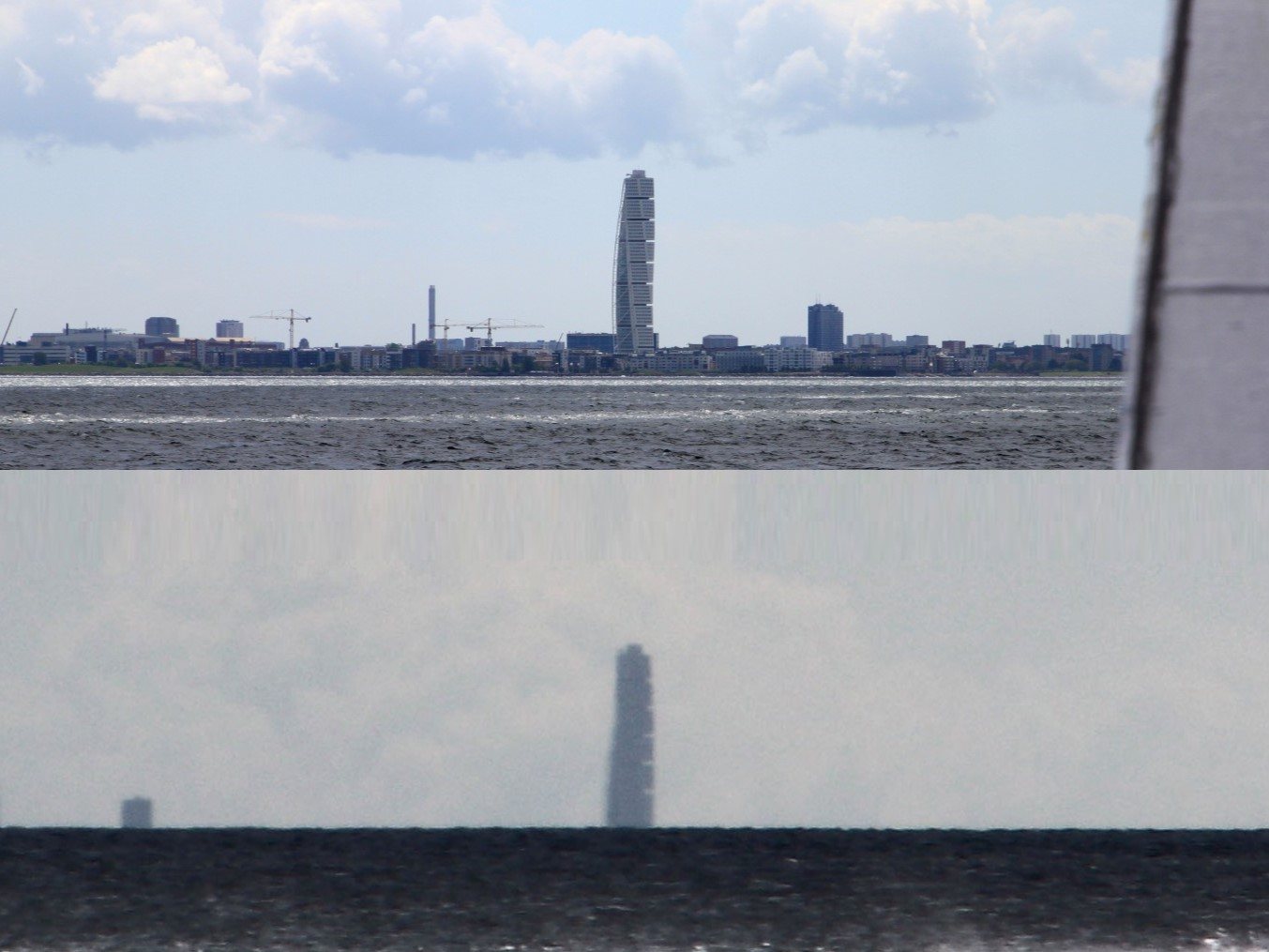
Comparación del edificio Turning Torso a ocultado por el mar Báltico debido a la curvatura de la Tierra visto a 36 km.
Comparación de varias fotos de la ciudad de Toronto ocultada por el lago Ontario debido a la curvatura de la Tierra.
Ciudad de Chicago vista desde el Indiana Dunes National Park ocultada por el lago Míchigan debido a la curvatura de la Tierra.
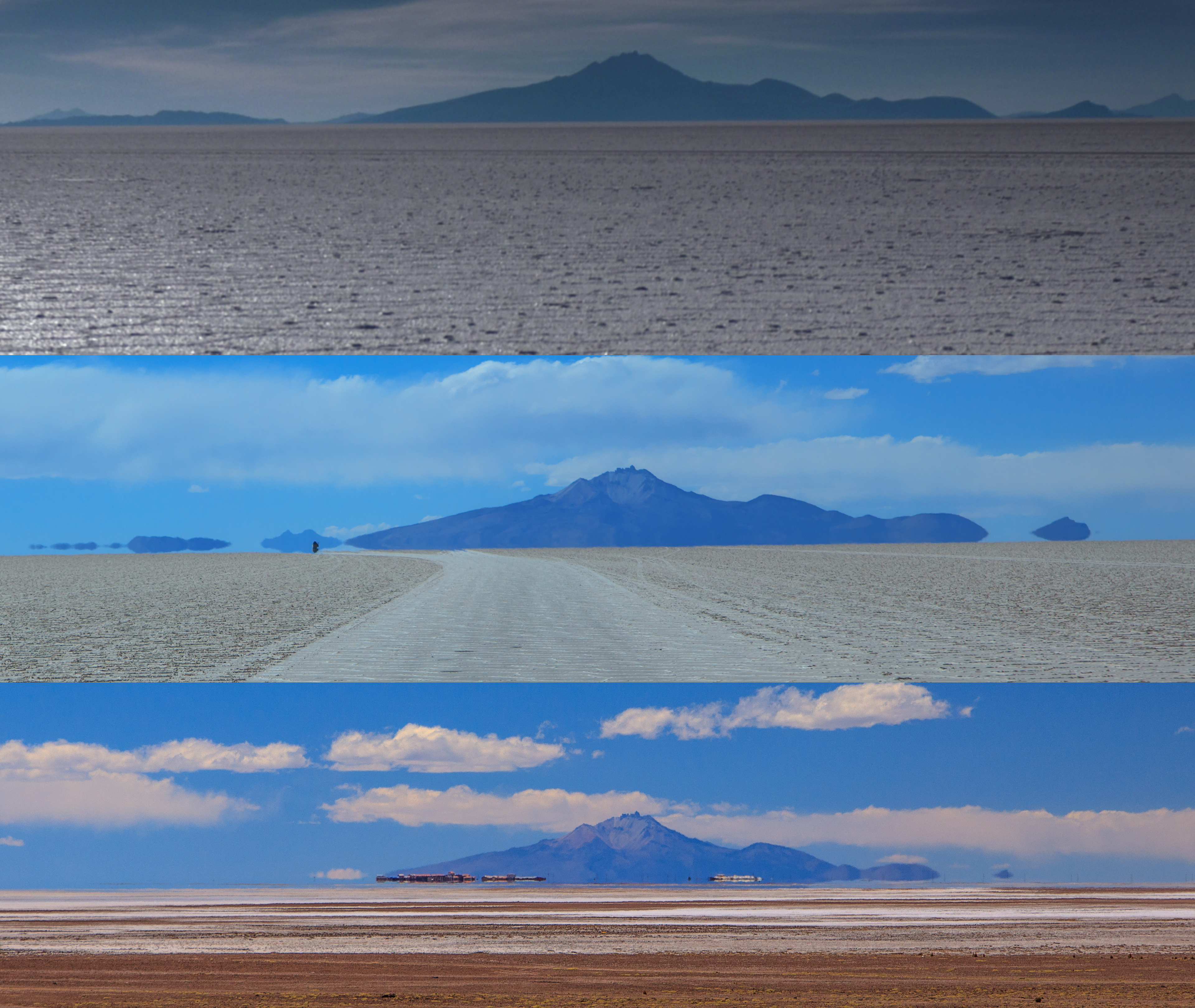
Comparación del volcán Tunupa en el Salar de Uyuni a distintas distancias ocultándose en el horizonte.
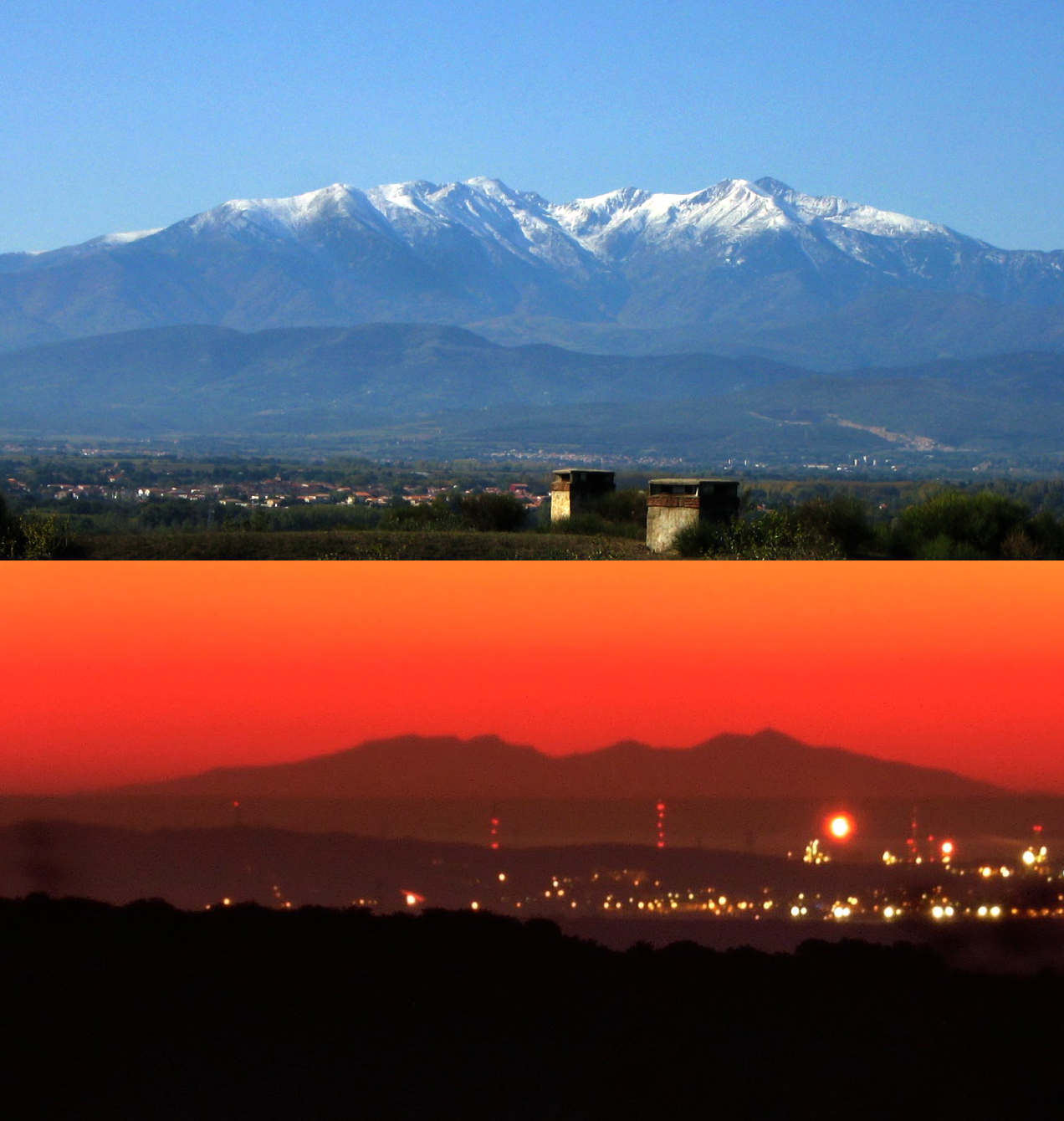
Comparación del Canigó visto desde Perpiñán (38.4 km) y en la montaña de Ubacs en Bocas del Ródano (283.4 km).
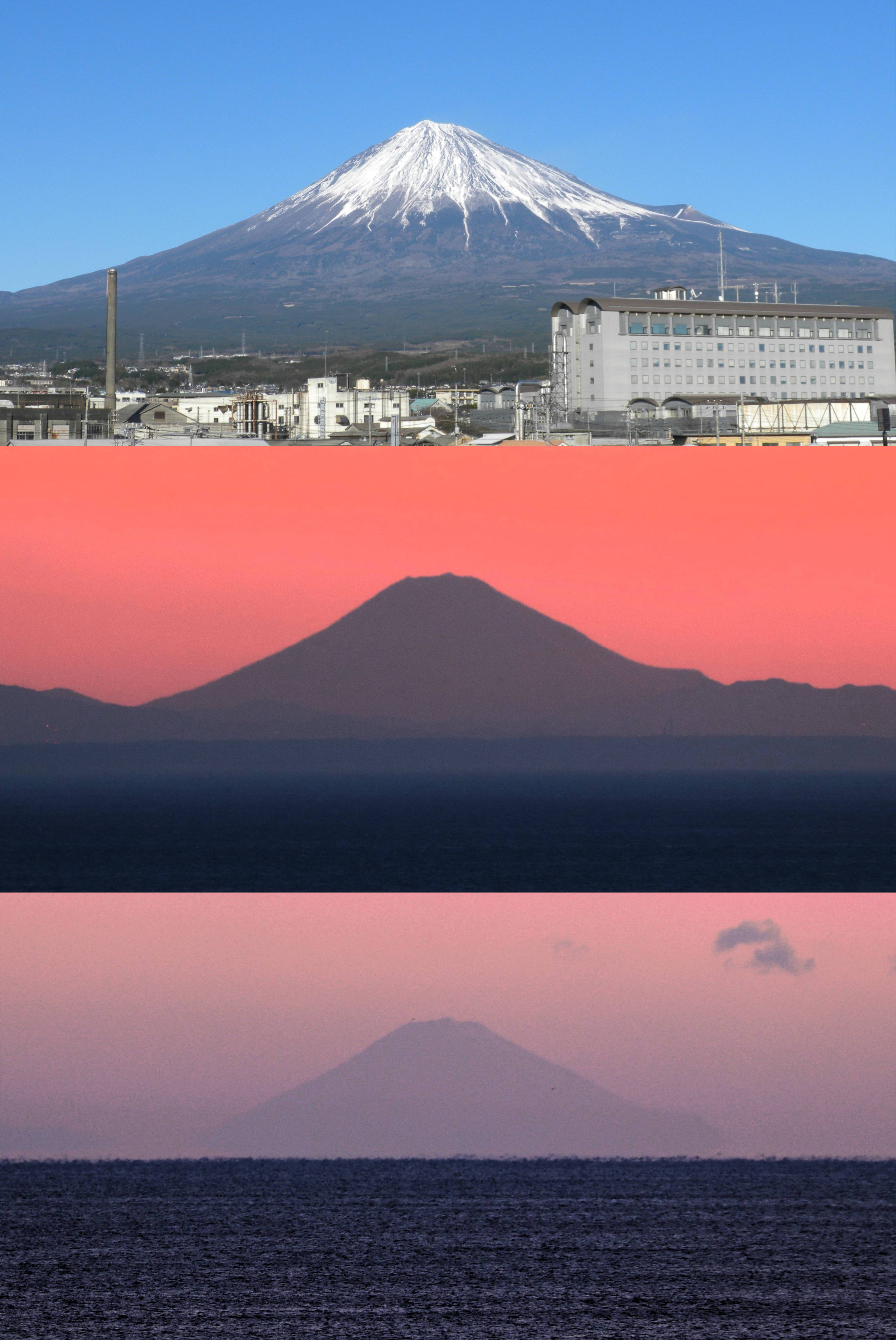
Comparación del Monte Fuji visto desde Fujinomiya (20 km), Toba (197 km), y Shima (206 km).

### Efectos de la refracción atmosférica

(Fig. 4) Representación logarítmica de distancias del horizonte verdadero en la Tierra para una altura h dada, donde s es la distancia a lo largo de la superficie de la Tierra, d es la distancia en línea recta y ~d es la distancia aproximada en línea recta suponiendo que h es mucho menor que el radio de la Tierra, 6371 km. Se puede desplazar el cursor sobre un gráfico para resaltarlo en la imagen SVG

En teoría, una persona de pie en la superficie con los ojos situados a 1,8 metros (2 yd) por encima del suelo, puede ver el terreno hasta unos 4,79 kilómetros (3 mi) de distancia, pero una persona en la parte superior de la Torre Eiffel, situada a una altura de 273 metros (298,6 yd), puede divisar el terreno situado hasta unos 58,98 kilómetros de distancia (véase el gráfico de la izquierda). Este fenómeno proporciona una forma de confirmar que la superficie de la Tierra es localmente convexa: si se determina que el grado de curvatura es el mismo en todas partes de la superficie de la Tierra y se determina que esa superficie es lo suficientemente grande, la curvatura constante mostraría que la Tierra es esférica. (Fig. 4).

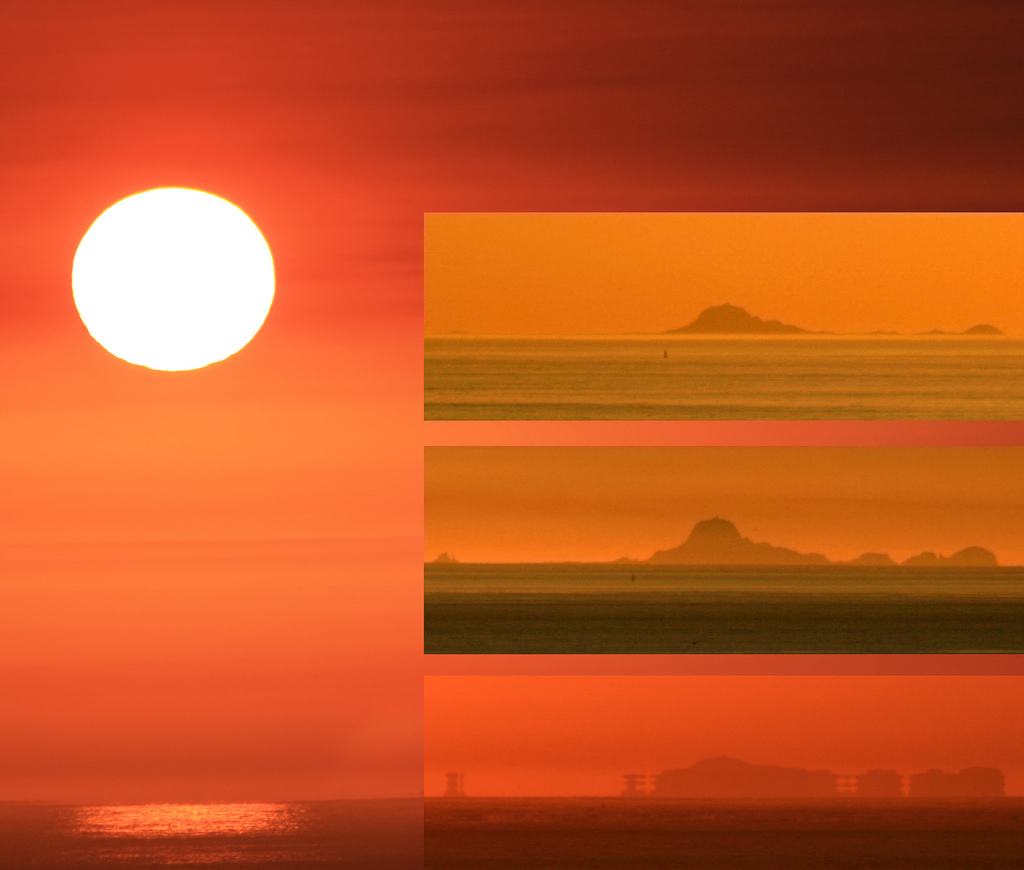
(Fig. 5) Tres fotos de Los Farallones desde la misma ubicación, que muestran la diferencia de visibilidad bajo distintos efectos de la refracción atmosférica.

En la práctica, este método no es del todo fiable debido a las variaciones causadas por la refracción atmosférica, el efecto por el que la atmósfera desvía la luz que viaja a través de ella. La refracción puede dar la impresión de que la superficie de la Tierra es plana, que su curvatura es más convexa de lo que lo es en realidad (o incluso cóncava; ver experimento de Bedford Level).
El fenómeno de la refracción atmosférica se puede ver cuando los objetos distantes parecen estar rotos en pedazos o incluso al revés. El físico Jason Steffen explicó que “sobre el agua, la humedad es un poco más elevada, por lo que el índice de refracción es más alto y haría que la luz se desviara hacia la superficie de la Tierra”.
Esto se ve a menudo al atardecer, cuando la forma del Sol se distorsiona, pero también se ha fotografiado pasando lo mismo desde los barcos, y ha provocado que la ciudad de Chicago parezca normal, al revés, y rota en pedazos cuando se toman imágenes desde el otro lado del lago Míchigan (desde donde se ve normalmente por debajo del horizonte, y puede divisarse desde una distancia de incluso 100 km). La razón por la que los edificios son visibles a grandes distancias es debido a un espejismo (Fig. 5), que se produce cuando el aire sobre la superficie del agua es más frío que el aire que se encuentra más arriba y refracta los rayos de luz hacia abajo. "Si la tierra fuera plana, el horizonte de Chicago sería visible a través del lago Míchigan casi todos los días despejados, pero no es así".
Otro ejemplo es el Record Guiness de "la línea de visión más larga de la Tierra", donde el monte Pic Gaspard (3867 m) de los Alpes (Francia) es fotografiado desde el monte Pic de Finestrelles (2826 m) de los Pirineos (España) a unos 443 km. Esta foto fue posible debido al índice de refracción atmosférica. Además, la foto muestra Pic Gaspard más pequeño en relación con los otros picos visibles, lo que demuestra la esfericidad de la Tierra.

### Experimento de Bedford Level

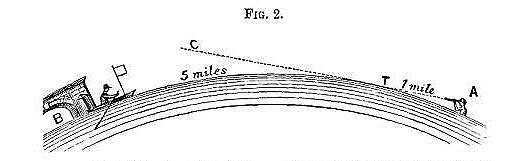
(Fig. 6) Diagrama del experimento de Samuel Birley Rowbotham en Bedford Level de su libro Earth Not a Globe.

El experimento de Bedford Level fue realizado en 1838 por Samuel Birley Rowbotham. En este experimento, Rowbotham observó en el río Old Bedford que una bandera colocada en un mástil de 3 pies (0,9 m) de altura sobre una barca era totalmente visible desde 6 millas (9,7 km) de distancia. Rowbotham afirmó que había demostrado que la Tierra era plana con este experimento (Fig. 6). 

(Fig. 7) Diagrama de la prueba desarrollada por Wallace para demostrar la curvatura de la Tierra: [1] Observación esperable si la Tierra es esférica (resultado obtenido). [2] Observación esperable si la Tierra fuese plana (resultado no obtenido).

No obstante, el científico Alfred Russel Wallace ajustó el método de Rowbotham para evitar los efectos de la refracción atmosférica. Wallace utilizó tres marcas de referencia situadas a la misma altura, 13 pies (4 m) por encima del nivel del agua, en un tramo rectilíneo del canal de Bedford ubicado entre dos puentes, separados entre sí por seis millas de distancia: una señal situada sobre el canal en un punto intermedio formada por un disco (acompañado por un segundo disco auxiliar, situado por debajo); y dos bandas negras, una en cada puente. Wallace realizó observaciones desde los dos puentes, y comprobó con un telescopio que los discos siempre aparecían por encima de las marcas negras, concluyendo que el resultado era consistente con una Tierra esférica (Fig. 7, [1]).
Un experimento parecido fue realizado en el documental de Netflix de 2018 Behind the Curve, donde un "terraplanista" colocó una cámara alineada con tres tablones perforados a 17 pies (5 m) de altura, situados en una alineación de 3,88 millas (6,24 km) y le pidió a un amigo que sostuviera en el extremo opuesto una luz a la misma altura. Si la Tierra fuera plana, la luz se vería pasando a través de los agujeros, pero no fue así, y solo fue visible cuando le pidió a su amigo que levantara la luz a unos 23 pies (7 m) de altura.
En el primer episodio de la serie PBS Genios, por Stephen Hawking se realizó otro experimento similar con un puntero láser sobre el lago Tahoe, Nevada (EE.UU.). El puntero nivelado a una altura de 2 pies y 7 pulgadas (66 cm) en la orilla del lago era visto desde un barco a una distancia de 3 millas (4,82 km) a unos 6 pies (182,88 cm) de altura.
Experimentos similares hechos con punteros láser por terraplanistas carecen de consistencia y rigor científico al ignorar factores ambientales que "pueden hacer que un rayo láser se doble o se refracte" (ver arriba Efectos de la refracción atmosférica) y que las distancias son demasiado pequeñas. Es a gran escala como en el Observatorio de detección de ondas gravitatorias (LIGO) donde dos tubos de vacío perpendiculares de 4 km por el que pasan rayos láser "la curvatura de la Tierra fue un factor complicado al instalarlos para que los láseres funcionaran correctamente". Además, todos los rayos electromagnéticos poseen una divergencia del haz, que "durante la propagación del haz, la misma cantidad de energía se disemina sobre un área mayor". En los láseres es de 1 miliradianes y a 10 km de distancia un láser tendrá una anchura de haz de 10 m.

### Cálculo de la altura oculta bajo el horizonte debido a la curvatura de la Tierra

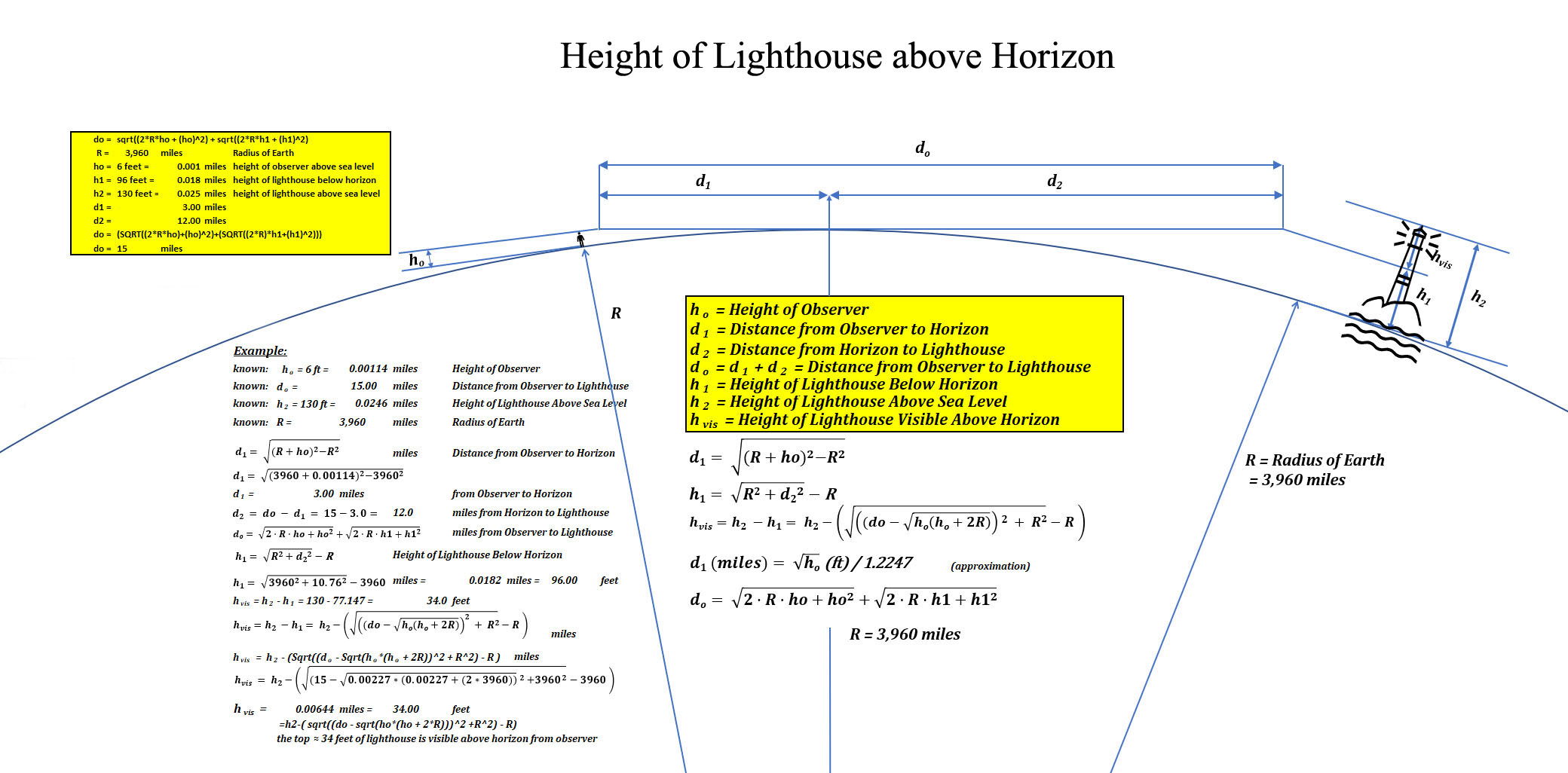
(Fig. 9) Cálculo de la visibilidad de un faro de 130 pies de altura para un observador a 6 pies a nivel del mar desde 15 millas de distancias (sin tener en cuenta la refracción atmosférica).

En algunas ocasiones se ha afirmado a la hora de calcular la altura oculta por la curvatura de la Tierra que hay una caída de 8 pulgadas por cada milla al cuadrado. Esta fórmula es utilizada por Samuel Rowbotham en Zetetic Astronomy y por la Flat Earth Society para afirmar que ciertos objetos visibles a distancia demuestran que la Tierra es plana, ya que deberían estar ocultos por el horizonte. Existen varios problemas con esta fórmula:
- En primer lugar, describe una parábola en lugar de una circunferencia, por lo que estos cálculos solo son aproximaciones precisas en la práctica para distancias inferiores a 400 km.[30][34]
- Dicha fórmula calcula la caída de la curvatura de la Tierra, que es tangencial a la superficie en el observador. Esta no corresponde a la altura oculta por el horizonte, ya que los objetos se inclinan con la distancia, y como resultado la desviación entre ellos crece exponencialmente. La aproximación se utiliza "para distancias inferiores a 258,5 km o 160,2 mi", donde el margen de error es inferior al 0,1%.[30] Considerando 3.960 millas (el radio de la Tierra) el margen de error es del 21%.[35]
- Finalmente, la fórmula no toma en cuenta dos factores importantes: la altura del observador, que permite ver objetos más distantes cuanto mayor sea (Fig. 8 y 9); y la refracción atmosférica, que en condiciones atmosféricas normales doblan los rayos de luz hacia abajo en un arco siete veces más grande que la curvatura de la Tierra, lo que hace visibles objetos situados detrás del horizonte.[30][36][37]

La siguiente ecuación permite conocer la altura oculta por el horizonte ({\displaystyle h_{\mathrm {h} }}) teniendo en cuenta la altura del observador y la refracción atmosférica:

{\displaystyle h_{\mathrm {h} }={R \over \cos \left[{s \over R}-\arccos \left({R \over R+h_{\mathrm {O} }}\right)\right]}-R},  donde  {\displaystyle R={R_{\mathrm {E} } \over k}}
donde:
- {\displaystyle h_{\mathrm {h} }=} altura oculta
- {\displaystyle s=} distancia entre el observador y el objeto a lo largo de la superficie de la Tierra
- {\displaystyle h_{\mathrm {O} }=} altura del observador desde la superficie de la Tierra
- {\displaystyle R=} radio del rayo de luz curvo debido a la refracción
- {\displaystyle R_{\mathrm {E} }=} radio de la Tierra sin refracción
- {\displaystyle k=} índice de refracción

## Observación de la Luna

### Eclipses lunares

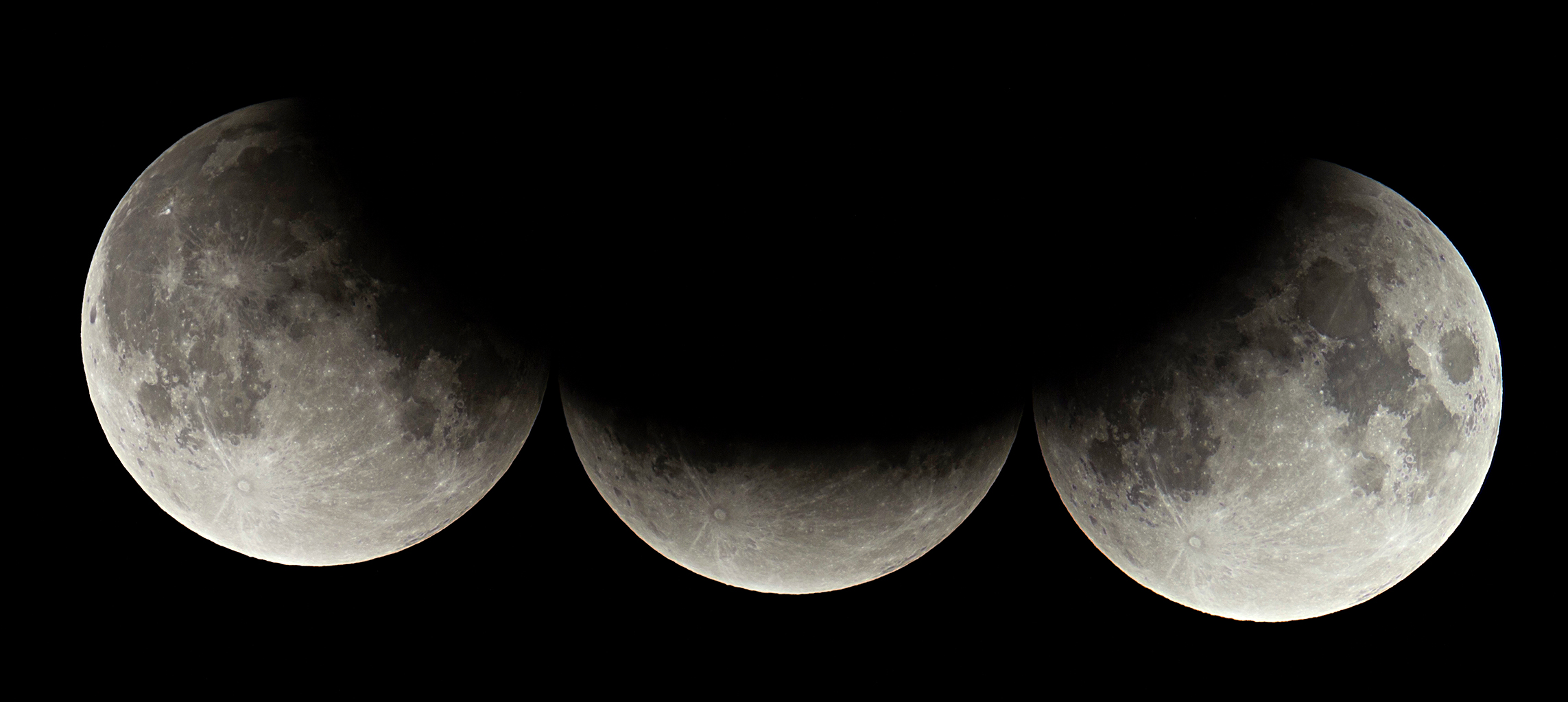
(Fig. 10) Fotomontaje del eclipse lunar de julio de 2019. Al combinar imágenes, se obtiene una buena impresión del borde redondo de la umbra terrestre

Alrededor del 330 a. C. el filósofo griego Aristóteles sugirió que la Tierra debe ser una esfera basándose en la forma de la sombra de la Tierra que observó durante los eclipses lunares. La sombra de la Tierra sobre la Luna durante un eclipse lunar es siempre un círculo oscuro que se mueve de un lado a otro de la Luna (parcialmente rozándola durante un eclipse parcial). La única forma que proyecta una sombra redonda (Fig. 10) sin importar en qué dirección apunte es una esfera, y los antiguos griegos dedujeron que esto debe significar que la Tierra es esférica. El efecto podría ser producido por un disco que siempre enfrenta a la Luna de frente durante el eclipse, pero esto es inconsistente con el hecho de que la Luna rara vez está directamente sobre la cabeza durante un eclipse. Para cada eclipse, la superficie local de la Tierra apunta en una dirección diferente. La sombra de un disco sostenido en ángulo es un óvalo, no un círculo como se ve durante el eclipse. La idea de que la Tierra es un disco también es inconsistente con el hecho de que un eclipse lunar dado solo es visible desde la mitad de la Tierra a la vez.
The Flat Earth Wiki, un sitio web administrado por la Flat Earth Society, afirman que un "objeto sombra" invisible cuando no está frente a la luna causa los eclipses lunares, pero no se ofrecen "detalles sobre su tamaño, forma, composición u origen".
Las diferencias horarias de la observación de eclipses lunares en distintos lugares fue decrita por Hiparco "como un medio para medir con precisión las diferencias de longitud, y Manilio, Plinio, Teón, Ptolomeo y Cleómedes citaron el mismo procedimiento como prueba de la esfericidad de la tierra".
Defensores de la tierra plana sugieren que la existencia de eclipses lunares cuando el Sol es todavía visible contradicen una tierra esférica. Este fenómeno llamado eclipse selenelion ocurre debido a la refracción atmosférica, que es capaz de elevar la verdadera posición planetaria geométrica de los objetos celestes cercanos al horizonte, alrededor de 0,5° (ver (véase falso amanecer y atardecer). Este efecto es más apreciable en un terreno elevado.

### Apariencia de la Luna

(Fig. 11) La Luna bloqueada por mareas a la Tierra (izquierda) y cómo sería sin el bloqueo por mareas (derecha).

El acoplamiento de marea de la Luna sobre la Tierra da como resultado que la Luna siempre muestre el mismo lado a la Tierra (Fig. 11). Si la Tierra fuera plana, con la Luna flotando sobre ella, la porción de la superficie de la Luna visible para las personas en la Tierra variaría según la ubicación en la Tierra, en lugar de mostrar un "lado de la cara" idéntico para todos. Una vez más, si la Tierra fuera plana, con la Luna girando a su alrededor bloqueada por mareas, esto traería como consecuencia que la Luna se vería simultáneamente en todos los lugares de la Tierra a la vez, pero su tamaño aparente, la parte que mira al espectador y la orientación del lado opuesto cambiarían gradualmente para cada espectador, a medida que se mueve por el cielo a lo largo de la noche. Pero la Luna se ve prácticamente idéntica desde cualquier parte de la Tierra a causa de su gran distancia con respecto al observador (a unos 384.400 km). 

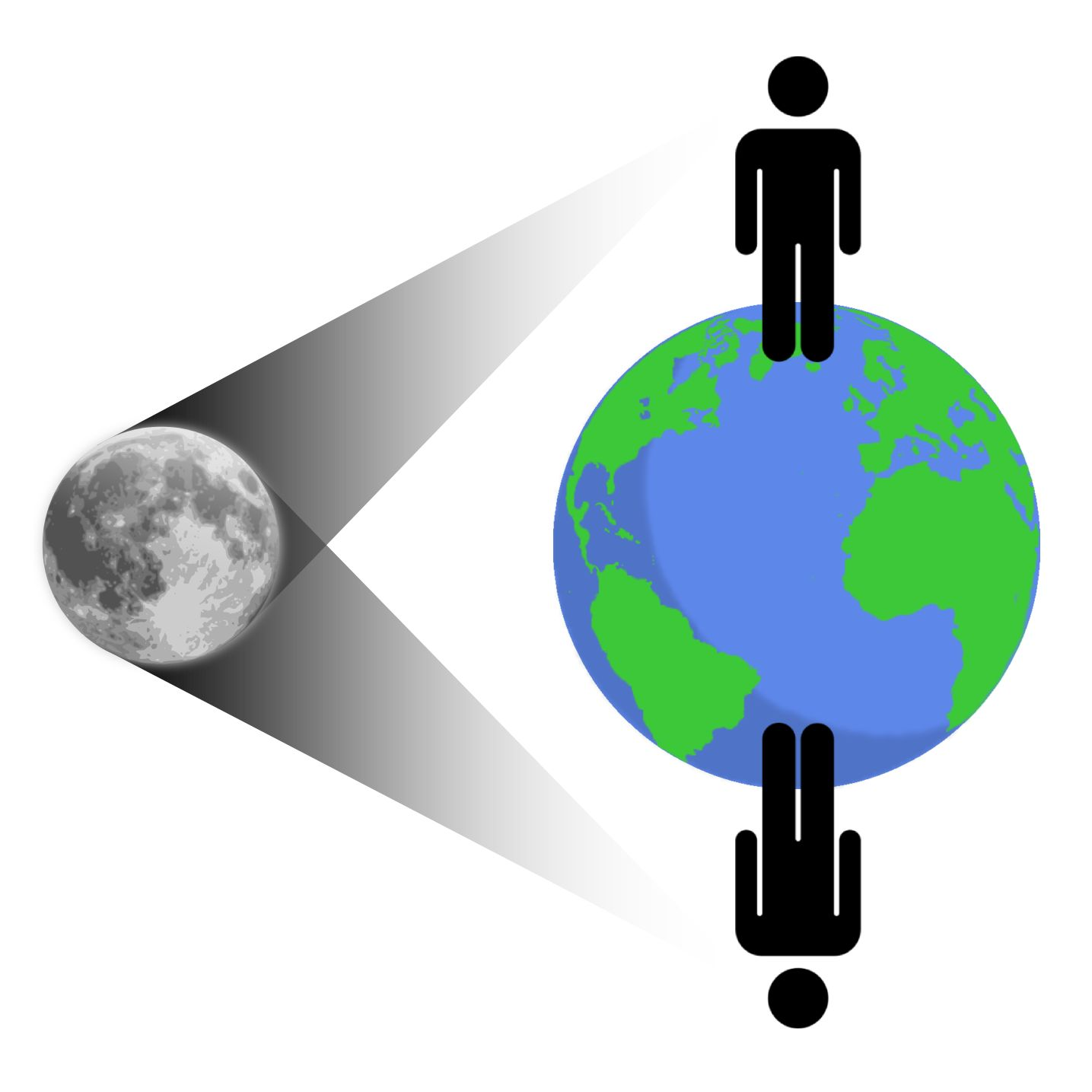
(Fig. 12) Diagrama de la orientación de la Luna respecto a la posición del observador.

La orientación de la Luna difiere dependiendo de la ubicación del observador debido a la esfericidad de la Tierra (Fig. 12). Por ejemplo, en el hemisferio norte cuando la Luna está en fase creciente se encuentra iluminada por el lado derecho (en forma de D), mientras que en fase menguante está iluminado por el lado izquierdo (en forma de C). En el hemisferio sur, es al revés. Lo mismo ocurre con otras fases (Fig. 13).
Según el rapero terraplanista B.o.B. la Luna es un astro que genera su propia luz. Tal afirmación es falsa. Luna es iluminada parcialmente por el Sol y en ella se proyectan sombras sobre su superficie rocosa, como se puede ver a través de telescopios, especialmente en sus cráteres, o en los eclipses lunares. A su vez, el plasma no sería capaz de bloquear la luz solar y proyectar sombras en la Tierra como ocurre en los eclipses solares.  

Al igual que la Tierra, la Luna tiene una forma esférica, y los cambios aparentes de la porción visible iluminada es debido al cambio de posición de la Luna con respecto a la Tierra y al Sol. Esto es lo que se denominan como las fases lunares y estas coinciden con las sombras de una esfera. Una observación que demuestra cómo las fases de la Luna están relacionadas con el movimiento orbital es observar un objeto esférico, como una pelota, en la misma posición donde se encuentra la Luna de día y ver que su sombra coincide con la fase lunar correspondiente. Este fenómeno no puede explicarse en el modelo de la Tierra plana ya que solo es posible si el Sol está lejos y tanto la Luna como la pelota están iluminadas por él. 

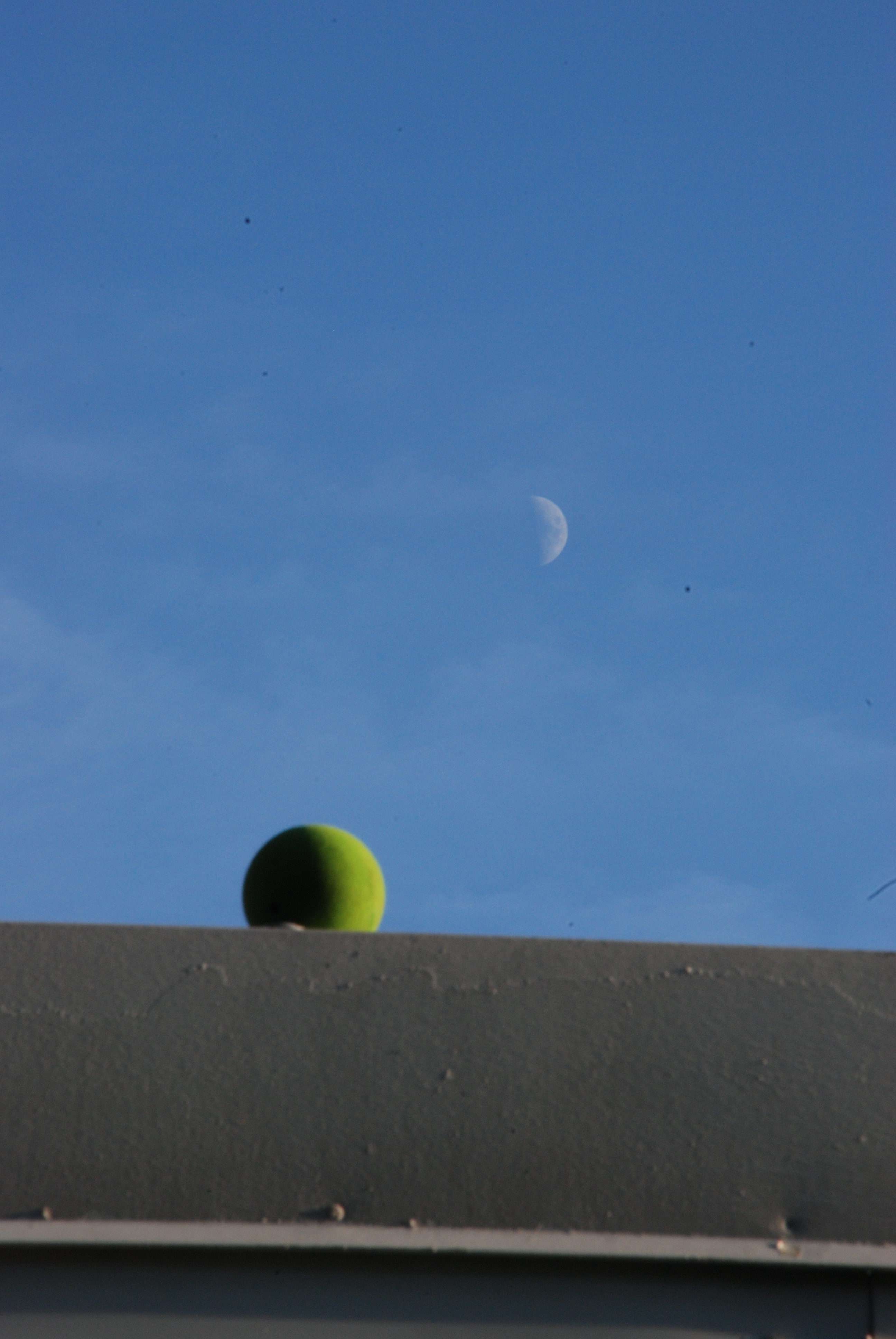
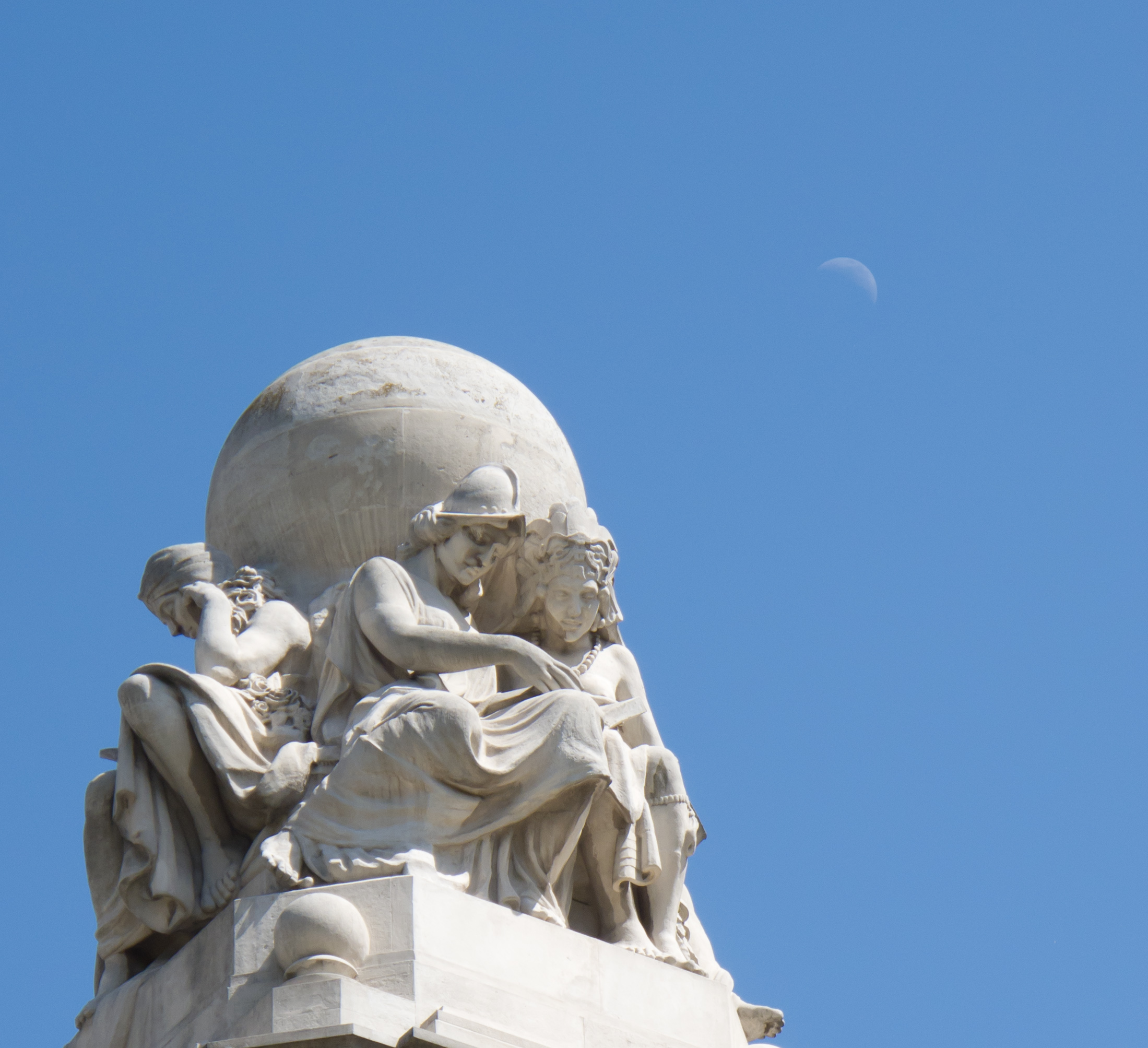
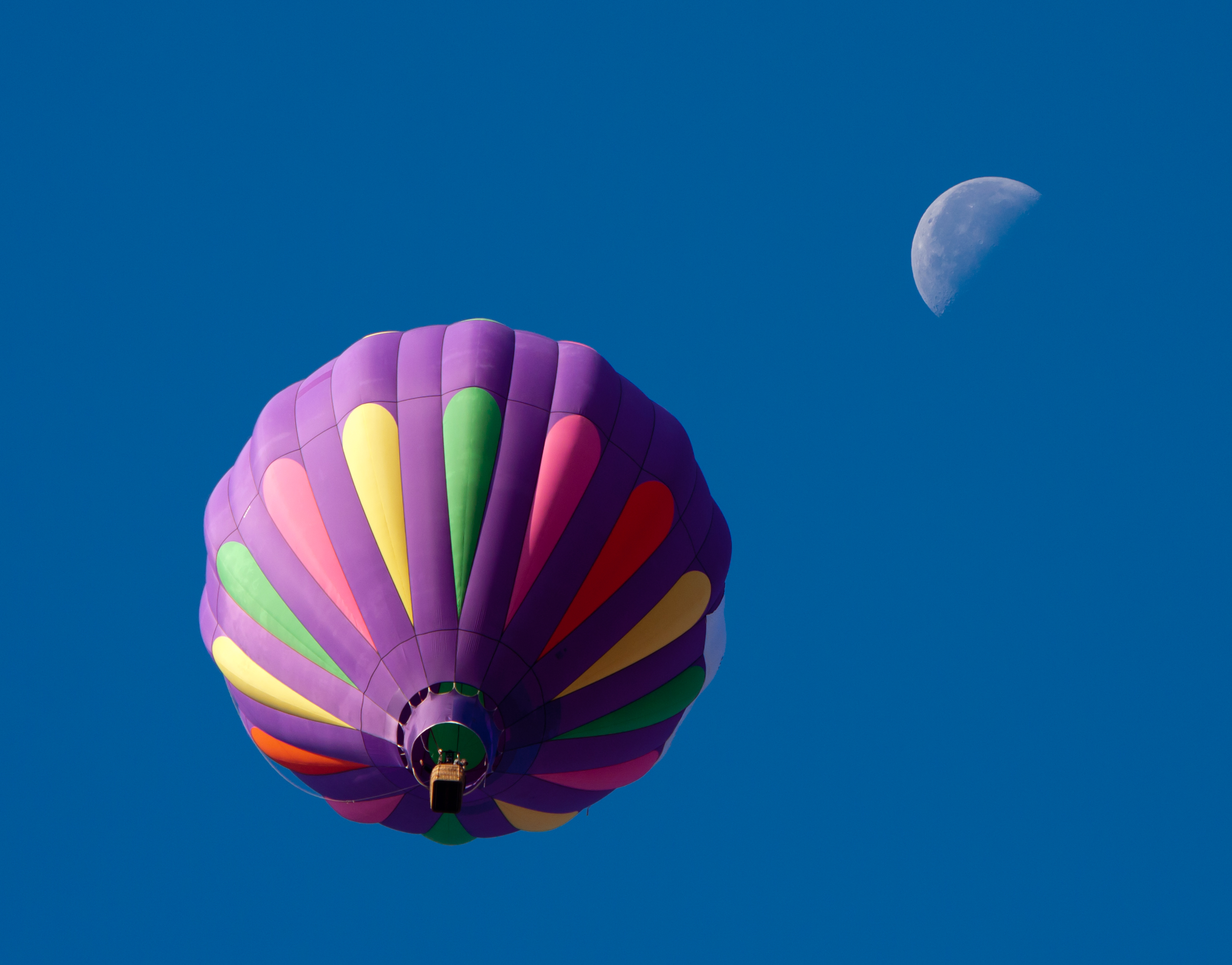
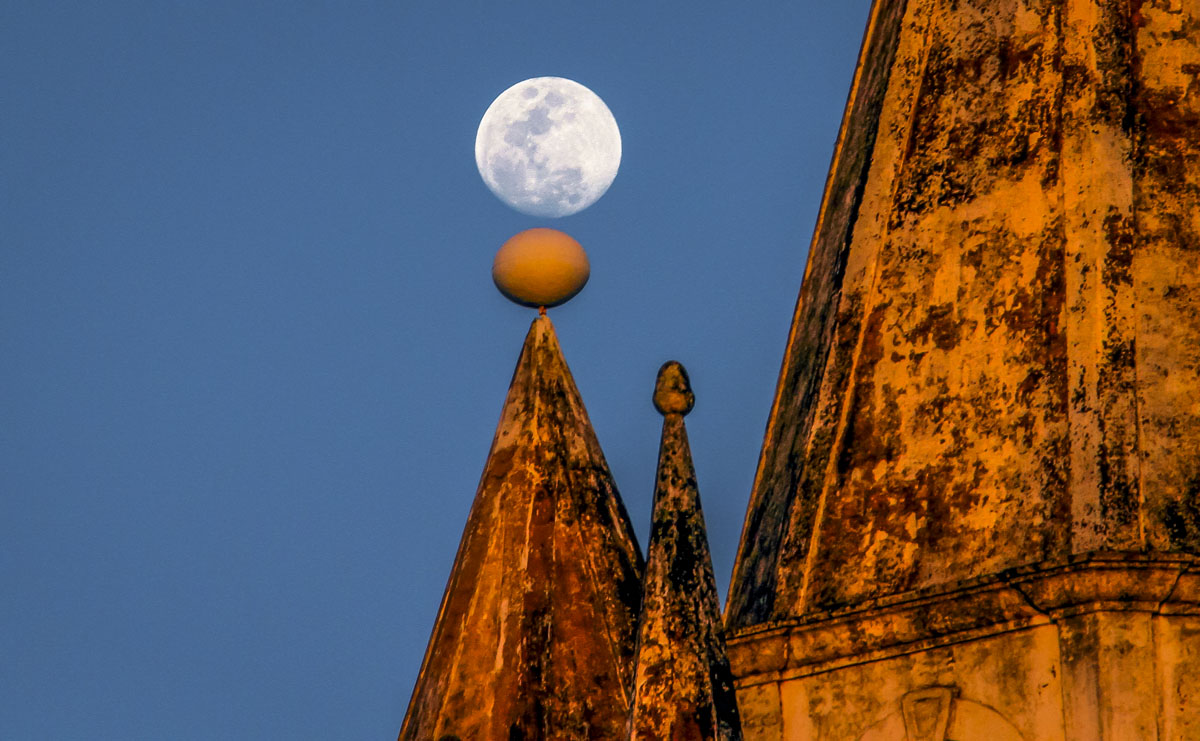
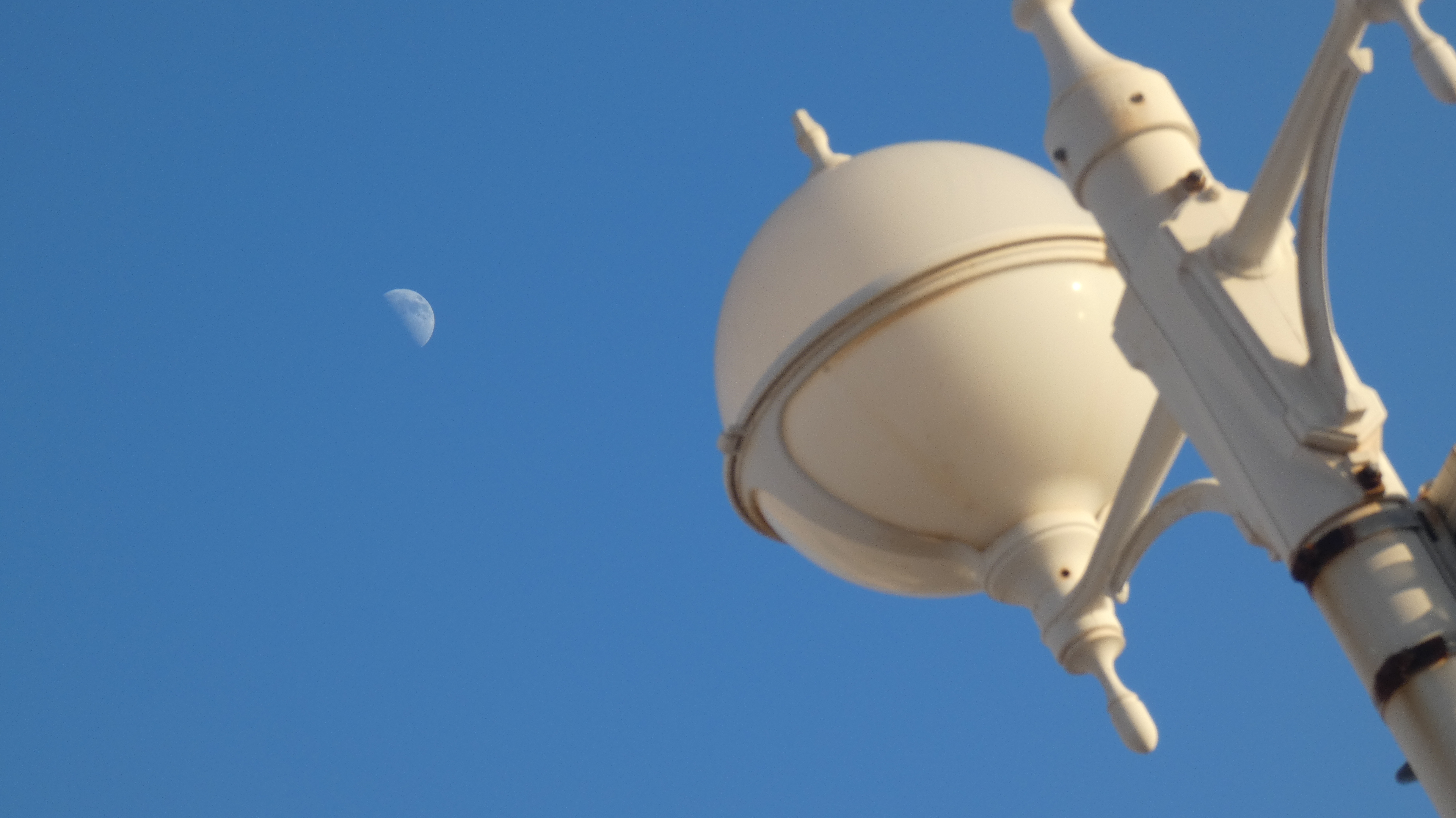
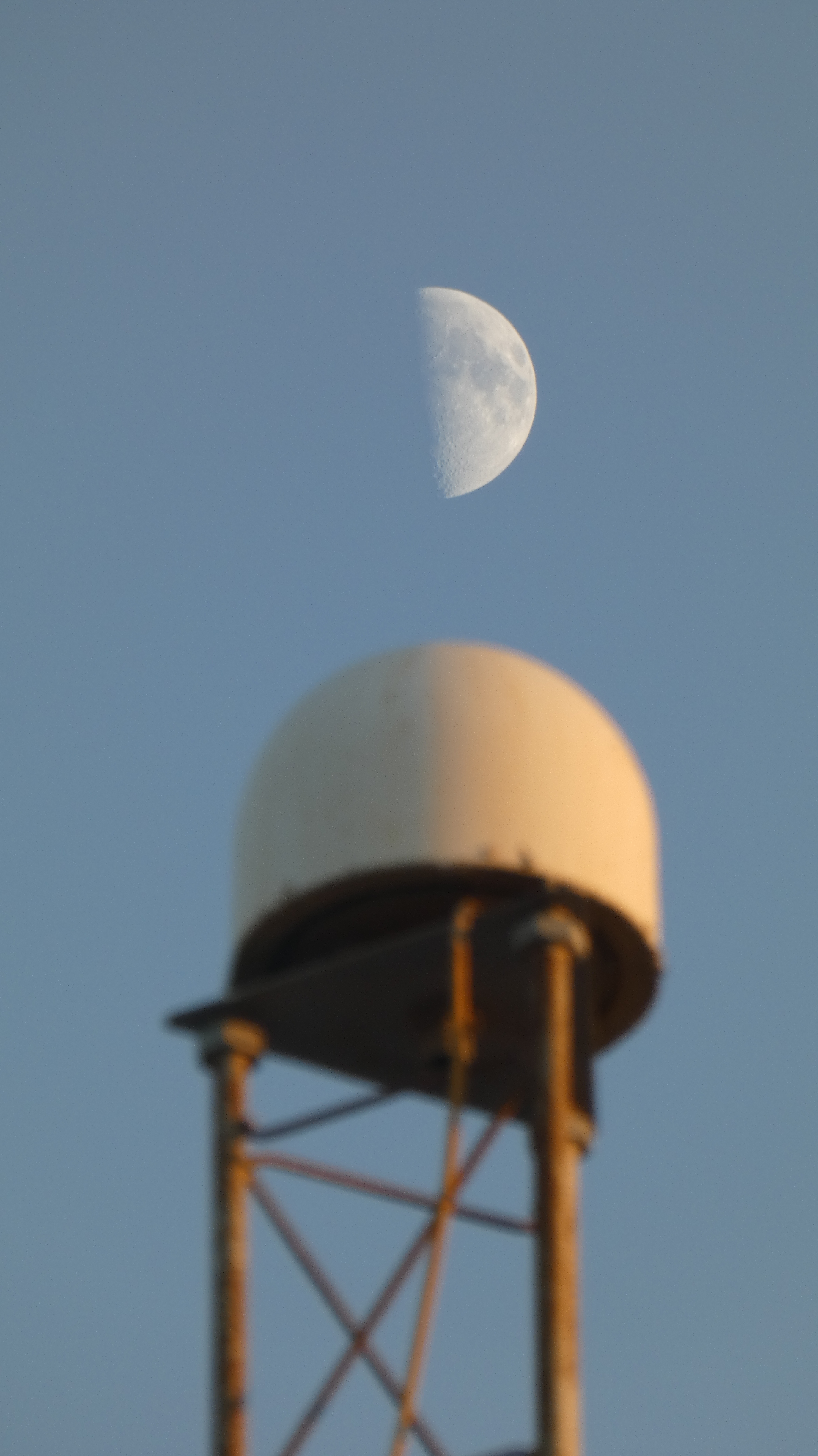

La aparente inclinación de la fase lunar en relación con el amanecer y el atardecer también solo es explicable en una Tierra esférica.

## Observación del cielo desde gran altura
En una Tierra perfectamente esférica, sin considerar las obstrucciones y la refracción atmosférica, su superficie bloquea la mitad del cielo para un observador cercano a la superficie. Alejarse de la superficie de la Tierra significa que el suelo bloquea cada vez menos el cielo. Por ejemplo, cuando se ve desde la Luna, la Tierra bloquea solo una pequeña porción del cielo porque está muy distante. Este efecto de la geometría significa que, cuando se ve desde una montaña alta, un terreno plano o un océano, bloquea menos de 180° del cielo. 
La tasa de cambio en el ángulo bloqueado por la Tierra a medida que aumenta la altitud sería diferente para un disco que para una esfera. La cantidad de superficie bloqueada sería diferente para una montaña cerca del borde de una Tierra plana en comparación con una montaña en medio de una Tierra plana, pero esto no se observa. Las encuestas de toda la Tierra muestran que su forma es localmente convexa en todas partes, lo que confirma que es muy cercana a la esférica.

## Observación de las estrellas

(Fig. 14) Aristóteles describió la diferencia de posición de las estrellas a distinta latitudes en De caelo como prueba de la esfericidad de la Tierra.

Se puede demostrar que las "estrellas fijas" están muy lejos mediante mediciones de paralaje diurno. Tales medidas apenas muestran cambios en las posiciones de las estrellas. A diferencia del Sol, la Luna y los planetas, no cambian de posición entre sí durante la vida humana; las formas de las constelaciones son constantes. Esto los convierte en un fondo de referencia conveniente para determinar la forma de la Tierra. Agregar medidas de distancia en el suelo permite calcular el tamaño de la Tierra.

El hecho de que diferentes estrellas sean visibles desde diferentes lugares de la Tierra se notó en la antigüedad (Fig. 14). Como explica Ptolomeo en su Almagesto:
"[V]iviendo sobre una superficie curva, ninguna de las estrellas podrían ser las siempre-visibles, sino que todas las estrellas tanto podrían salir como ponerse para todos los observadores, o las mismas estrellas, a una igual distancia [celestial] desde cada uno de los polos, podrían ser siempre invisibles para todos los observadores".
Por ejemplo, Aristóteles escribió en De caelo a favor de la esfericidad de la Tierra partiendo de la observación del ocultamiento de las constelaciones en distintas partes del mundo (Fig. 14).
[A]lgunas estrellas se ven en Egipto y cerca de Chipre, mientras que en los lugares que están hacia las Osas no se ven; y las estrellas que se ven siempre en lugares cercanos o hacia la parte de la se ponen en Egipto y Chipre.
Esto no sería posible si la Tierra fuera plana. Según el historiador Otto Neugebauer, los antiguos griegos descubrieron que la Tierra es una esfera a partir de esta observación.
Una estrella tiene una altitud sobre el horizonte para un observador si la estrella es visible. Observar la misma estrella al mismo tiempo desde dos latitudes diferentes da dos altitudes diferentes. Usando geometría, las dos altitudes junto con la distancia entre las dos ubicaciones permite calcular el tamaño de la Tierra. Usando observaciones en Rodas (en Grecia) y Alejandría (en Egipto) y la distancia entre ellos, el filósofo griego antiguo Posidonio usó esta técnica para calcular la circunferencia del planeta con un error de quizás el 4% del valor correcto. Los equivalentes modernos de sus unidades de medida no se conocen con precisión, por lo que no está claro qué tan precisa fue su medida.

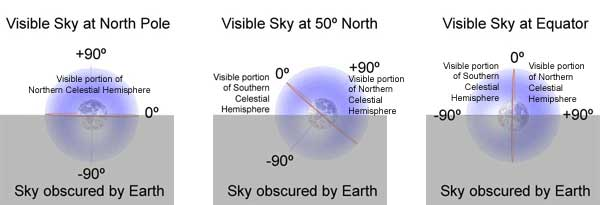
Diagrama de las porciones visibles del cielo a distintas latitudes.

#### Observación de constelaciones en diferentes hemisferios y en diferentes estaciones
El hecho de que las estrellas visibles desde los polos norte y sur no se superpongan debe significar que los dos puntos de observación están en lados opuestos de la Tierra, lo que no es posible si la Tierra es un disco de un solo lado, pero es posible para otras formas (como una esfera, pero también cualquier otra forma convexa como una rosquilla o una mancuerna).

El Polo norte está en noche continua durante seis meses al año. La estrella Polaris (la "Estrella polar") está casi directamente arriba y, por lo tanto, en el centro de esta rotación. Algunas de las 88 constelaciones modernas visibles son Ursa Major (Osa Mayor, incluido El Carro), Casiopea y Andrómeda. Los otros seis meses del año, el Polo Norte está en luz diurna continua, con la luz del Sol ocultando a las estrellas. Este fenómeno, y sus efectos análogos en el Polo Sur, son los que definen a los dos polos. Solo pueden ocurrir más de 24 horas de luz diurna continua al norte del círculo polar ártico y al sur del círculo polar antártico). En el Polo sur, durante los seis meses de noche continua son visibles un conjunto completamente diferente de constelaciones, incluidas Crux (Fig. 15) y Centaurus.

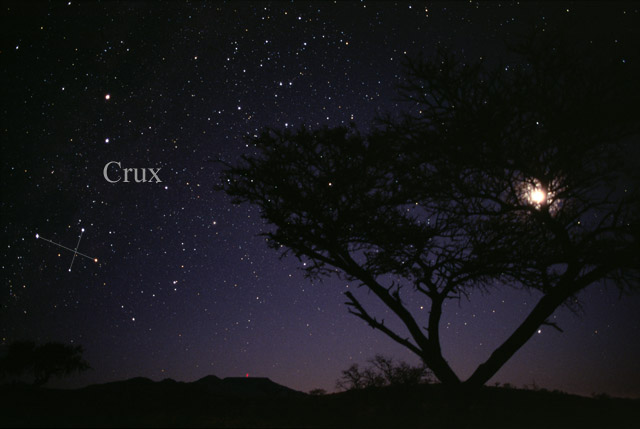
(Fig. 15) Constelación Crux, solo visible en el hemisferio sur y cerca del ecuador.

Durante milenios se ha utilizado la elevación de la Estrella Polar (Polaris) para la navegación, por ejemplo en el uso de sextantes. John P. Boyd demostró que la distancia al polo norte celeste es la colatitud del observador multiplicada por 111 km. Esta observación empírica coincide con un globo terráqueo pero no se puede explicar con un modelo de Tierra plana, por lo que Boyd concluye que las "matemáticas simples" prueban que la Tierra es una esfera.
Debido a la rotación de la Tierra, en el hemisferio sur las estrellas gira en sentido horario. Por otro lado, las estrellas giran en el sentido contrario en el hemisferio norte alrededor de la estrella polar (Fig. 16).
Desde cualquier punto del ecuador, todas las estrellas visibles en cualquier parte de la Tierra ese día son visibles durante el transcurso de la noche a medida que el cielo gira alrededor de una línea trazada de norte a sur. Al mirar hacia el este, las estrellas visibles desde el polo norte están a la izquierda y las estrellas visibles desde el polo sur están a la derecha. Esto significa que el ecuador debe mirar en un ángulo de 90° con respecto a los polos. En esta ubicación, la dirección en la que las estrellas se mueven es en perpendicular al horizonte.
La dirección hacia la que mira cualquier punto intermedio de la Tierra también se puede calcular midiendo los ángulos de las estrellas consideradas fijas y determinando qué parte del cielo es visible. Por ejemplo, la ciudad de Nueva York está a unos 40° al norte del ecuador. El movimiento aparente del Sol borra partes ligeramente diferentes del cielo de un día a otro, pero en el transcurso de todo el año ve una cúpula de 280° (360° - 80°). Por lo tanto, por ejemplo, tanto Orión como la Osa Mayor son visibles durante al menos parte del año.
La astrónoma de la Universidad Estatal de Pensilvania, Rebekah Dawson explica que el movimiento de la Tierra alrededor del Sol es detectable a través del paralaje: "A medida que cambia nuestra posición, también cambia la posición aparente de las estrellas cercanas en relación con las más distantes. También podemos (observar) el movimiento aparente de diferentes estrellas para determinar cómo estamos orbitando alrededor del centro de la galaxia".
Hacer observaciones estelares desde un conjunto representativo de puntos en la Tierra, combinado con conocer la distancia más corta en el suelo entre dos puntos dados, hace que una esfera aproximada sea la única forma posible para la Tierra.

## Observación del Sol

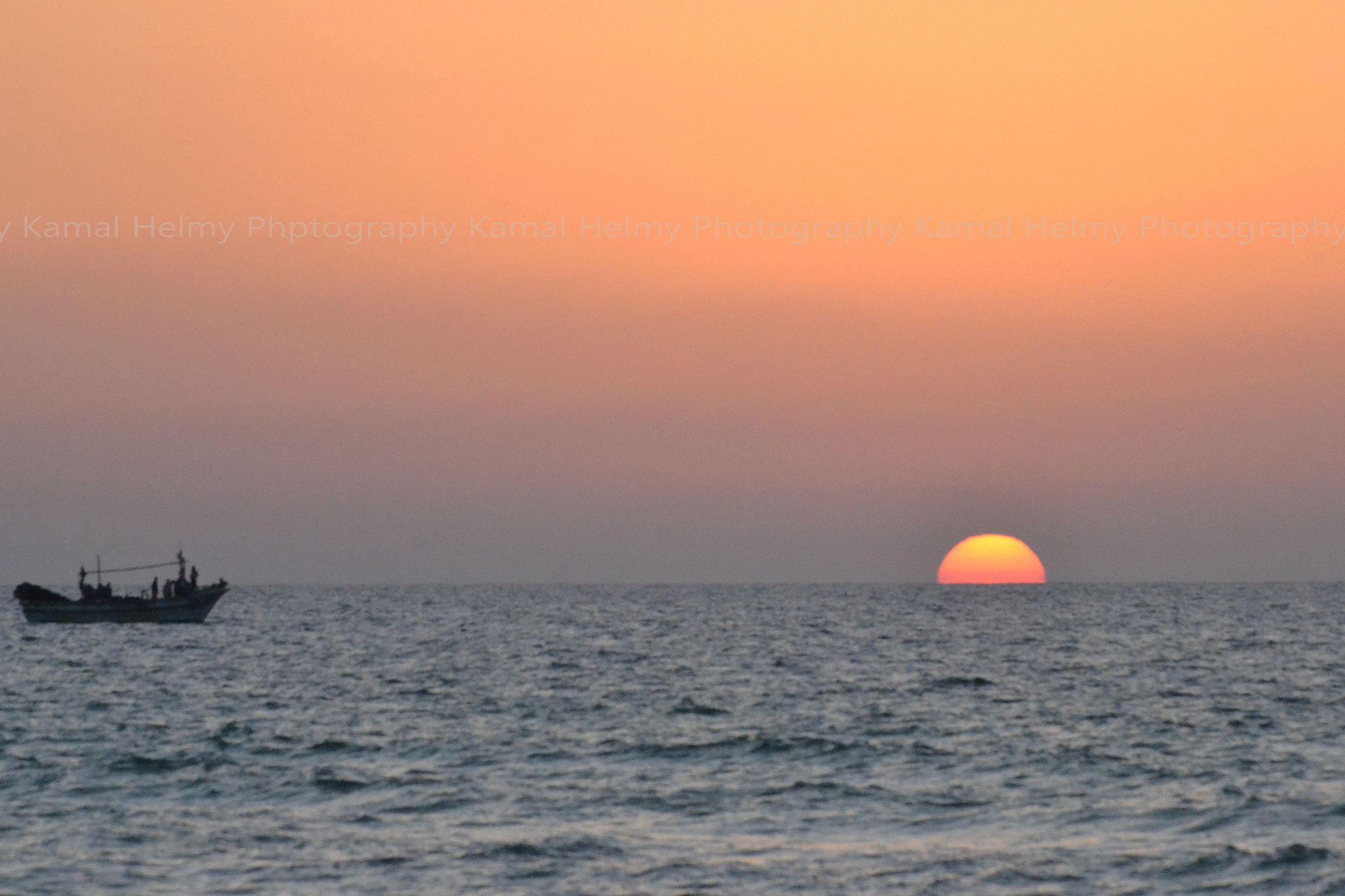
Ocaso en Alejandría, donde el Sol se oculta en el horizonte debido a la curvatura y rotación de la Tierra. La dispersión de Rayleigh de la luz solar en la atmósfera es la principal razón de que el cielo se vea azul durante el día y rojo durante el amanecer y atardecer.

En una Tierra plana, un Sol que brilla en todas las direcciones iluminaría toda la superficie al mismo tiempo, y todos los lugares experimentarían el amanecer y el atardecer en el horizonte aproximadamente al mismo tiempo. Con una Tierra esférica, la mitad del planeta está a la luz del día en un momento dado y la otra mitad experimenta la noche. Cuando una ubicación dada en la Tierra esférica está a la luz del sol, su antípoda –la ubicación exactamente en el lado opuesto de la Tierra– está en la oscuridad. La forma esférica de la Tierra hace que el Sol salga y se ponga a diferentes horas en diferentes lugares, y diferentes lugares reciben diferentes cantidades de luz solar cada día.
Para explicar el día y la noche, las zonas horarias y las estaciones, algunos conjeturadores de la Tierra plana proponen que el Sol no emite luz en todas las direcciones, sino que actúa más como un foco, iluminando solo una parte de la Tierra plana a la vez. Esta conjetura no es consistente con la observación: al amanecer y al atardecer, un Sol reflector estaría en el cielo al menos un poco, en lugar de en el horizonte donde siempre se observa. Un Sol reflector también aparecería en diferentes ángulos en el cielo con respecto a un suelo plano que con respecto a un suelo curvo.  
Suponiendo que la luz viaja en línea recta, las mediciones reales del ángulo del Sol en el cielo desde ubicaciones muy distantes entre sí solo son consistentes con una geometría en la que el Sol está muy lejos y se ve desde la mitad diurna de una Tierra esférica. Estos dos fenómenos están relacionados: un Sol reflector a baja altura pasaría la mayor parte del día cerca del horizonte en la mayoría de los lugares de la Tierra, lo cual no se observa, pero sale y se pone bastante cerca del horizonte. Un Sol a gran altura pasaría la mayor parte del día lejos del horizonte, pero saldría y se pondría bastante lejos del horizonte, lo que tampoco se observa. 

### Amanecer y atardecer
Una dificultad del modelo de la Tierra plana es describir por qué el sol aparece y desaparece por completo durante la noche. El modelo terraplanista sostiene que el Sol es pequeño y gira alrededor por encima del planeta en sentido horario. Esto implicaría que este astro siempre sería visible, ya que se encuentra constantemente sobre la Tierra, pero es durante el ocaso cuando el Sol atraviesa el plano del horizonte y pasa del hemisferio visible al no visible, produciendo así la noche con su ausencia.
Algunos terraplanistas invocan la perspectiva y los puntos de fuga para explicar el ocultamiento del Sol, pero la perspectiva no permite que un objeto se encuentre por debajo del horizonte por completo si está encima de él.

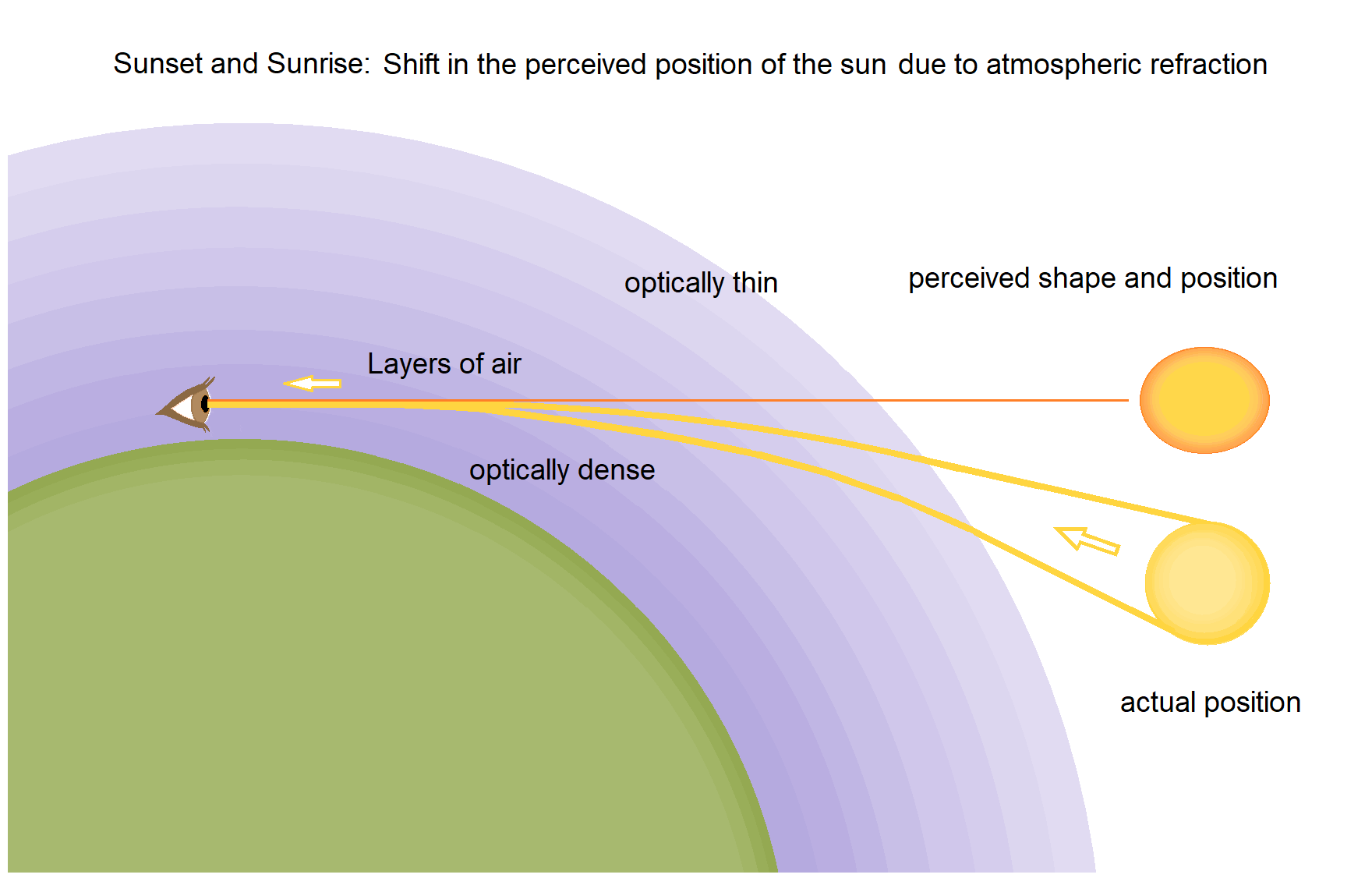
(Fig. 18) Diagrama del Sol al amanecer o al atardecer que muestra los efectos de la refracción atmosférica, cambiando su posición aparente (véase falso amanecer y atardecer).

Otra respuesta es afirmar que este fenómeno es una ilusión óptica producida por la refracción atmosférica mediante un espejismo inferior, lo que requiere que el aire sea menos denso (caliente) justo encima de la superficie para refractar los rayos hacia arriba. Sin embargo, el aire de la superficie terrestre es generalmente más denso (frío), produciendo un espejismo superior en el que la luz se curva hacia abajo (Fig. 17), lo que provocan que el Sol (y la Luna; ver: eclipse selenelion) aparezca aproximadamente más alto de su posición real "un poco más de medio grado por debajo de lo que parece como resultado de este efecto" (Fig. 18) (Véase: falso amanecer y atardecer). Además, los espejismos producen turbulencias o distorsión en los objetos y solo aparecen a medio grado cerca del horizonte. Debido a que las condiciones climáticas varían constantemente la refracción tampoco es una explicación adecuada de este fenómeno.
Otra observación descrita por Ptolomeo en su Almagesto como prueba de la esfericidad de la Tierra es que "el Sol, la Luna y otras estrellas no salen y se ponen simultáneamente para todos sobre la Tierra, sino que lo hacen más temprano para aquellos [que se encuentran] más hacia el Este, más tarde para aquellos hacia el Oeste".

### Cambio de la duración del día
Otra prueba de la esfericidad de la Tierra se basa en la observación de que la duración máxima del día aumenta con el aumento de la latitud. La primera persona en medir la latitud por la duración máxima del día fue Piteas. Plinio el Viejo describió esta observación en Historia natural y Ptolomeo en su Almagesto.
En una Tierra plana con un Sol omnidireccional, todos los lugares experimentarían la misma cantidad de luz del día todos los días, y todos los lugares recibirían la luz del día al mismo tiempo. La duración real del día varía considerablemente, con lugares más cercanos a los polos que tienen días muy largos en el verano y días muy cortos en el invierno, con el verano del norte ocurriendo al mismo tiempo que el invierno del sur. Los lugares al norte del círculo polar ártico y al sur del círculo polar antártico no reciben luz solar durante al menos un día al año y reciben luz solar las 24 horas durante al menos un día al año. Ambos polos experimentan la luz del sol durante 6 meses y la oscuridad durante 6 meses, en momentos opuestos.
El movimiento de la luz del día entre los hemisferios norte y sur ocurre debido a la inclinación axial de la Tierra. La línea imaginaria alrededor de la cual gira la Tierra, que va entre el Polo Norte y el Polo Sur, está inclinada unos 23° con respecto al óvalo que describe su órbita alrededor del Sol. La Tierra siempre apunta en la misma dirección cuando se mueve alrededor del Sol, por lo que durante la mitad del año (verano en el hemisferio norte), el Polo Norte apunta ligeramente hacia el Sol, manteniéndolo a la luz del día todo el tiempo porque el Sol ilumina la mitad de la Tierra que está frente a él (y el Polo Norte siempre está en esa mitad debido a la inclinación). Para la otra mitad de la órbita, el Polo Sur está ligeramente inclinado hacia el Sol y es invierno en el Hemisferio Norte. Esto significa que en el ecuador, el Sol no está directamente sobre la cabeza al mediodía, excepto alrededor de los equinoccios de marzo y septiembre, cuando un punto en el ecuador apunta directamente al Sol.

### Duración del día más allá de los círculos polares

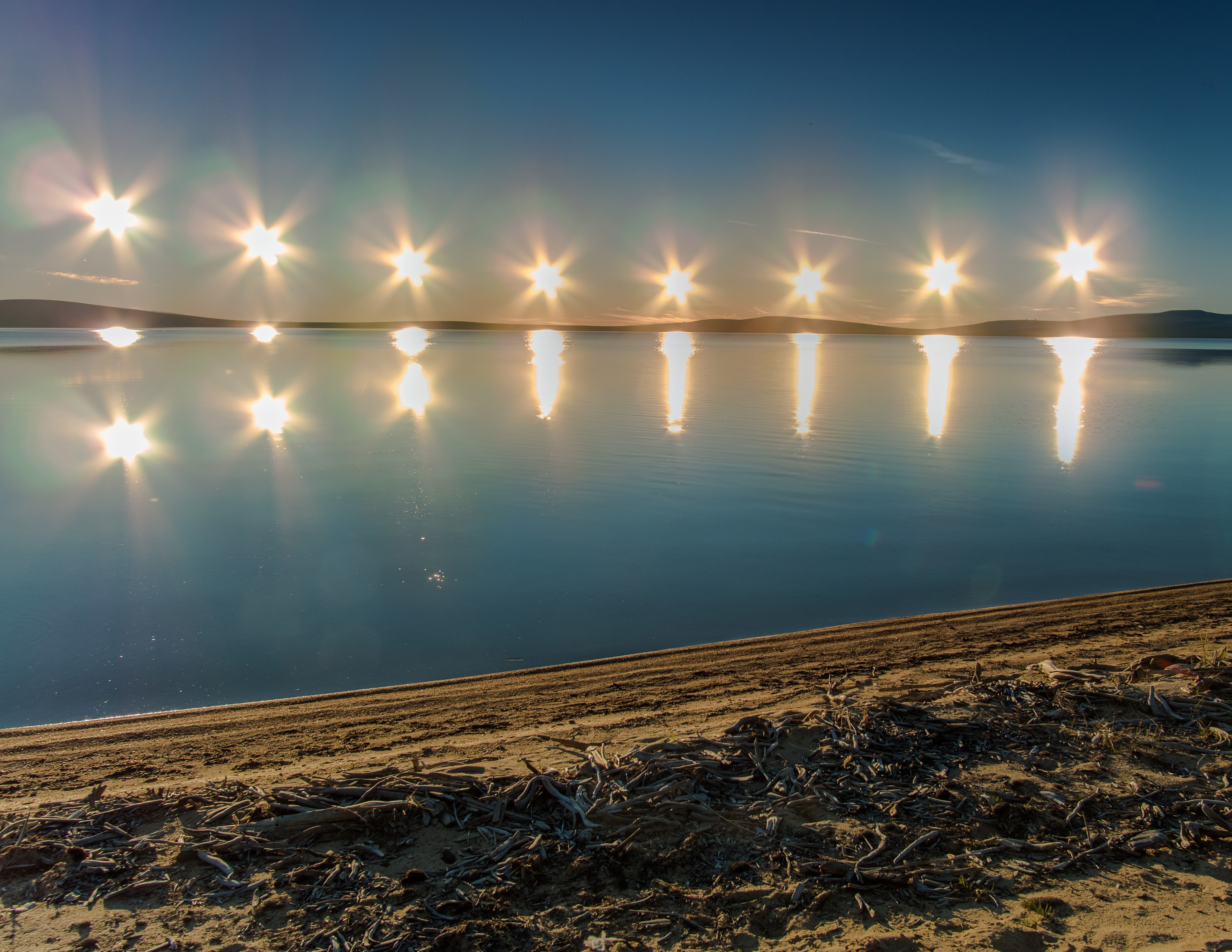
"Sol de medianoche" en Rusia.

Debido a la inclinación del eje de rotación de la Tierra la duración del día varía. A medida que la Tierra gira, algunos lugares (cerca de los polos) pasan solo por una pequeña curva cerca de la parte superior o inferior de la mitad de la luz del sol; otros lugares (cerca del ecuador) viajan a lo largo de curvas mucho más largas a través del medio. En lugares fuera de los círculos polares, existen las llamadas "sol de medianoche" en pleno verano, en las que el sol nunca está a más de unos pocos grados por debajo del horizonte en junio, de modo que persiste un crepúsculo brillante desde el atardecer hasta el amanecer. En Rusia, San Petersburgo utiliza este fenómeno en su marketing turístico.

### Duración del crepúsculo
Se observan crepúsculos más largos en latitudes más altas (cerca de los polos) debido a un ángulo menor del movimiento aparente del Sol en comparación con el horizonte. 
En una Tierra plana, la sombra del Sol alcanzaría la atmósfera superior muy rápidamente, excepto cerca del borde más cercano de la Tierra, y siempre formaría el mismo ángulo con respecto al suelo (que no es lo que se observa).
La duración del crepúsculo sería muy diferente en una Tierra plana. En una Tierra redonda, la atmósfera sobre el suelo se ilumina durante un tiempo antes del amanecer y después del atardecer se observan a nivel del suelo, porque el Sol todavía es visible desde altitudes más altas.
La conjetura del "Sol del foco" tampoco es consistente con esta observación, ya que el aire no puede iluminarse sin que el suelo debajo de él también esté iluminado (a excepción de las sombras de las montañas, los rascacielos y otros obstáculos superficiales).

### Tamaño aparente del Sol
En el modelo de la Tierra plana sostiene que el Sol es pequeño y gira alrededor del planeta junto con la Luna en sentido horario. Luego, el amanecer y atardecer serían productos de la perspectiva cuando el Sol se acerca o aleja de la Tierra de la misma forma que las farolas en una calle larga parecen ocultarse sobre la distancia. En consecuencia, el tamaño aparente del Sol cambiaría a lo largo del día, agrandándose hasta el mediodía y menguando hasta el ocaso. 

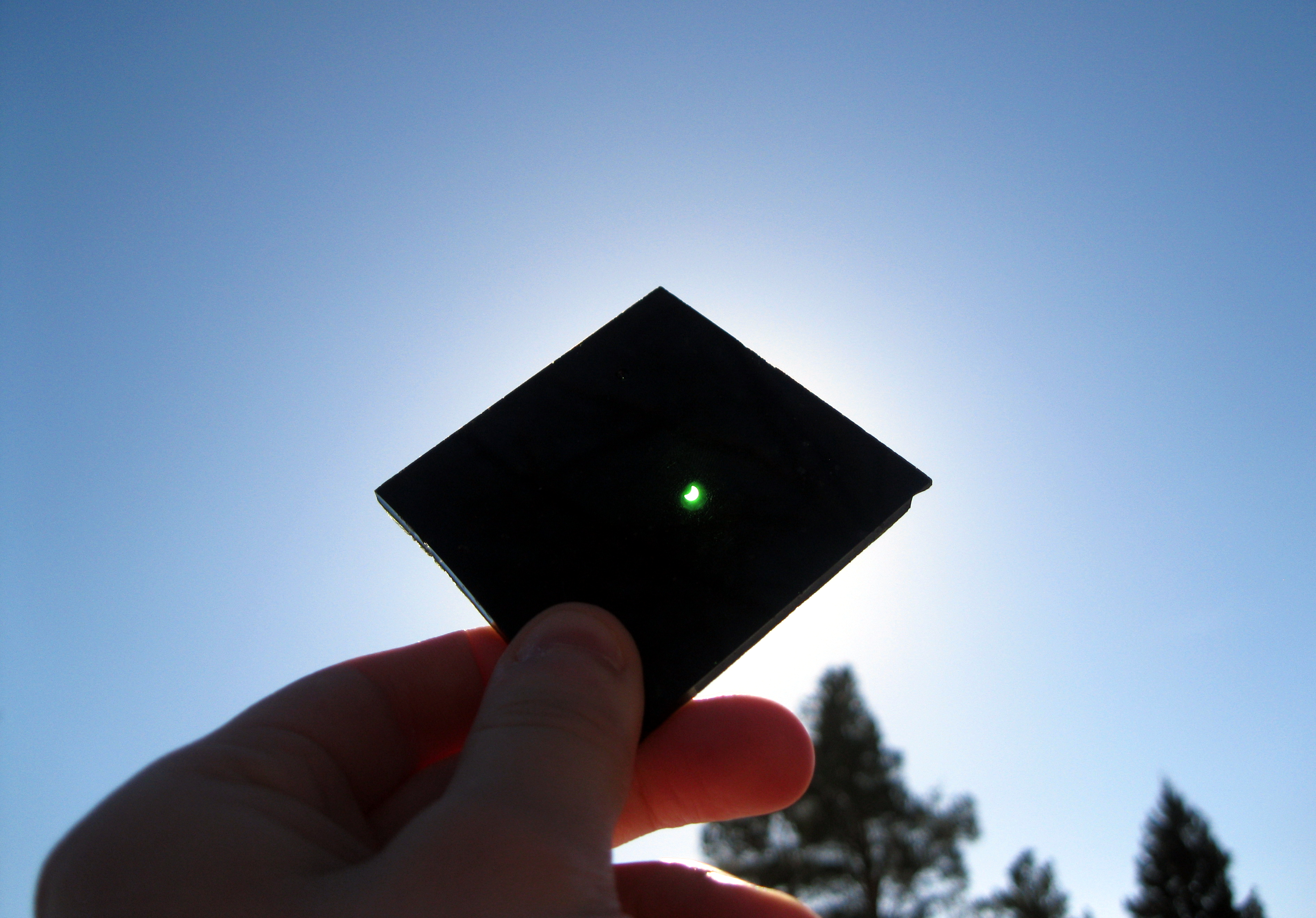
(Fig. 19) Eclipse solar visto con una lente de soldador que permite ver su verdadero tamaño.

El tamaño aparente del Sol es constante a lo largo del día. Esto se debe a que en realidad el Sol se haya a unos 90 millones de kilómetros de distancia, lo que hace que su tamaño apenas cambie durante el día. Durante el año el semidiámetro solar varía entre un mínimo de 15' 45" en el apogeo y de 16' 17" en el perigeo. 
Un argumento en apoyo de la Tierra plana son videos cámara rápida de atardeceres donde el Sol parece ir menguando. Esto es en realidad producto de la deslumbramiento de la cámara a la luz solar. Para evitar tal efecto se ha de ajustar exposición de la cámara manualmente y usar filtros solares (Fig. 19).

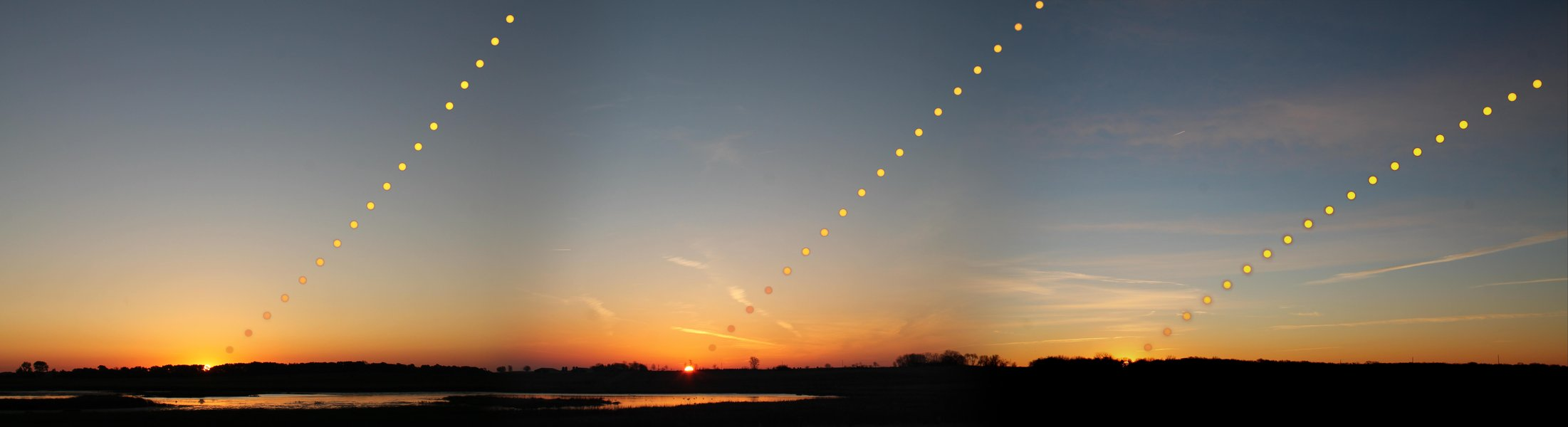
Esta imagen panorámica compuesta de tres fotografías timelapse de amaneceres en los solsticios y equinoccios muestra que el diámetro angular del Sol apenas cambia a lo largo del día y del año.

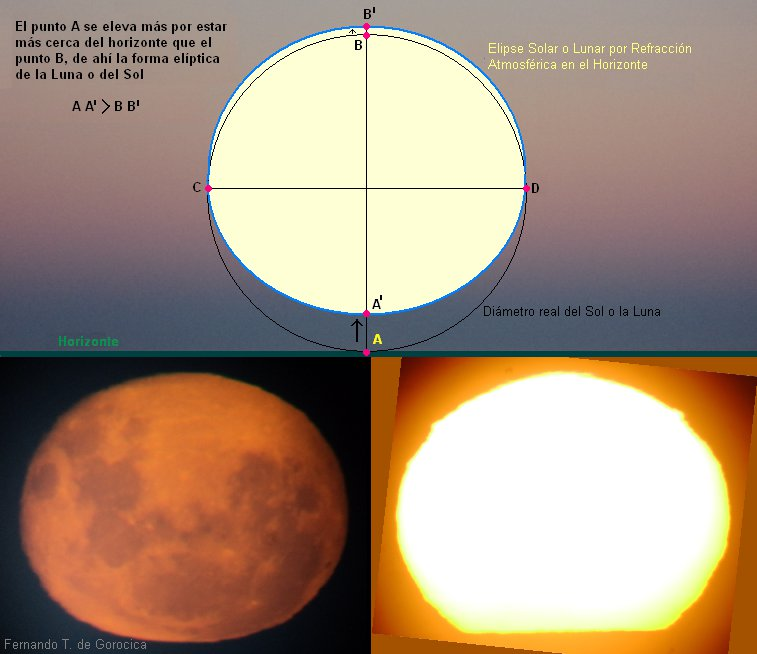
(Fig. 20) Distorsión el disco solar y lunar debido a la refracción atmosférica.

Este fenómeno también ocurre con la Luna, aunque erróneamente se afirma que su tamaño aumenta cuando se acerca al horizonte. Esto es una ilusión óptica llamada "ilusión lunar". 
Una respuesta común de los defensores de la Tierra plana es que la refracción atmosférica "hace que el Sol y la Luna se vean más grandes a medida que se alejan", pero no hay evidencia que apoye tal mecanismo, además de que solo afectaría aparentemente a cuerpos celestes (el Sol y la Luna) pero no otros objetos en el cielo, como aeronaves. La refracción atmosférica puede distorsionar el disco solar y lunar achatando su diámetro vertical aparente a medida que se acerca al horizonte pero el diámetro horizontal se mantiene constante (Fig. 20).
Se ha teorizado que debido a la esfericidad de la Tierra la atmósfera curvada alrededor de su superficie actuaría como una lente de aumento natural que permitiría magnificar objetos astronómicos vistos desde unos 1.360.000 km de la Tierra, un concepto denominado “terrascopio”.

### Movimiento diurno

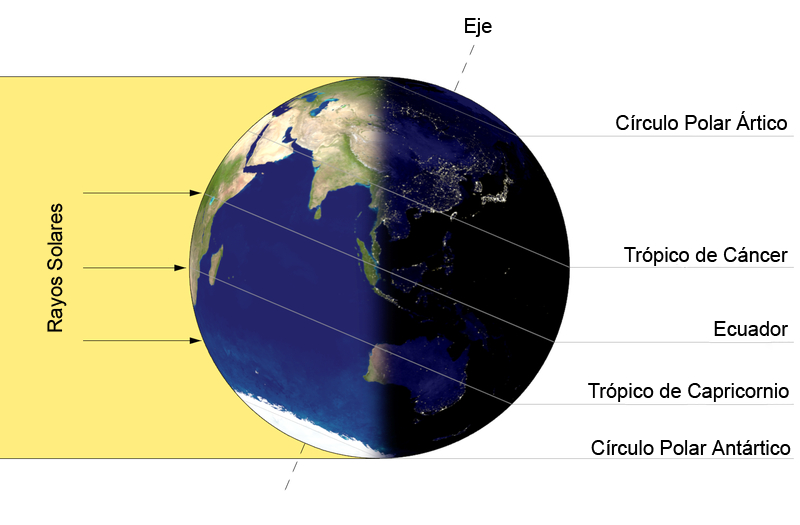
En una Tierra esférica el ocaso se ve al suroeste en Australia durante el solsticio de invierno. Esta observación no se ajusta a una Tierra plana.

Como se estableció anteriormente, el Sol gira en sentido horario alrededor de un eje que pasa por el Polo Norte sobre la Tierra según el modelo de terraplanista (Fig. 21). Para explicar las diferencias de temperatura estacionales y la cantidad de luz solar cada día se sostiene que su distancia radial cambia a lo largo del año, siendo más pequeño en el solsticio de verano (moviéndose a lo largo del trópico de Cáncer) y más grande en el solsticio de invierno (moviéndose a lo largo del trópico de Capricornio). Debido a ello, en el hemisferio sur el Sol estaría siempre al norte en todos lugares en el solsticio de diciembre, pero esto no es el caso, ya que se puede puede ver en países como Sudáfrica y Australia el amanecer al sureste y el atardecer al suroeste. Esta observación encaja en el modelo de la Tierra redonda con un eje de rotación inclinado (ver imagen superior derecha).
En este modelo también el Sol se vería dando vueltas hacia la derecha en la bóveda celeste cuando se mira hacia el oeste durante un atardecer en cualquier parte del mundo (como las luces y columnas en la segunda imagen de abajo), pero esta predicción no se ajusta a las observaciones. A causa a la rotación de la Tierra, el Sol se mueve en arcos durante el día, pero su trayectoria varía respecto a la posición de donde se observa debido a la esfericidad de la Tierra (Fig. 22).
Tomando como referencia el diagrama central (Fig. 24), en el hemisferio norte el norte está a la izquierda. Allí el Sol sale por el este (flecha lejana), culmina en el sur (a la derecha) mientras se mueve hacia la derecha (Fig. 23) y se pone por el oeste (flecha cercana). Tanto la posición de salida como la de puesta se desplazan hacia el norte en pleno verano y hacia el sur en pleno invierno. Por otro lado, en el hemisferio sur, el sur está a la izquierda. El Sol sale por el este (flecha cercana), culmina en el norte (a la derecha) mientras se mueve hacia la izquierda (Fig. 25) y se pone por el oeste (flecha lejana). Tanto las posiciones de salida como de puesta se desplazan hacia el sur en pleno verano y hacia el norte en pleno invierno.
En el ecuador terrestre, el Sol se oculta verticalmente en dirección perpendicular al horizonte. En contraste, durante los solsticios el Sol no se pone en uno de los polos terrestres, lo que se denomina sol de medianoche (y noche polar respectivamente al fenómeno opuesto, en el que la noche se prolonga por más de 24 horas en el polo opuesto). Estos dos fenómenos no pueden ser explicados según la hipótesis de la Tierra plana.

### Observación de la luz solar antes o después de ver el Sol

(Fig. 26) Timelapse de un atardecer en el domo Half Dome del Parque nacional de Yosemite.

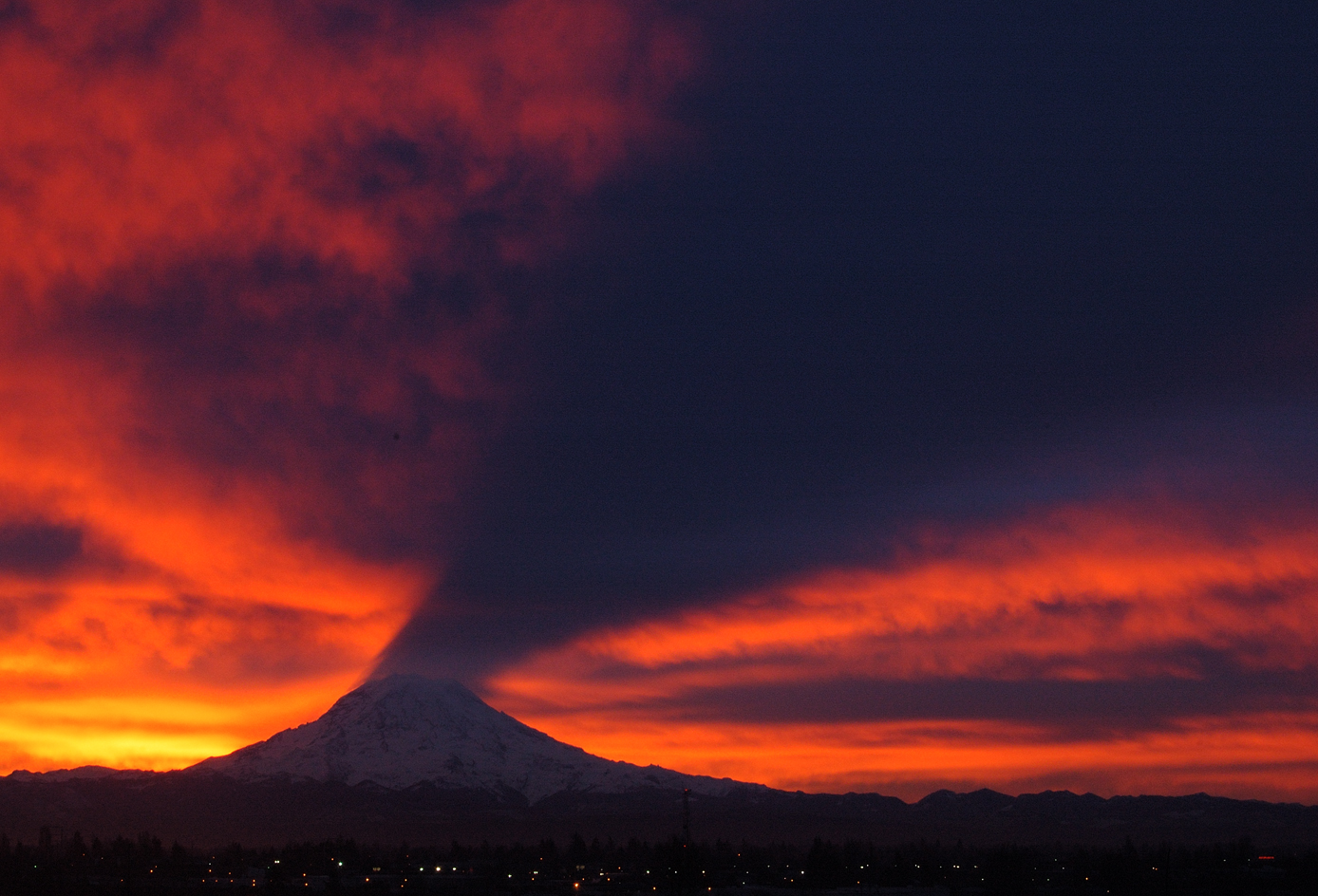
(Fig. 28) Sombra invertida del Monte Rainier sobre las nubes. Esto posible cuando el Sol está físicamente por debajo del horizonte.

Desde el nivel del suelo es posible ver las ventanas de los edificios altos iluminadas por el sol cercanos unos minutos antes de ver salir el sol o después de ver la puesta de este. En una masa de Tierra plana y no curva, solo tomaría unos segundos, debido a una proporción minúscula (compare ~45 metros / 150 pies de un edificio de 14 pisos con distancias intercontinentales). Si tal fenómeno fuera causado por una propiedad prismática de la atmósfera en un mundo plano, con una fuente de luz relativamente pequeña que gira alrededor de la Tierra (como en los mapas posteriores de la Tierra plana, fechados en 1800), estaría en contradicción con la capacidad de uno para ve. un panorama adecuado del cielo estrellado en un momento de la noche, en lugar de un parche "estirado" pequeño pero distorsionado.[cita requerida] Asimismo, la cima de una montaña se ilumina primero en el amanecer y por último durante al atardecer (Fig. 26 y 27). Incluso el Sol puede proyectar en el cielo la sombra de la montaña (Fig. 28). Este fenómenos es similar a la sombra de la Tierra proyectada en el cielo cuando el Sol se esconde debajo del horizonte (Fig. 29)  

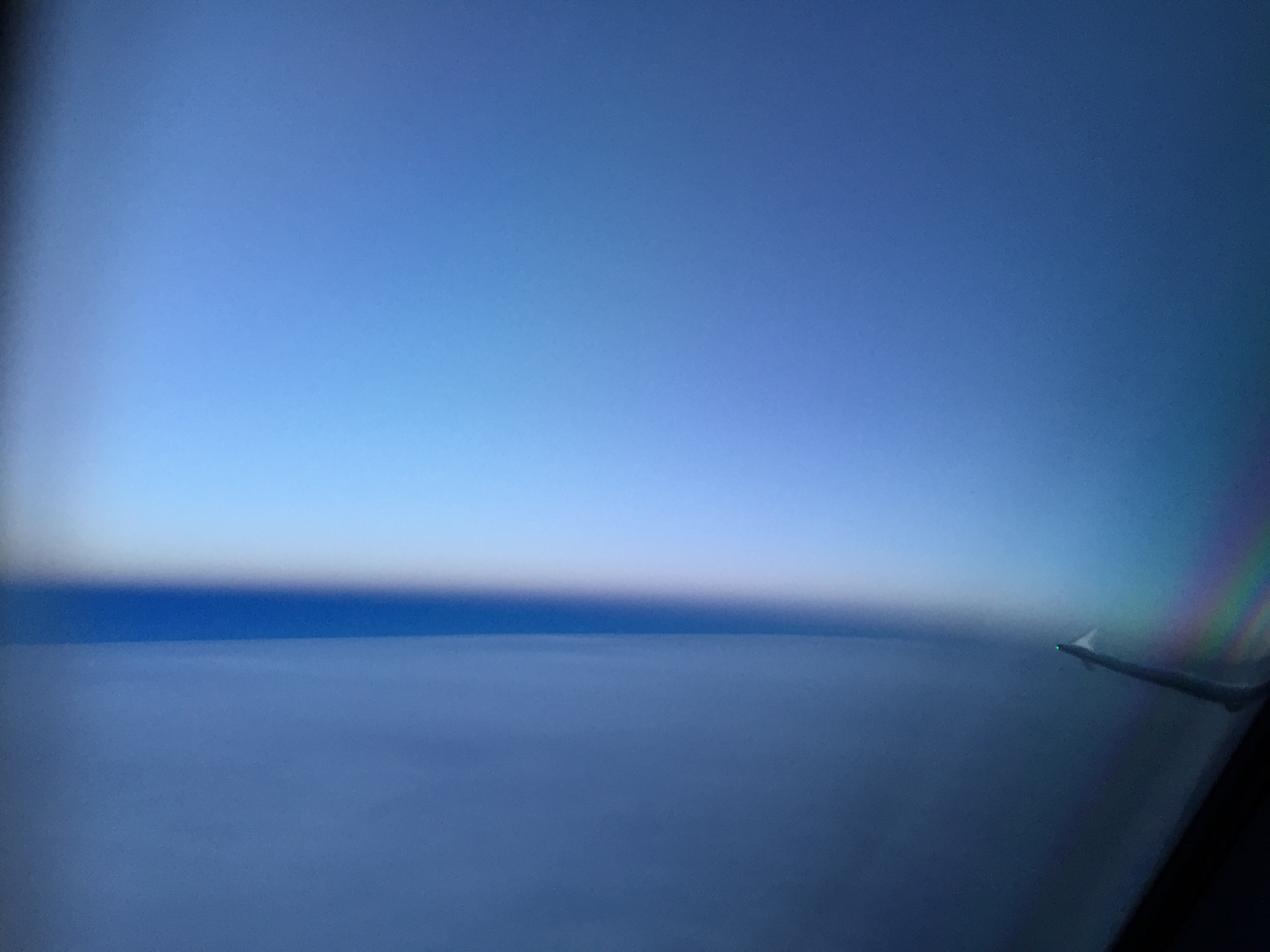
(Fig. 29) Foto de la sombra de la Tierra proyectada en el cielo tomada desde un avión a unos 11.000 m de altitud. Este fenómeno demuestra que el Sol se esconde debajo del horizonte.

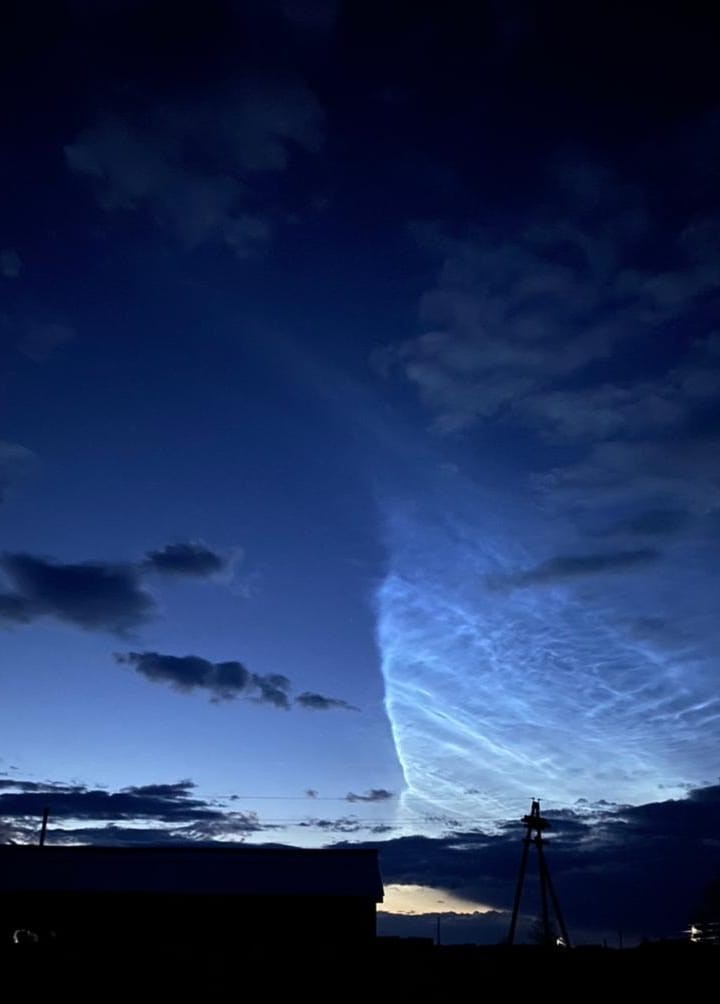
(Fig. 30) Nubes noctilucentes en Buriatia, Rusia. El cielo está oscuro, pero las nubes altas reflejan los rayos solares por encima de la curvatura de la Tierra.

Similarmente nubes de mayor altitud son iluminadas antes amanecer y tras al atardecer, como en el caso de las nubes mesosféricas polares o noctilucentes (Fig. 30).

#### Doble puesta de Sol
En terreno nivelado, la diferencia en la distancia del horizonte entre estar tumbado y estar de pie es lo suficientemente grande como para ver la puesta del Sol dos veces levantándose rápidamente inmediatamente después de verlo ponerse por primera vez mientras está acostado. Esto también se puede observar desde una plataforma elevadora, un rascacielos (Fig. 31), una montaña o con un dron. En una Tierra plana o en un segmento plano significativamente grande, no sería posible volver a ver el Sol (a menos que esté cerca del borde más cercano al Sol) debido a una sombra solar que se mueve mucho más rápido.

### Hora solar local y zonas horarias
El cronometraje antiguo contaba con el "mediodía" como la hora del día en que el Sol está más alto en el cielo, con el resto de las horas del día medidas contra eso. Durante el día, el tiempo solar aparente se puede medir directamente con un reloj de sol. En el antiguo Egipto, los primeros relojes de sol conocidos dividían el día en 12 horas, aunque debido a que la duración del día cambiaba con la estación, la duración de las horas también cambiaba. En el Renacimiento aparecieron relojes de sol que definían las horas como siempre de la misma duración. En la Edad Media y en Europa occidental para mantener a las personas cercanas al tanto de la hora local se utilizaron reloj de torre y los sonoros, aunque en comparación con los tiempos modernos, esto era menos importante en una sociedad mayoritariamente agraria.
Debido a que el Sol alcanza su punto más alto en diferentes momentos para diferentes longitudes (alrededor de cuatro minutos de tiempo por cada grado de diferencia de longitud este u oeste), el mediodía solar local en cada ciudad es diferente, excepto en las que están directamente al norte o al sur entre sí. Esto significa que los relojes de diferentes ciudades podrían estar desfasados entre sí por minutos u horas. A medida que los relojes se volvieron más precisos y la industrialización hizo que el cronometraje fuera más importante, las ciudades cambiaron a la hora solar media, que ignora las variaciones menores en el horario del mediodía solar local durante el año, debido a la naturaleza elíptica de la órbita de la Tierra y su inclinación.
En general, las diferencias en la hora del reloj entre ciudades no fueron un problema hasta el advenimiento de los viajes en tren en el siglo XIX, lo que hizo que viajar entre ciudades distantes fuera mucho más rápido que a pie o a caballo, y también requería que los pasajeros se presentaran en momentos específicos para cumplir con sus necesidades. trenes deseados. En el Reino Unido, los ferrocarriles cambiaron gradualmente a la hora media de Greenwich (establecida a partir de la hora local en el observatorio de Greenwich en Londres), seguidos por los relojes públicos de todo el país en general, formando una sola zona horaria. En los Estados Unidos, los ferrocarriles publicaron horarios basados en la hora local, luego en la hora estándar de ese ferrocarril (por lo general, la hora local en la sede del ferrocarril) y finalmente en cuatro zonas horarias estándar compartidas entre todos los ferrocarriles, donde las zonas vecinas diferido por exactamente una hora. Al principio, la hora del ferrocarril se sincronizaba con cronómetros portátiles y luego con señales de radio y telégrafo.
San Francisco está a 122,41°W de longitud y Richmond, Virginia está a 77,46°W de longitud. Ambos se encuentran a unos 37,6°N de latitud (±0,2°). Los aproximadamente 45° de diferencia de longitud se traducen en unos 180 minutos, o 3 horas, de tiempo entre las puestas de sol en las dos ciudades, por ejemplo. San Francisco está en la zona horaria del Pacífico y Richmond está en la zona horaria del este, que están separados por tres horas, por lo que los relojes locales de cada ciudad muestran que el sol se pone aproximadamente a la misma hora cuando se usa la zona horaria local. Pero una llamada telefónica de Richmond a San Francisco al atardecer revelará que todavía quedan tres horas de luz diurna en California.

### Analema

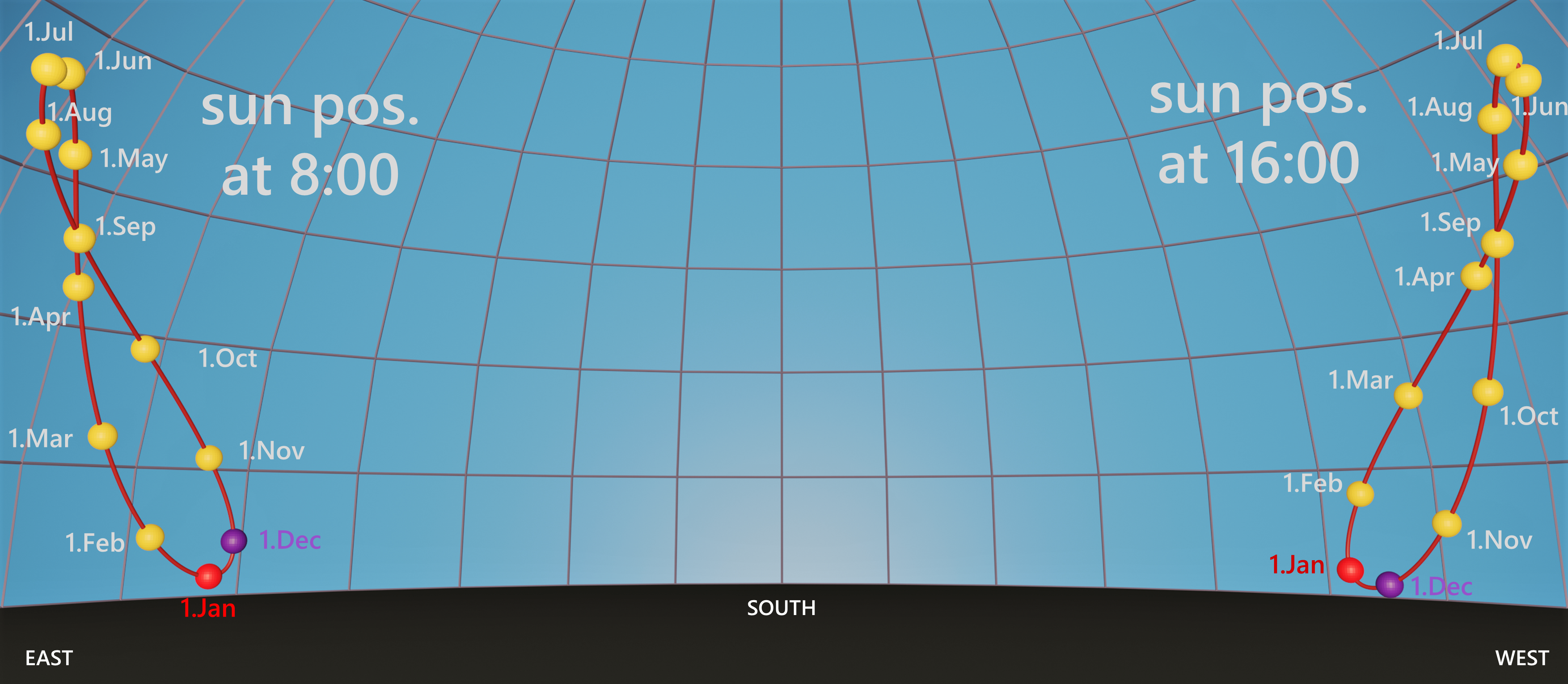
Diagrama de un analema desde Europa central a las 08:00 y 16:00.

El analema es la curva que suele ser, aproximadamente, una forma de ocho (8) o lemniscata que describe el Sol en el cielo si todos los días del año se lo observa a la misma hora del día (huso horario) y desde el mismo lugar de observación. El componente axial del analema muestra la declinación del Sol mientras que la componente transversal ofrece información acerca de la ecuación del tiempo (que es la diferencia entre el tiempo solar aparente y el tiempo solar medio). Su inclinación depende de la ubicación del observador. En el hemisferio norte, la curva de analema tiene el bucle más ancho en la parte inferior. En el ecuador terrestre, el analema se encuentra de costado. Finalmente, en el hemisferio sur está invertido, mostrando la curva más amplia en la parte superior. El analema es consistente con el hecho de que la Tierra es una esfera que gira sobre su propio eje de rotación inclinado y órbita alrededor del Sol. Si el eje de rotación de la Tierra no estuviera inclinado la curva de analema tendría forma ovalada.

### Reloj de sol

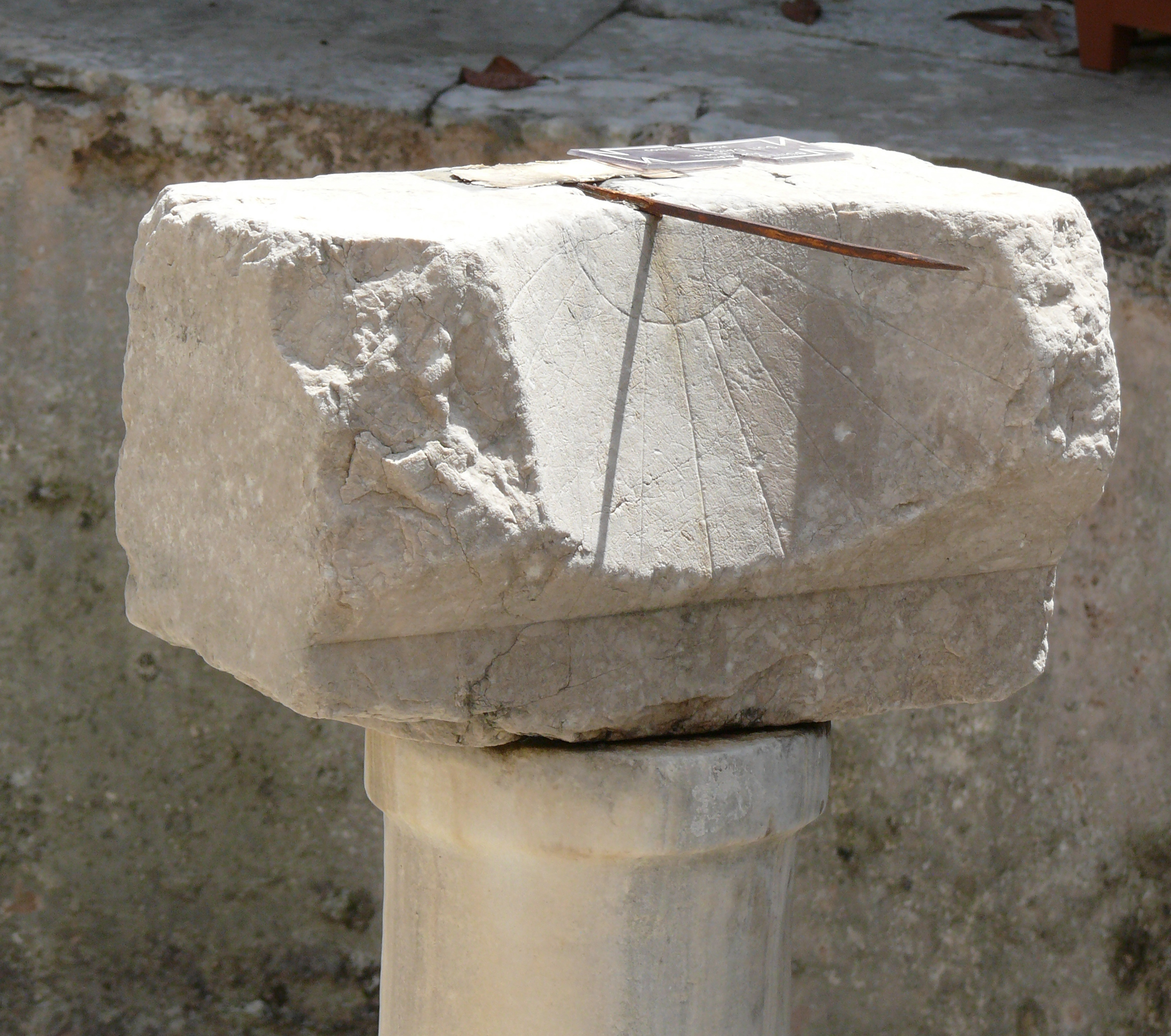
Reloj de sol romano en el Museo Arqueológico de Side, Turquía.

(Fig. 32) Esquema de posición del reloj de sol ecuatorial.

Mediante un reloj de sol ecuatorial se puede saber la hora dependiendo de la posición de la sombra que el Sol proyecta. Para su correcto funcionamiento la aguja o gnomon del reloj está orientado hacia el norte y alineado con el eje de rotación de la Tierra contenido en el plano meridiano del lugar. Su ángulo es igual a la latitud. Entonces, en Europa el ángulo roza entre los 40º y 60º mientras que en el ecuador terrestre está en paralelo al suelo (0º) (Fig. 32). La sombra es proyectada a un dial geometría es variable respecto a la latitud. Esta sombra gira en sentido horario en el hemisferio norte y en sentido antihorario en el sur. A su vez, un dial es geométricamente idéntico pero simétricamente invertido en el hemisferio opuesto debido a que ambos hemisferios son simétricos geométricamente. Estas observaciones corresponden con una Tierra esférica.

## Observación de planetas

(Fig. 33) Timelapse de la rotación de Júpiter y su satélites Ganímedes orbitando alrededor de él, tomado a través de un telescopio Schmidt-Cassegrain.

Durante siglos se ha podido apreciar a través de telescopios la forma esférica y la rotación de los demás planetas del sistema solar con sus satélites orbitando alrededor de ellos (Fig. 33). Estas observaciones comunes dan indicios para creer inductivamente que la Tierra también es esférica.
 

Los defensores de la Tierra plana consideran a los planetas como las estrellas, cuerpos luminarios en el firmamento, como se creía desde la Edad Antigua, tomando como prueba fotografías de dichos cuerpos celestes con cámaras digitales de alto zoom, como la Nikon P900. Tanto los planetas como las estrellas "no se parecen a lo que nos describen los libros de ciencia, sino que se perciben como un disco brillante y con múltiples colores". En consecuencia, rechazan las fotos de planetas provenientes de observatorios y agencias espaciales como falsas o producidas por ordenador. No obstante, la mayoría de las fotos de planetas tomadas por estas cámaras suelen estar mal enfocadas debido a la gran distancia de los astros y los ajustes automáticos de la cámara, produciendo un efecto un efecto Bokeh (Fig. 34). 

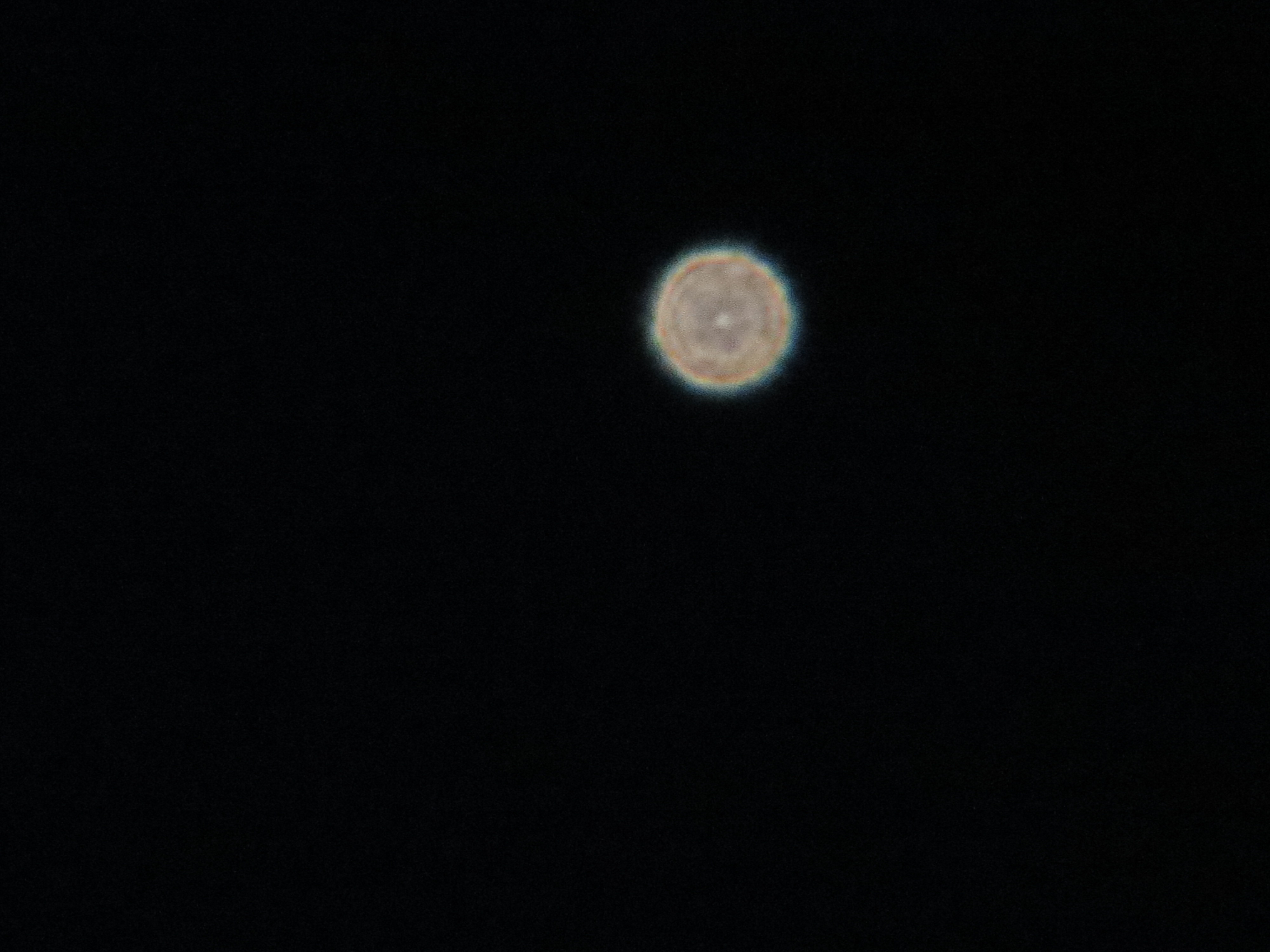
(Fig. 34) Foto desenfocada de Venus con una Canon PowerShot SX240 HS produciendo un efecto Bokeh.

Fotografías tomadas con telescopios por astrofotógrafos amateur muestran a los planetas no muy diferentes de las fotos con las que estamos familiarizados. La razón del brillo y los múltiples colores se debe a la refracción atmosférica. Respecto a las estrellas, estas no pueden ser observadas con una cámara o un telescopio newtoniano porque "no son lo bastante potentes como para poder observar fenómenos tan lejanos". Para ello se requiere de tecnología más sofisticada como el telescopio espacial Hubble.

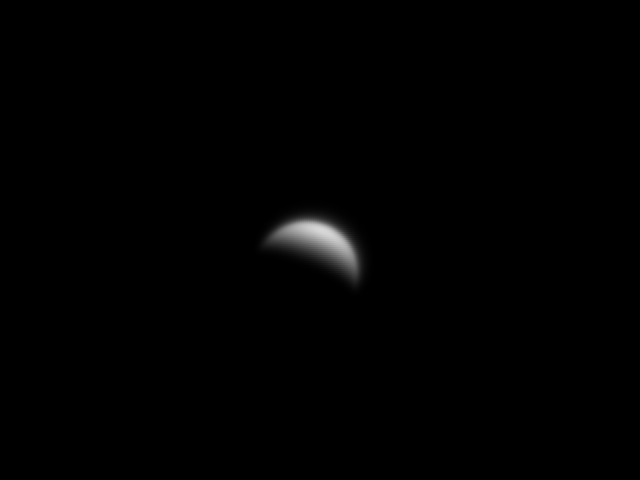
Venus visto desde un telescopio Schmidt–Cassegrain.
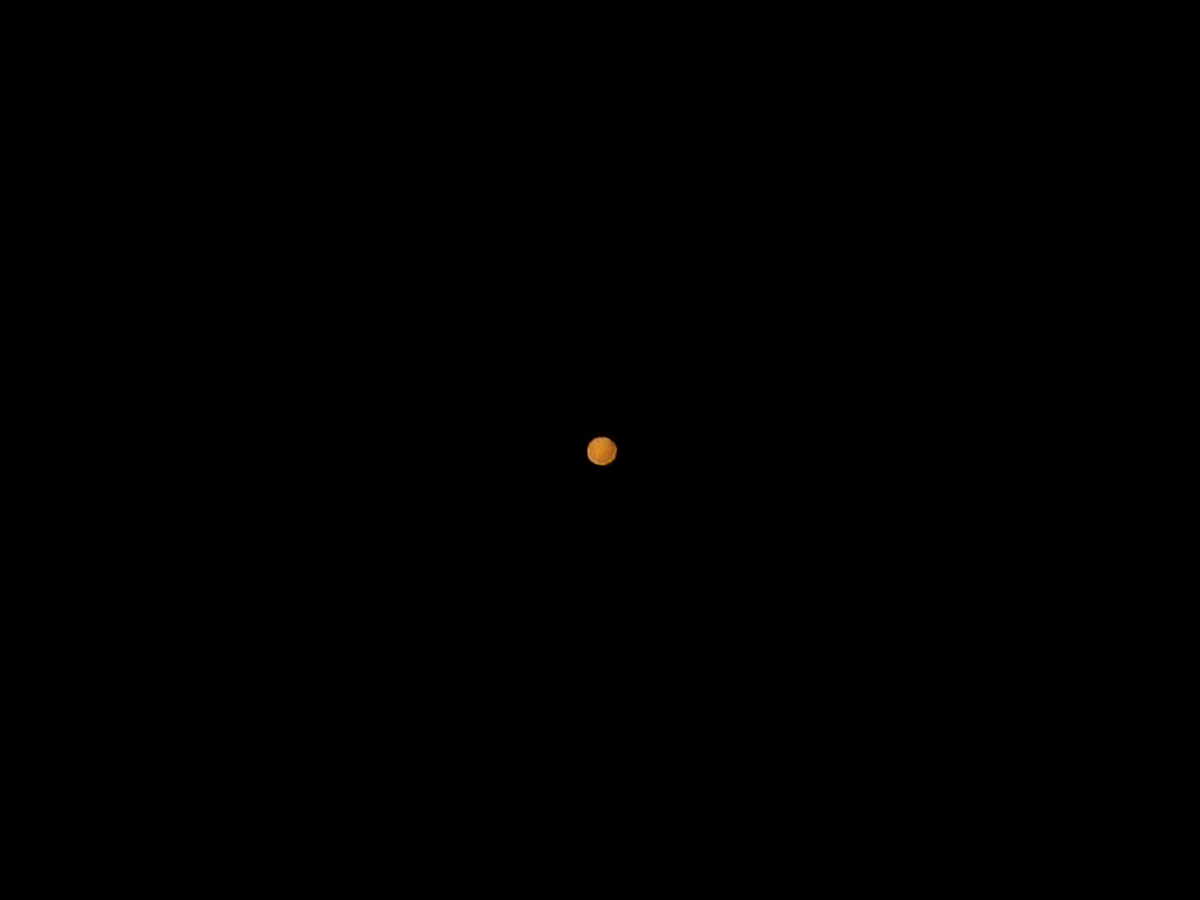
Marte fotografiado con una Nikon P900.
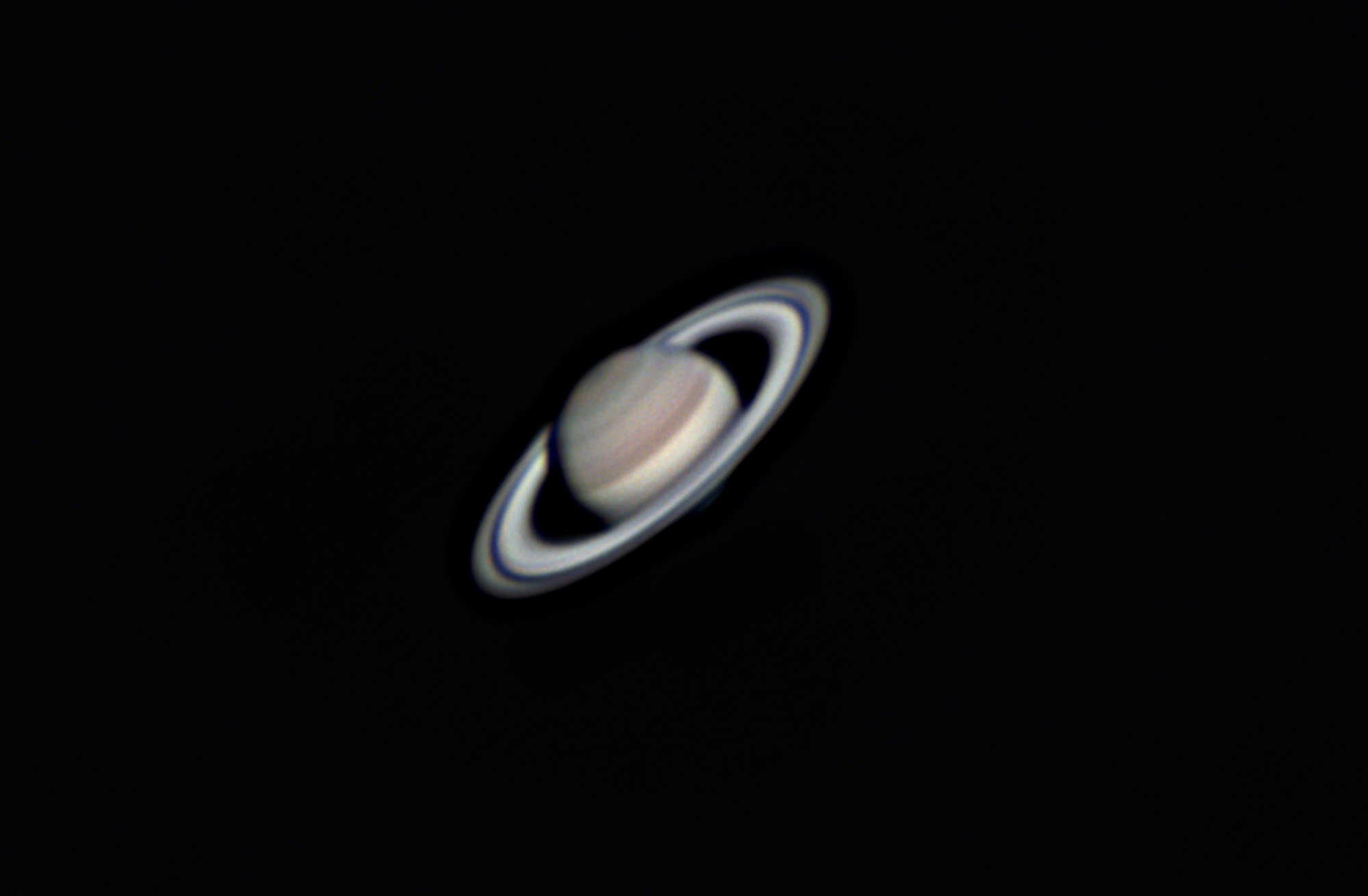
Saturno capturado con un telescopio Celestron.
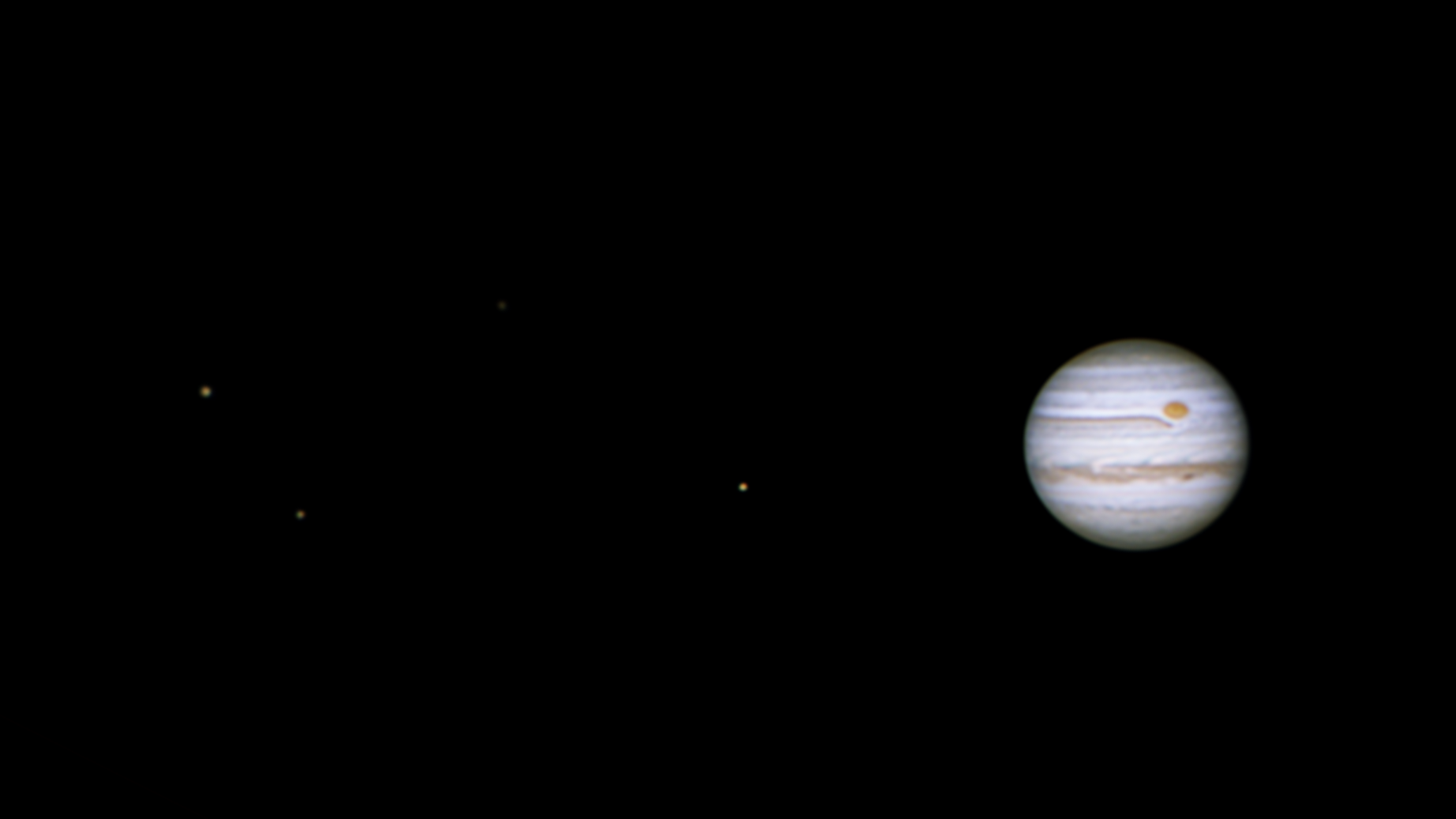
Júpiter y sus lunas capturado por un telescopio Meade LX200R 12”.

## Determinación del tamaño de la Tierra

### Eratóstenes

(Fig. 35) Los rayos de sol se muestran como dos rayos paralelos que chocan con el suelo en Asuán y Alejandría. El ángulo entre el rayo de Sol y un gnomon (polo vertical) en Alejandría le permitió a Eratóstenes estimar la circunferencia de la Tierra.

Bajo el supuesto de que el Sol está muy lejos, el antiguo geógrafo griego Eratóstenes realizó un experimento usando las diferencias en el ángulo observado del Sol desde dos lugares diferentes para calcular la circunferencia de la Tierra (Fig. 35). Aunque las telecomunicaciones modernas y el cronometraje no estaban disponibles, pudo asegurarse de que las mediciones ocurrieran al mismo tiempo haciéndolas tomar cuando el Sol estaba más alto en el cielo (mediodía local) en ambos lugares. Usando suposiciones ligeramente inexactas sobre las ubicaciones de dos ciudades, llegó a un resultado dentro del 15% del valor correcto.
Si bien sus resultados teóricamente también podrían ser compatibles con una Tierra plana si se supone que los rayos de luz del Sol no son paralelos, muchas personas han repetido el experimento con tres o más puntos de datos y han encontrado resultados que respaldan inequívocamente el modelo del globo.
En un día determinado, si muchas ciudades diferentes miden el ángulo del Sol al mediodía local, los datos resultantes, cuando se combinan con las distancias conocidas entre ciudades, muestran que la Tierra tiene 180 grados de curvatura norte-sur. (Se observará una gama completa de ángulos si se incluyen los polos norte y sur, y el día elegido es el equinoccio de otoño o de primavera). Esto es consistente con muchas formas redondeadas, incluida una esfera, y es inconsistente con una forma plana.

Este experimento supone un Sol muy distante, de modo que los rayos entrantes son esencialmente paralelos (Fig. 36), y si se supone una Tierra plana, los ángulos medidos pueden permitir calcular la distancia al Sol, que debe ser lo suficientemente pequeña como para que su los rayos entrantes no son muy paralelos. Sin embargo, mediante los ángulos de las sombras se podría calcular la supuesta altura de un Sol local en una Tierra plana, pero los resultados varían ampliamente y son inconsistentes. El astrofísico Neil deGrasse Tyson sostiene que con tres ubicaciones distintas, los ángulos de las sombras no concuerdan con una Tierra plana. A su vez, si en el experimento se incluyen más de dos ciudades relativamente bien separadas, el cálculo dejará claro si el Sol está lejos o cerca. Por ejemplo, en el equinoccio, el ángulo de 0 grados desde el Polo Norte y el ángulo de 90 grados desde el ecuador predicen un Sol que tendría que estar ubicado esencialmente junto a la superficie de una Tierra plana, pero la diferencia de ángulo entre el ecuador y la ciudad de Nueva York predeciría un Sol mucho más lejos si la Tierra fuera plana. "Por tanto, el ángulo de la sombra debería cambiar en proporción directa a la latitud en la que se tomó la medición." Debido a que estos resultados son contradictorios, la superficie de la Tierra no puede ser plana; los datos son, en cambio, consistentes con una Tierra casi esférica y un Sol que está muy lejos en comparación con el diámetro de la Tierra.

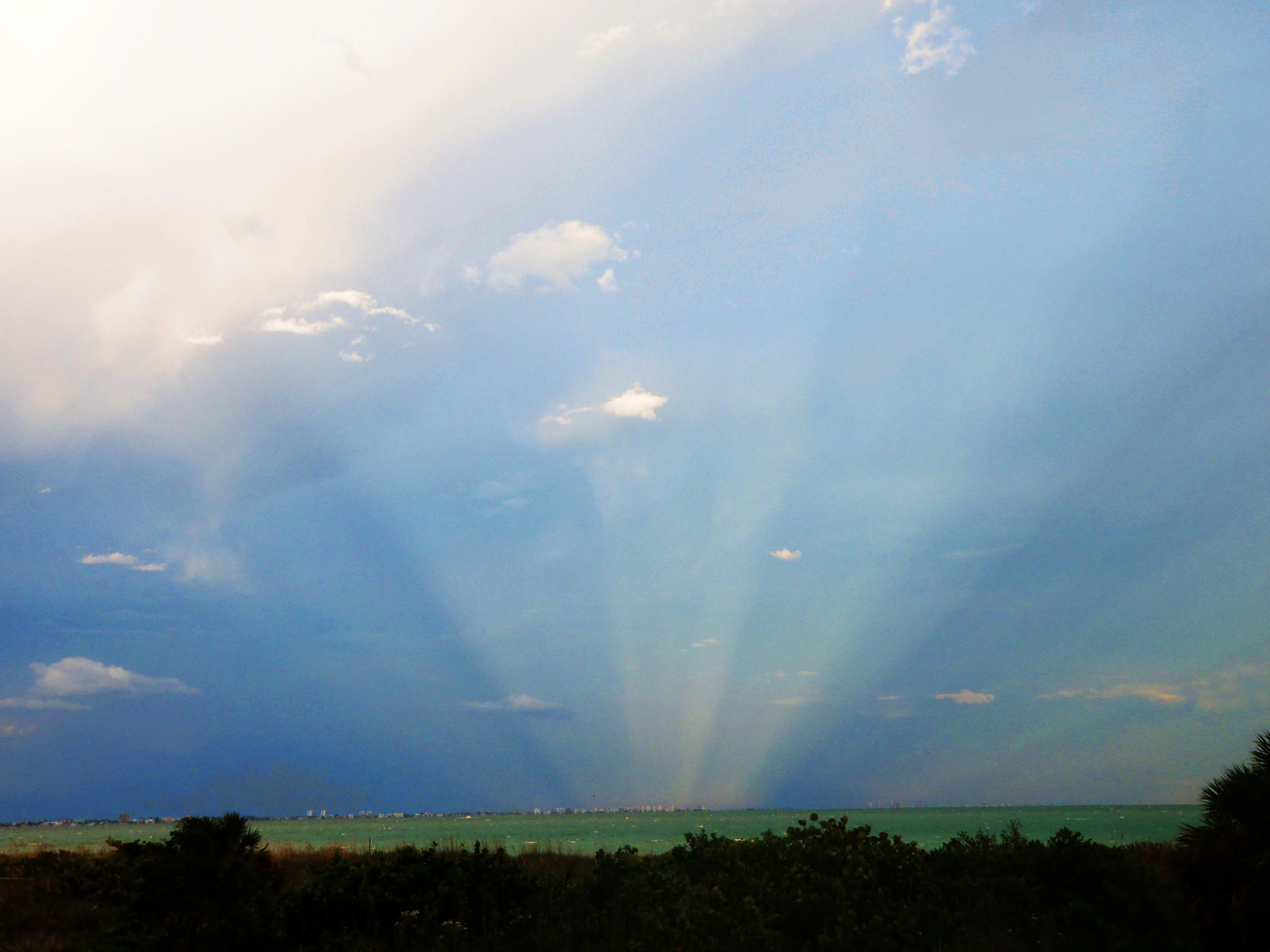
(Fig. 37) Rayos anticrepusculares en Florida que convergen en el punto antisolar. Los rayos anticrepusculares son casi paralelos, pero parecen converger en debido a la perspectiva lineal.

Otras observaciones permiten confirmar la dirección casi paralela de los rayos solares, como las sombras proyectadas de las nubes vistas a gran altura o el fenómeno de los rayos anticrepusculares. Estos últimos son similares a los rayos crepusculares, rayos de luz solar que parecen irradiar desde un punto único en el cielo debido a la convergencia a un punto de fuga pero vistos desde el punto antisolar, debido a la perspectiva lineal(Fig. 37).

### Al-Mamún
Alrededor del año 830 d. C., el califa Al-Mamún encargó a un grupo de astrónomos liderado por Al-Juarismi que midiera la distancia desde Tadmur (Palmira) hasta Al Raqa, en la actual Siria. Dentro de sus trabajos calcularon la circunferencia de la Tierra (posiblemente con un margen del 15% de su valor moderno), aunque en realidad se desconoce el valor exacto que obtuvieron debido a la incertidumbre en la conversión entre las unidades árabes medievales y las unidades modernas. En cualquier caso, las limitaciones técnicas de los métodos y herramientas empleados no permitirían obtener una precisión superior al 5%.

### Al-Biruni

(Fig. 38) Método de Al-Biruni para calcular la circunferencia de la Tierra.

Al-Biruni desarrolló un método para calcular el radio y la circunferencia de la Tierra usando cálculos trigonométricos en función del ángulo {\displaystyle \alpha } entre la línea horizontal nivelada a la altura de los ojos y el horizonte real desde la cima de una montaña con una altura conocida {\displaystyle h(AB)}. Entonces el radio de la Tierra es igual a:
{\displaystyle r={h\cos \alpha  \over 1-\cos \alpha }}
Al-Biruni calculó la altura de la montaña yendo a dos puntos al nivel del mar con una distancia conocida y luego midiendo el ángulo entre la llanura y la cima de la montaña para ambos puntos (Fig. 38). La estimación de Biruni de 6.339,9 km para el radio de la Tierra tenía un error de 0,0026 y era 16,8 km menos que el valor actual de 6.356,7 km. La idea se le ocurrió cuando estaba en la cima de una alta montaña cerca de Nandana en Pakistán. Midió el ángulo de buzamiento usando un astrolabio y aplicó la fórmula de la ley de los senos. También hizo uso del álgebra en sus cálculos.

## Circunnavegación de superficie
Desde la década de 1500, muchas personas han navegado o volado completamente alrededor de la Tierra en todas las direcciones, y nadie ha descubierto un borde o una barrera impenetrable (véase Circunnavegación, Exploración del Ártico e Historia de la Antártida).
Algunas conjeturas de la Tierra plana que proponen que la Tierra es un disco centrado en el polo norte, conciben a la Antártida como una pared de hielo impenetrable que rodea el planeta y oculta cualquier borde. Este modelo de disco explica la circunnavegación este-oeste simplemente moviéndose alrededor del disco en un círculo. (Las rutas este-oeste forman un círculo tanto en la geometría del disco como en la esférica). En este modelo, es posible atravesar el Polo Norte, pero no sería posible realizar una circunnavegación que incluya el Polo Sur (que postula que no existe).
El círculo polar ártico tiene aproximadamente 16 000 km (9942,0 mi) de largo, al igual que el círculo polar antártico. Una "circunnavegación verdadera" de la Tierra se define, para tener en cuenta la forma de la Tierra, en aproximadamente 2,5 veces más larga, incluido un cruce del ecuador, a unos 40 000 km (24 854,9 mi). En el modelo de la Tierra plana, las proporciones requerirían que el círculo polar antártico tuviera 2,5 veces la longitud de la circunnavegación, o 2,5 × 2,5 = 6,25 veces la longitud del círculo polar ártico.
Exploradores, investigadores del gobierno, pilotos comerciales y turistas han estado en la Antártida y descubrieron que no es un gran anillo que rodea la totalidad de la Tierra, sino un continente con forma de disco más pequeño que América del Sur pero más grande que Australia, con un interior que, de hecho, se puede recorrer para tomar un camino más corto desde, por ejemplo, la punta de América del Sur hasta Australia de lo que sería posible en un disco.
El primer cruce terrestre de toda la Antártida fue la Expedición Transantártica de la Commonwealth en 1955-1958, y desde entonces muchos aviones de exploración han pasado sobre el continente en varias direcciones.

## Distorsión de una superficie esférica

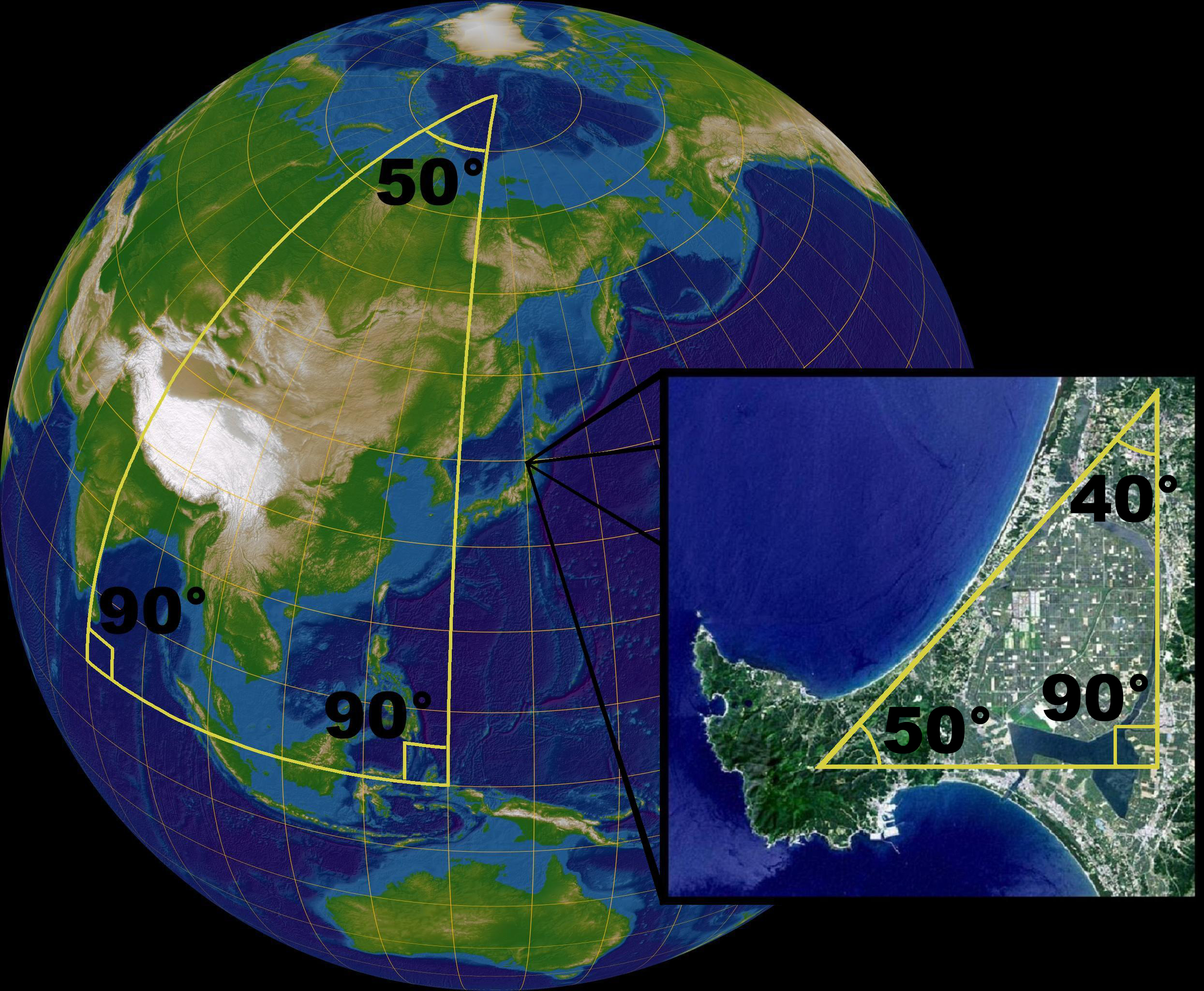
Diagrama que muestra cómo los ángulos interiores de los triángulos suman aproximadamente 180° cuando se trazan en un área pequeña y casi plana de la Tierra, pero suman más de 180° (en este caso, 230°) cuando se trazan en un área grande con una curvatura significativa

Los musulmanes rezan orientados hacia la Kaaba ubicada en La Meca (véase Alquibla). La dirección se determina tradicionalmente a partir de la dirección hacia el Sol cuando se halla directamente sobre la Kaaba. Si las direcciones se dibujan en el "mapa de la Tierra plana" (la proyección acimutal equidistante), la alquibla no señalará correctamente a la Kaaba. Sólo los cálculos que utilicen el modelo esférico de la Tierra dan resultados consistentes.

Un meridiano de longitud es una línea donde el mediodía solar local se produce a la misma hora todos los días. Estas líneas definen "norte" y "sur"; y son perpendiculares a las líneas de latitud que definen "este" y "oeste", donde el Sol está en el mismo ángulo al mediodía local en el mismo día. Si el Sol viajara de este a oeste sobre una Tierra plana, las líneas de los meridianos siempre estarían separadas por la misma distancia – formarían una cuadrícula cuando se combinaran con líneas de latitud. En realidad, las líneas de los meridianos se separan más a medida que se viaja hacia el ecuador, lo que solo es posible en una Tierra redonda. En lugares donde la tierra está trazada en un sistema de cuadrícula, esto provoca discontinuidades en la cuadrícula. Por ejemplo, en áreas del Medio Oeste de los Estados Unidos que utilizan el Sistema de Inspección de Tierras Públicas, las secciones más al norte y más al oeste de un municipio se desvían de lo que de otro modo sería una milla cuadrada exacta. Las discontinuidades resultantes a veces se reflejan directamente en las carreteras locales, que tienen ligeros quiebros en los que la cuadrícula no puede seguir líneas completamente rectas. Esta distorsión también afecta a la forma en que se pueden unir fotografías aéreas tomadas en áreas grandes. La proyección de Mercator es un ejemplo de la distorsión de tamaños. 
Este problema está presente en cualquier proyección cartográfica. Carl Friedrich Gauss en el Theorema egregium demostró que la superficie de una esfera no puede representarse en un plano sin distorsión, por lo que "ningún mapa plano de la Tierra puede ser perfecto".
La proyección acimutal equidistante sobre el Polo norte que se extiende hasta el Polo sur es la proyección utilizada por los defensores de la Tierra plana. En este tipo de mapas se muestran todos los meridianos como rectos, con las distancias desde el polo representadas correctamente, pero los paralelos aumentan hacia el sur del ecuador, lo que muestra la Antártida como una pared de hielo rodeando la Tierra. En consecuencia, este mapa es inconsistente en el hemisferio sur. 
El mapamundi más preciso fue creado por los profesores J. Richard Gott, Robert Vanderbei y David Goldberg. Consta de dos proyecciones acimutales equidistantes de ambos hemisferios a doble cara, como una moneda o un como disco fonográfico. El mapa "rompe con los límites de las dos dimensiones sin perder ninguna de las ventajas de almacenamiento y fabricación de un mapa plano con respecto a un globo terráqueo [...] de modo que la Antártida y Australia quedan proyectados con mayor precisión, a la vez que las distancias a través de los océanos o los polos son precisas y fáciles de medir".

### Triángulos planos versus esféricos
Debido a que la Tierra es esférica, los viajes de larga distancia a veces requieren ir en direcciones diferentes a las que se tomarían en una Tierra plana. Un ejemplo sería un avión que viaja 10 000 kilómetros (6213,7 mi) en línea recta, dando un giro de 90 grados a la derecha, recorriendo otros 10 000 kilómetros (6213,7 mi), tomando otro giro de 90 grados a la derecha, y viajando 10 000 kilómetros (6213,7 mi) una tercera vez. En una Tierra plana, el avión habría viajado a lo largo de tres lados de un cuadrado y habría llegado a un lugar a unos 10 000 kilómetros (6213,7 mi) desde donde comenzó. Pero debido a que la Tierra es esférica, en realidad habrá viajado a lo largo de tres lados de un triángulo y regresará muy cerca de su punto de partida. Si el punto de partida es el Polo Norte, habría viajado hacia el sur desde el Polo Norte hasta el ecuador, luego hacia el oeste durante una cuarta parte del camino alrededor de la Tierra y luego hacia el norte de regreso al Polo Norte.
En la geometría esférica, la suma de los ángulos dentro de un triángulo es mayor de 180° (en este ejemplo 270°, habiendo llegado al polo norte con un ángulo de 90° respecto a la ruta de salida) a diferencia de una superficie plana, donde siempre es exactamente 180°.

### Triangulación geodésica

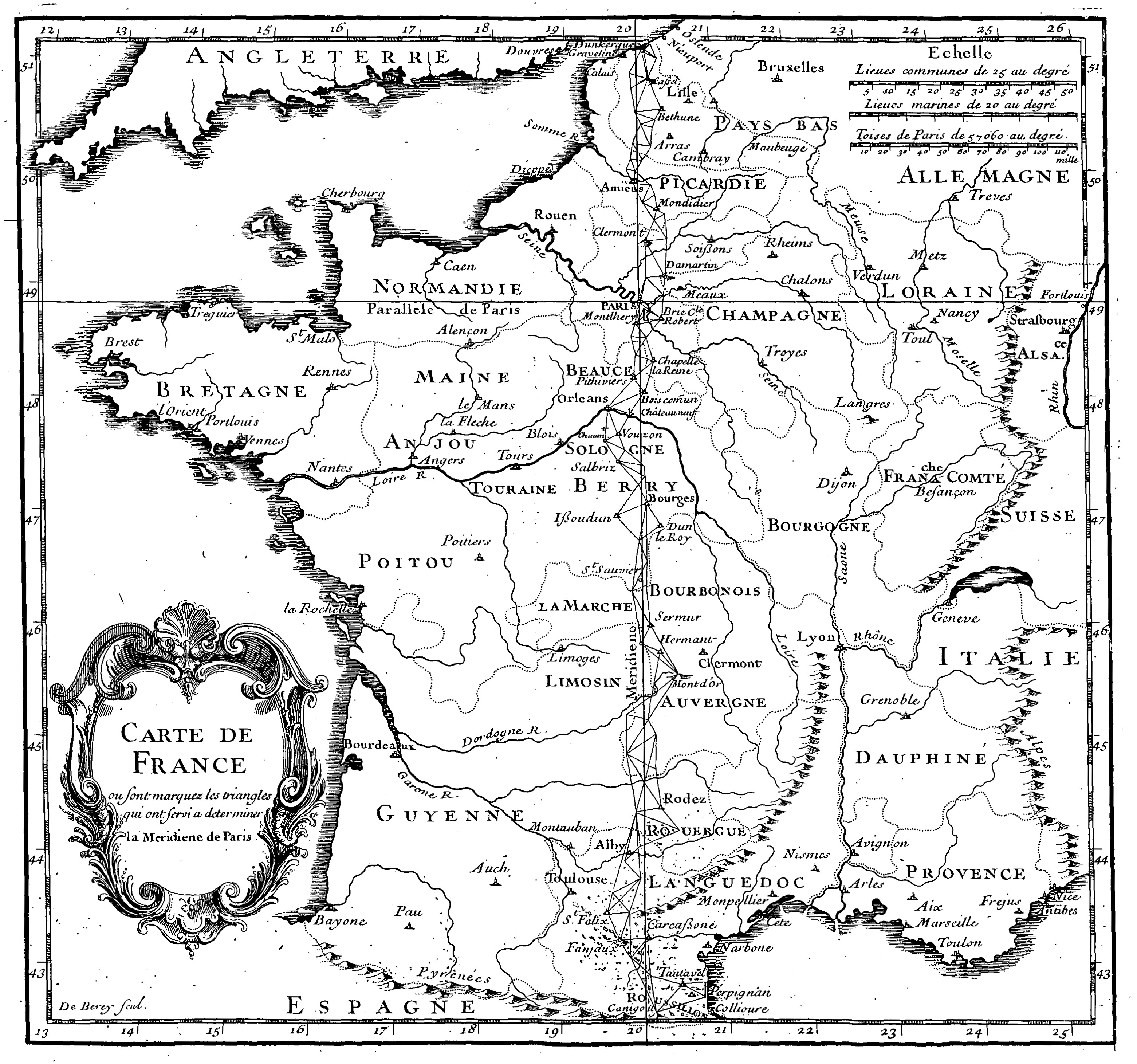
Mapa del meridiano de París con triangulaciones geodésicas (1720).

Desde 1533 se estableció el método de triangulación geodésica por Willebrord Snel van Royen mediante la distribución de vértice geodésicos, puntos trigonométricos en distintas ubicaciones a kilómetros de distancia entre ellos con un hito a gran altura (por ejemplo, la cima de una montaña) los cuales conforman una red de triángulos entre ellos. Con este método el astrónomo Jean Picard pudo crear una línea recta desde el norte y sur de Francia. La diferencia de elevación de las estrellas entre ambos extremos permitió a Picard determinar la «longitud del arco meridiano».
Durante el siglo XVIII hubo un debate acerca de la forma achatada de la Tierra. Partidarios de Isaac Newton defendieron que estaba achatada en los polos, mientras que los partidarios de Giovanni Cassini defendieron el achatamiento en el ecuador terrestre. Entre 1732 y 1744, la Misión geodésica francesa realizó una expedición científica en Ecuador para medir la distancia equivalente a un grado de latitud y compararla con el paralelo en el ecuador terrestre. Los resultados del meridiano y del paralelo confirmaron la hipótesis de una Tierra achatada en los polos como Newton predijo. En 1737, Pierre Louis Maupertuis calculó que la longitud del arco meridiano es menor en Laponia que en Francia.

## Meteorología y oceanografía
La Oficina Nacional de Administración Oceánica y Atmosférica explica que "si la Tierra no rotara y permaneciera estacionaria, la atmósfera circularía entre los polos, áreas de alta presión, y el ecuador, un área de baja presión, en un patrón simple de ida y vuelta". Sin embargo, los sistemas meteorológicos de baja presión con vientos hacia el interior (como un huracán) giran en sentido contrario a las agujas del reloj al norte del ecuador, pero en el sentido de las agujas del reloj al sur del ecuador terrestre. "En lugar de circular en un patrón recto, el aire se desvía hacia la derecha en el hemisferio norte y hacia la izquierda en el hemisferio sur, lo que resulta en trayectorias curvas". Esto se debe a la fuerza de Coriolis y requiere la existencia de una aceleración relativa del cuerpo en dicho sistema en rotación, la cual está siempre en perpendicular al eje de rotación del sistema y a las componentes radial y tangencial de la velocidad del cuerpo. "Esta fuerza débil en el ecuador no es capaz de insuflar suficiente fuerza de rotación al viento para hacerlo girar a lo largo del perímetro de una zona de bajas presiones, una de las condiciones básicas para la formación de huracanes, por lo que es prácticamente imposible que se formen huracanes cerca del ecuador". 

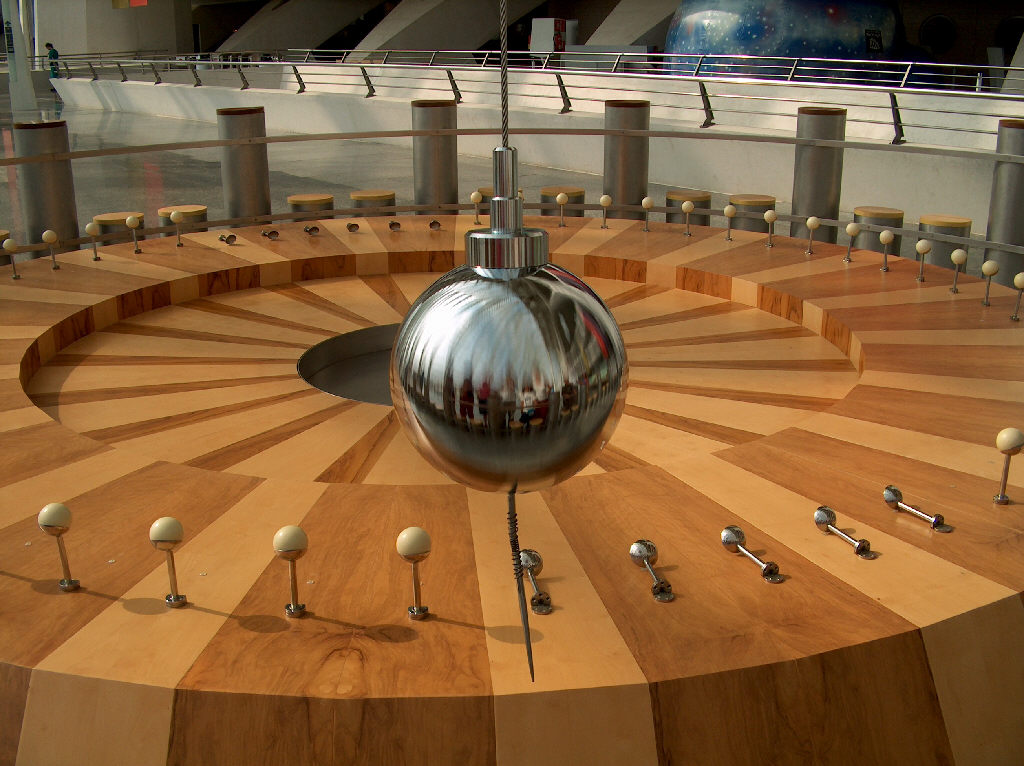
Péndulo de Foucault en la Ciudad de las Artes y las Ciencias de Valencia.

Las observaciones de los péndulos de Foucault, populares en los museos de ciencia de todo el mundo, demuestran este fenómeno, lo que confirma que el mundo es esférico y que rota en lugar de que las estrellas giran a su alrededor. Las corrientes en chorro también son producto de la rotación de la Tierra sobre su eje y el calentamiento atmosférico debido a la radiación solar.
"Todas las corrientes oceánicas existentes en el mundo se pueden explicar junto con el hecho probado de una Tierra redonda". En una Tierra plana, las corrientes oceánicas sin la fuerza de Coriolis "junto con el método y la distribución del calentamiento, conduciría a un comportamiento actual verdaderamente extraño". Los oceanógrafos Charly de Marez y Mathieu Le Corre, donde la gravedad es una Tierra justa que acelera constantemente hacia arriba, mostró que "una Tierra plana no puede reproducir con precisión la dinámica observada del océano Atlántico norte".
En otro modelo presentado por el meteorólogo John P. Boyd simuló un modelo de una Tierra plana usando videos de los "evangelistas de la tierra plana" y concluyó que no es posible explicar los siguientes fenómenos meteorológicos en ese modelo: los huracanes, los tifones, los ciclones sinópticos, la inestabilidad baroclínica, los tornados, las ondas ecuatoriales de Kelvin, las ondas de Rossby, la Corriente del Golfo, el flujo de Sverdrup, la corriente geostrófica y las capas de Ekman. Tampoco se podría explicar por qué no hay huracanes cerca del ecuador terrestre, donde la fuerza de Coriolis es cero.

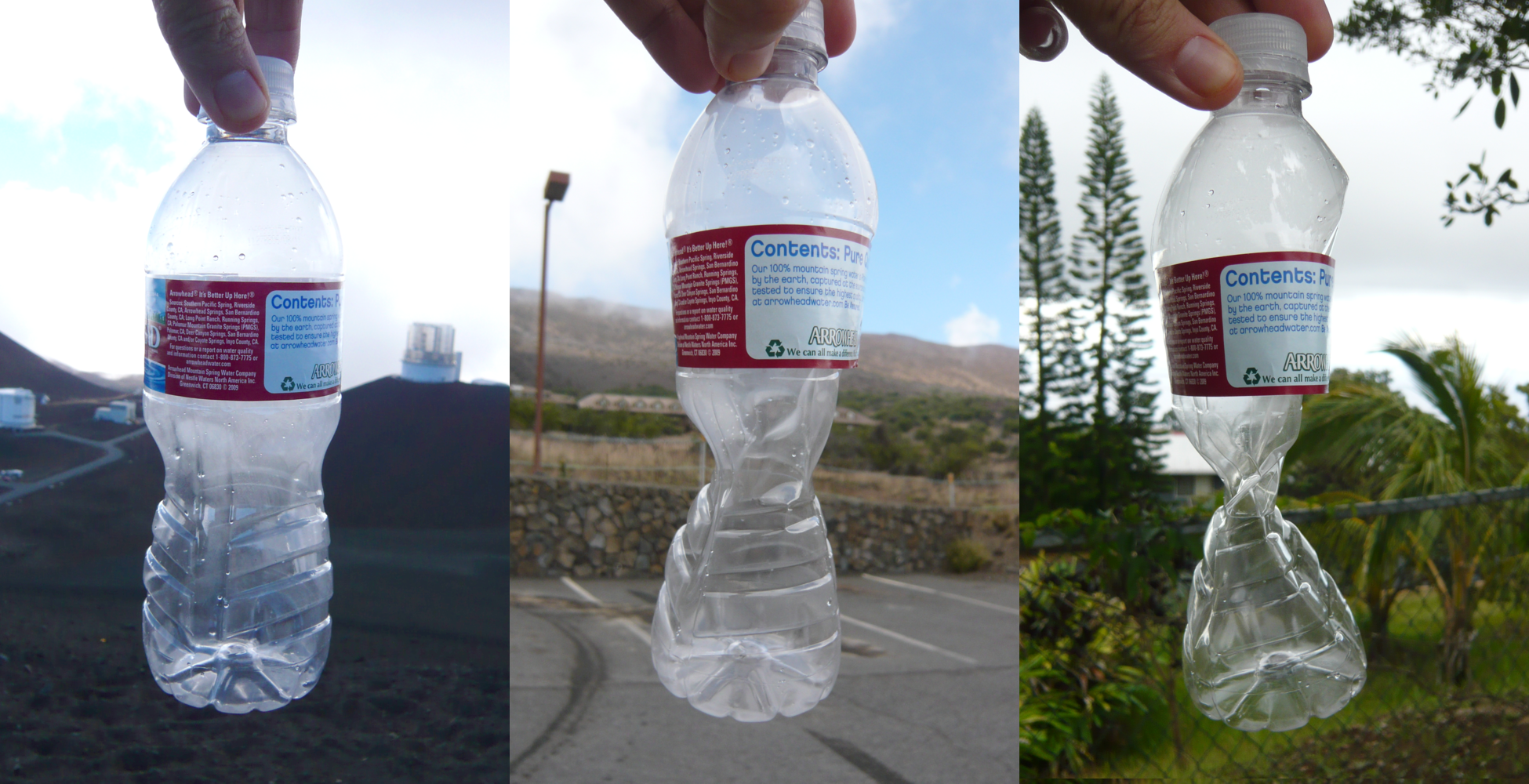
Botella de plástico aplastada por el aumento de la presión atmosférica a bajas altitudes, efecto de la gravedad de la Tierra ejercida sobre la atmósfera.

Los terraplanistas argumentan que la atmósfera de la Tierra "viola" la segunda ley de la termodinámica porque no puede estar al lado del vacío espacial sin que este lo "absorba". En consecuencia concluyen que la atmósfera debe estar contenida en un "recipiente" (como un "domo" celeste). Sin embargo, la presión del gas no necesita un contenedor físico para generarse, sino una fuerza que lo presione. Por ejemplo, un reactor de fusión nuclear o un tokamak mantienen plasma (gas ionizado) presurizado dentro de una cámara de vacío sin una "pared" de por medio que los separe mediante la fuerza nuclear y electromagnética (ver Confinamiento magnético). La presión atmosférica en la Tierra "se genera al mover moléculas de gas sujetas a la gravedad de la Tierra". Si la atmosférica estuviera contenida en un sistema cerrado la presión del aire sería homogénea e igual a la presión ejercida por el recipiente (ver Equilibrio mecánico). Es a través de la fuerza de la gravedad que la presión baja a medida que aumenta la elevación, habiendo menos masa de moléculas atraídas por ella hasta llegar gradualmente al vacío del espacio sin ninguna barrera. Además, si la Tierra fuera un disco la gravedad atraería "la presión del aire oscilaría desde casi cero, o sin atmósfera, en el borde del disco hasta valores masivos hacia el medio", dejando sin oxígeno a los habitantes de Australia. Por estas y más razones los terraplanistas suelen rechazar la existencia de la gravedad (ver la siguiente sección).

## Gravedad

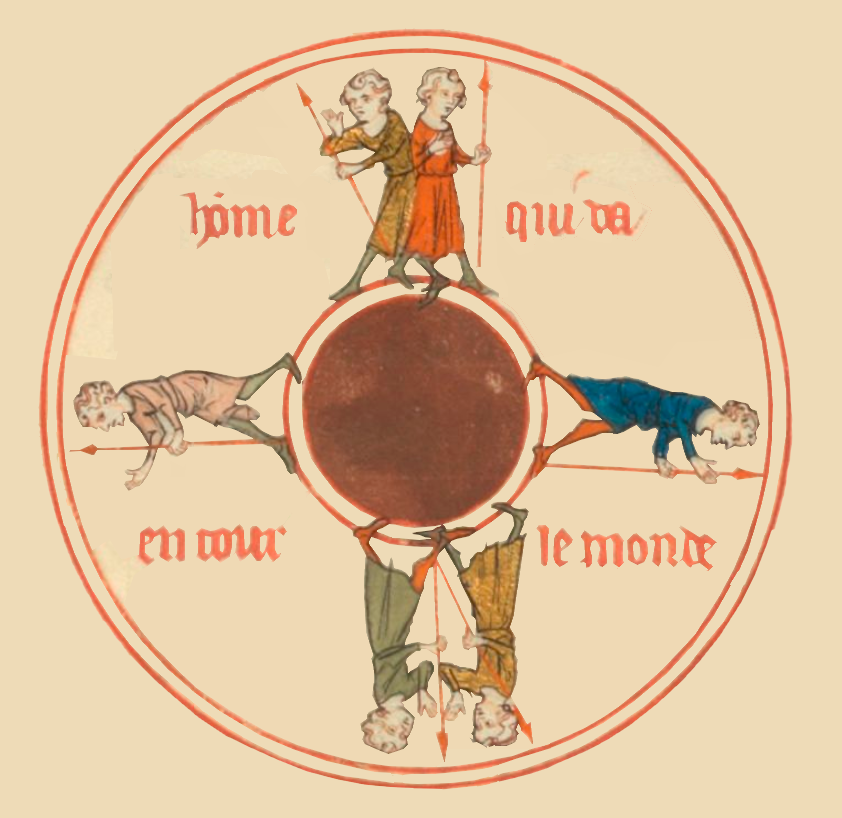
Ilustración "El hombre que da la vuelta al mundo". Representación medieval de la Tierra y las antípodas en L'Image du monde de Gautier de Metz (c. 1340 y 1350).

Desde la Antigüedad y Edad Media se objetó acerca de la esfericidad de la Tierra sosteniendo el aparente absurdo de la existencia de gente en las antípodas del mundo "boca abajo" sin llegar a caerse. Este error viene de la confusión de los términos "arriba" y "abajo" como absolutos en lugar de relativos al entorno. En una Tierra esférica la dirección hacia el centro del planeta se llama abajo y la opuesta arriba. 

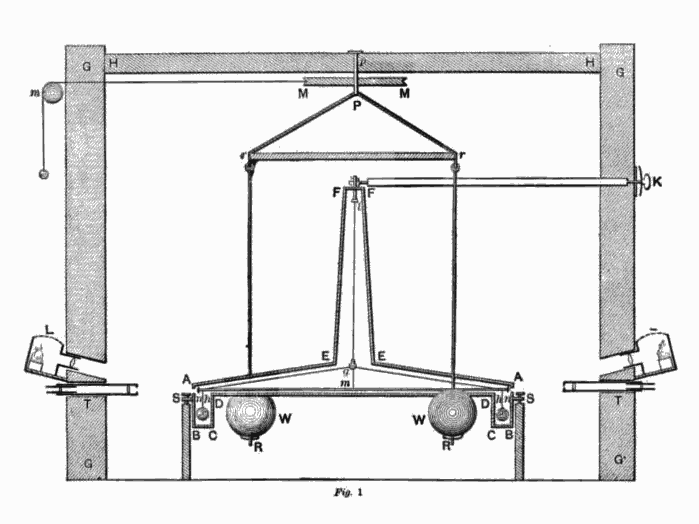
(Fig. 39) Dibujo de la balanza de torsión utilizado por Henry Cavendish en el Experimento de Cavendish para medir la constante de gravitación universal. Este experimento se demuestra la interacción gravitaría de dos cuerpos (esferas de plomo) con otros dos de menor masa.

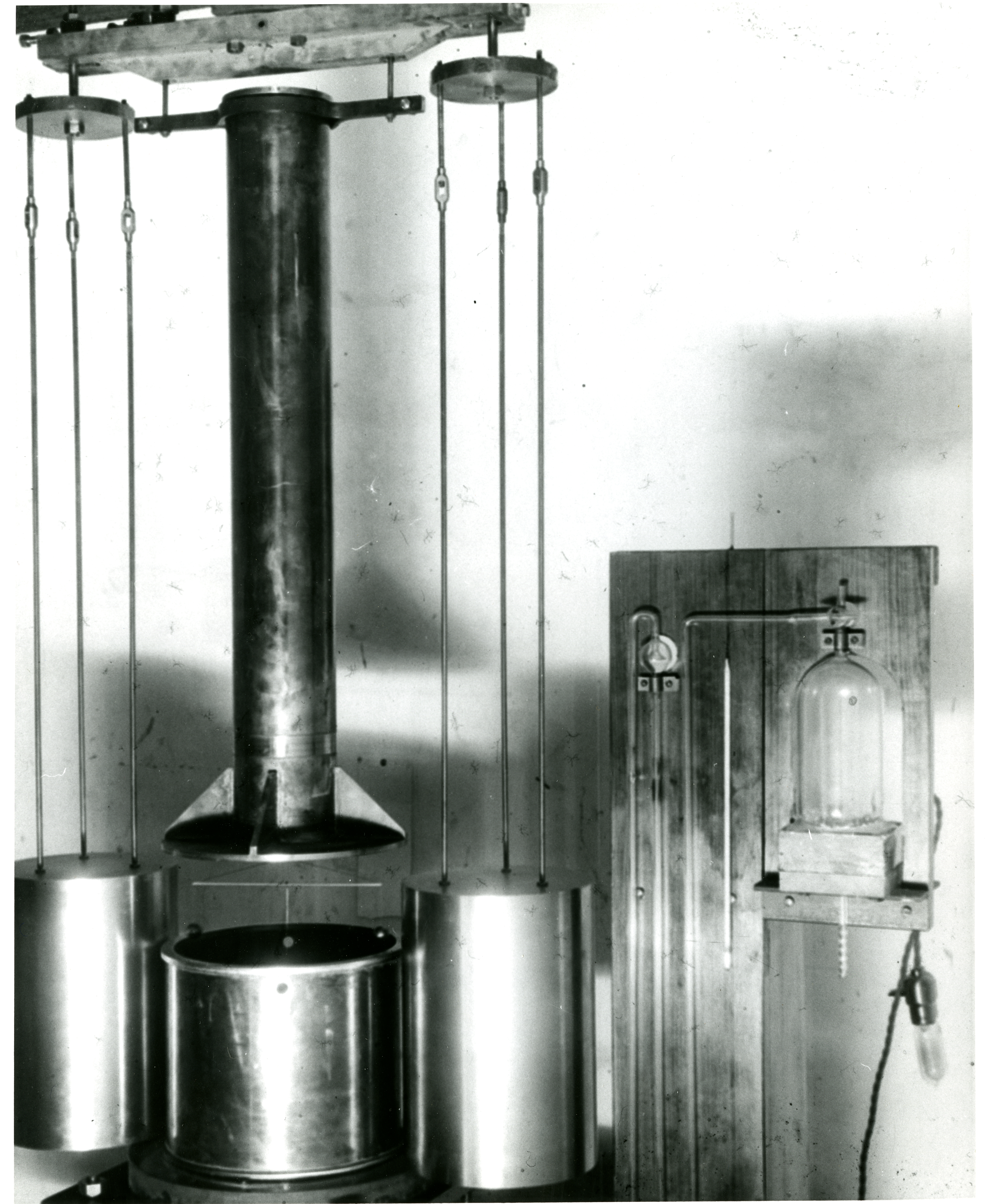
(Fig. 40) Balanza de torsión utilizada por Paul R. Heyl en sus mediciones de la constante gravitacional. Consiste en una viga horizontal con pequeños pesos en cada extremo, suspendida por un delicada fibra de cuarzo. Los dos grandes pesos cilíndricos atraen a los pequeños pesos en los extremos de los brazos, ejerciendo un par de torsión sobre la viga que retuerce la fibra. La desviación angular de la viga es proporcional a la fuerza gravitatoria entre los pesos grande y pequeño.

La fuerza gravitatoria, descubierta y descrita por Isaac Newton, hace que objetos dotados de masa (y energía) se atraigan entre sí (ver Historia de la teoría de la gravitación). Esta interacción explica la dirección en la que los objetos caen hacia la Tierra. Henry Cavendish pudo observar la interacción gravitaría de dos cuerpos y dar la primera estimación del valor de la constante de gravitación universal. El Experimento de Cavendish consiste en una viga horizontal con pequeños pesos en cada extremo, suspendida en una balanza de torsión. Otros dos grandes pesos más grandes atraen a los pequeños pesos en los extremos de los brazos, ejerciendo un par de torsión sobre la viga que retuerce la fibra (Fig. 39 y 40). La desviación angular de la viga es proporcional a la fuerza gravitatoria entre los pesos grande y pequeño. Otro experimento de interacción gravitatoria es el aumento del peso de un cuerpo suspendido cuando se le acerca y se le suma la atracción de un cuerpo más pesado.
Es a partir de las leyes de Newton y la constante de gravitación que se conoce la masa de la Tierra, así como el hecho de que un planeta no esférico del tamaño de la Tierra no sería capaz de sostenerse contra su propia gravedad. Un disco del tamaño de la Tierra se rompería, calentaría, colapsaría hacia el centro de masa, volviendo a tomar una forma más o menos esférica. Como explicó el divulgador científico y youtuber Michael Stevens, en un disco lo suficientemente fuerte como para mantener su forma, la gravedad no tiraría hacia abajo con respecto a la superficie, sino que tiraría hacia el centro del disco, al contrario de lo que se observa en terreno llano (y que causaría grandes problemas con océanos que fluyen hacia el centro del disco). Solo cuando se pasase por el borde, en lugar de caer al vacío, sería el único lugar nivelado.
Una prueba empírica de la validez de la ley de gravitación universal de Newton fue el descubrimiento del planeta Neptuno en 1846 por Johann Gottfried Galle, predicho matemáticamente primero por Alexis Bouvard en 1812 mediante dicha ley. A su vez, la teoría de la relatividad de Albert Einstein, que reemplazó a la gravedad newtoniana, fue empíricamente demostradas prediciendo el perihelio de Mercurio y la desviación de la luz las estrellas durante el Eclipse solar del 29 de mayo de 1919 (Fig. 41).

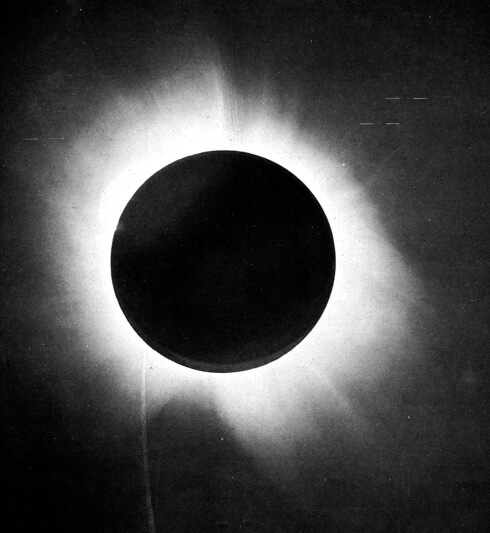
(Fig. 41) Fotografía tomadas del eclipse solar del 29 de mayo de 1919 durante la expedición de Arthur Eddington, en el que se pudieron confirmar las predicciones de Einstein acerca de la curvatura de la luz en presencia de un campo gravitatorio.

Los defensores de la Tierra plana "no creen en la gravedad" y "creen casi universalmente que las teorías de la gravedad de Newton y Einstein están totalmente equivocadas". Algunos conjeturadores de la Tierra plana explican la "gravedad" de la superficie observada proponiendo que la Tierra plana está acelerando hacia arriba constantemente. Si esto fuera cierto entonces la aceleración gravitatoría sería igual en cualquier punto de la Tierra. Sin embargo, la aceleración varía desde aproximadamente 9,78 m/s en el ecuador terrestre hasta aproximadamente 9,83 m/s en los polos. Esto fue descubierto por el astrónomo francés Jean Richer cuando observó el retraso de los relojes de péndulo en Sudamérica respecto a los relojes en París. Newton usó (ver Anomalía gravitatoria). Tal aceleración supondría superar la velocidad de la luz, lo cual es una imposibilidad física. Según la relatividad general "conforme nos fuésemos acercando a la velocidad de la luz, el tiempo para nosotros transcurriría más y más despacio, de manera que nunca podríamos llegar a experimentar tal velocidad (aproximadamente 3·10⁸ metros por segundo)". "La velocidad se acercaría asintóticamente a la velocidad de la luz, pero nunca la alcanzaría", y la energía necesaria para acelerarlo rápidamente se volvería infinita. Además, tal conjetura también dejarían fuera los efectos la gravedad ejercida por el Sol y la Luna, los cuales explican las mareas. Los oceanógrafos Charly de Marez y Mathieu Le Corre mostraron que en una Tierra plana que acelera constantemente hacia arriba "no puede reproducir con precisión la dinámica observada del Océano Atlántico Norte".
Otra explicación es atribuir la fuerza de la gravedad como "un efecto que depende solo de la densidad y la flotabilidad". Un globo de helio sube porque su densidad relativa es menor que el aire que lo rodea y una piedra cae porque es más densa. Esta explicación es insatisfactoria porque la densidad es una magnitud escalar y no vectorial, como una fuerza. Dado que objeto está rodeado por un medio con igual densidad en toda sus direcciones, luego "no hay nada en las teorías de densidad-flotabilidad que explique por qué el movimiento es hacia abajo". Por otro lado, se requiere de la gravedad para calcular la flotabilidad. Además si, por ejemplo, un globo de helio sube debido a la fuerza del movimiento browniano de las partículas de gas debería haber una fuerza de reacción opuesta al empuje de las partículas de gas, lo cual contrarrestaría esta primera fuerza (ver Tercera ley de Newton). Luego, el movimiento general sería cero ya que todas las partículas de gas están empujando el objeto en todas las direcciones.
Finalmente, también se sostiene la teoría del "universo eléctrico", donde la gravedad es resultado de fuerzas electromagnéticas. Esta "teoría de la electrogravedad" es, según John P. Boyd, "una colección de suposiciones cualitativas sobre fuerzas y flujos no observados", ya que si tales fuerzas electromagnéticas tan tremendas operaran en el mundo natural "Michael Faraday seguramente las habría descubierto hace ciento cincuenta años".

## Campo magnético terrestre

(Fig. 42) La inclinación magnética hace que la brújula se hunda hacia arriba o hacia abajo dependiendo de la latitud.

El campo magnético terrestre que las brújulas detectan y permiten la navegación del planeta "se crea a través del movimiento de las corrientes del Núcleo de la Tierra rico en hierro fundido, y una Tierra plana no tendrá este núcleo". Este campo genera corrientes eléctricas debajo de la superficie del planeta y se extienden entre los polos magnéticos que aproximadamente coinciden con los polos geográficos. 
Las brújulas no apuntan a la ubicación del polo magnético terrestre, sino a la dirección que fluye del campo magnético (Fig. 42). Por esta razón las brújulas no funcionan correctamente cuando se acercan a los polos, ya que el flujo magnético está orientado más verticalmente que horizontalmente, por lo que una brújula magnética apuntaría hacia el suelo. Los terraplanistas argumentan erróneamente que la aguja de una brújula mostraría un ángulo de inclinación magnética pronunciado cerca del ecuador cuando en realidad es paralelo al suelo (ver diagrama a la izquierda). 

## Evidencia basada en tecnología moderna

### Montura ecuatorial

(Fig. 43) Diagrama del funcionamiento de una montura ecuatorial.

(Fig. 44) Timelapse de la rotación de la Tierra vista contra el fondo de la Vía Láctea hecho una montura ecuatorial motorizada.

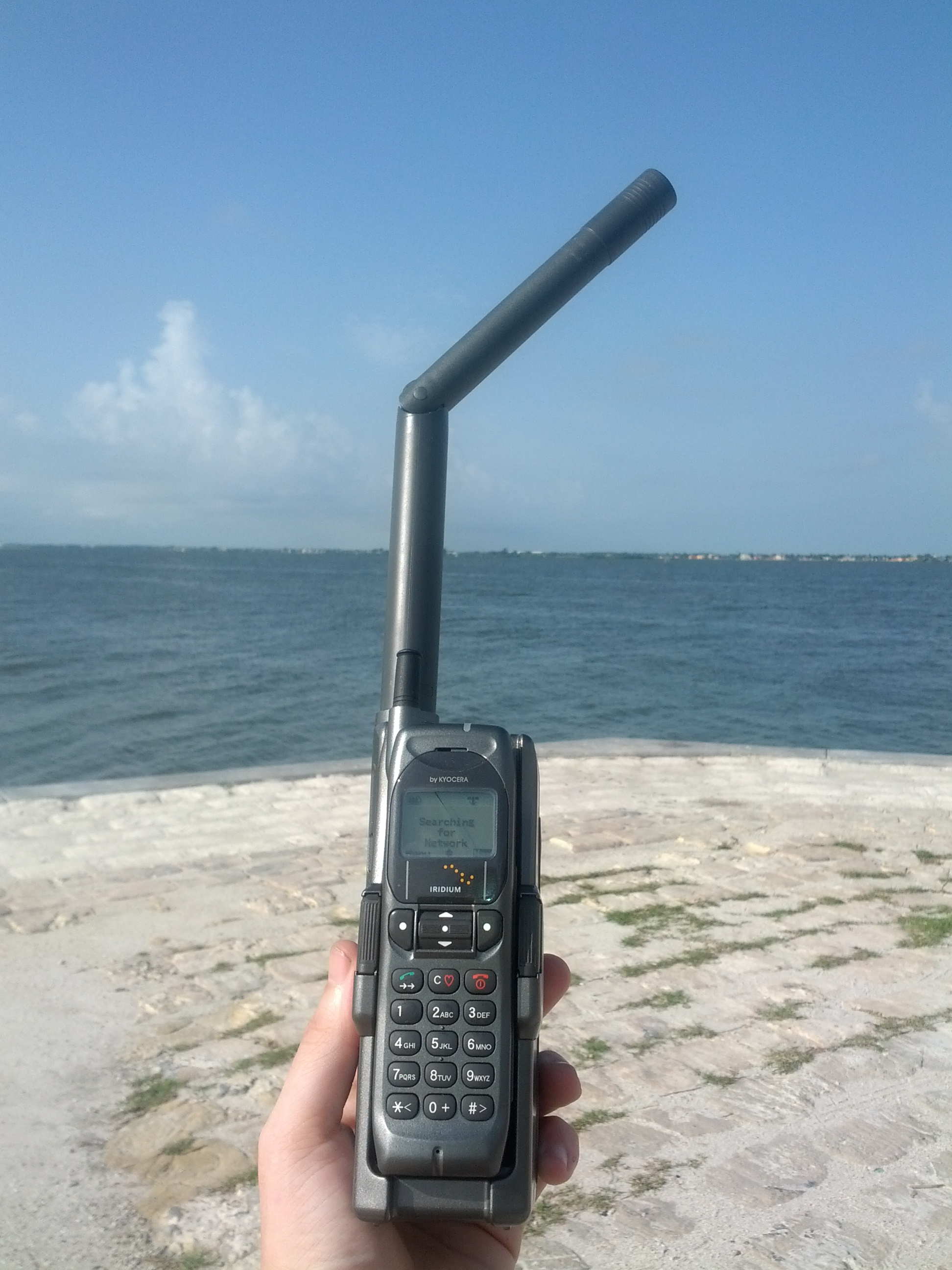
(Fig. 45) Teléfono satelital Kyocera KI-G100.

Las monturas ecuatoriales permiten a los astrónomos apuntar los telescopios a objetos celestes durante tiempos más prolongados mientras al tener su eje de rotación paralelo al eje de rotación de la Tierra. Este eje debe ser ajustado al ángulo de latitud. El eje de una montura ecuatorial es paralelo a la superficie de la Tierra cuando se observan estrellas en el ecuador terrestre, pero perpendicular a él cuando se observa desde uno de los polos de la Tierra (Fig. 43 y 44). Las monturas ecuatoriales se desarrollaron específicamente para una Tierra esférica y giratoria. Si la Tierra fuera plana, una montura ecuatorial no tendría sentido.

### GPS y satélites
Las matemáticas de la navegación que utilizan satélites del Sistema de Posicionamiento Global (GPS) suponen que se mueven en órbitas conocidas alrededor de una superficie aproximadamente esférica. La precisión de la navegación GPS para determinar la latitud y la longitud y la forma en que estos números se asignan a ubicaciones en el suelo muestran que estas suposiciones son correctas. Lo mismo es cierto para el sistema operativo GLONASS administrado por Rusia, el Galileo europeo en desarrollo, el Beidou chino y el sistema de navegación por satélite regional indio.

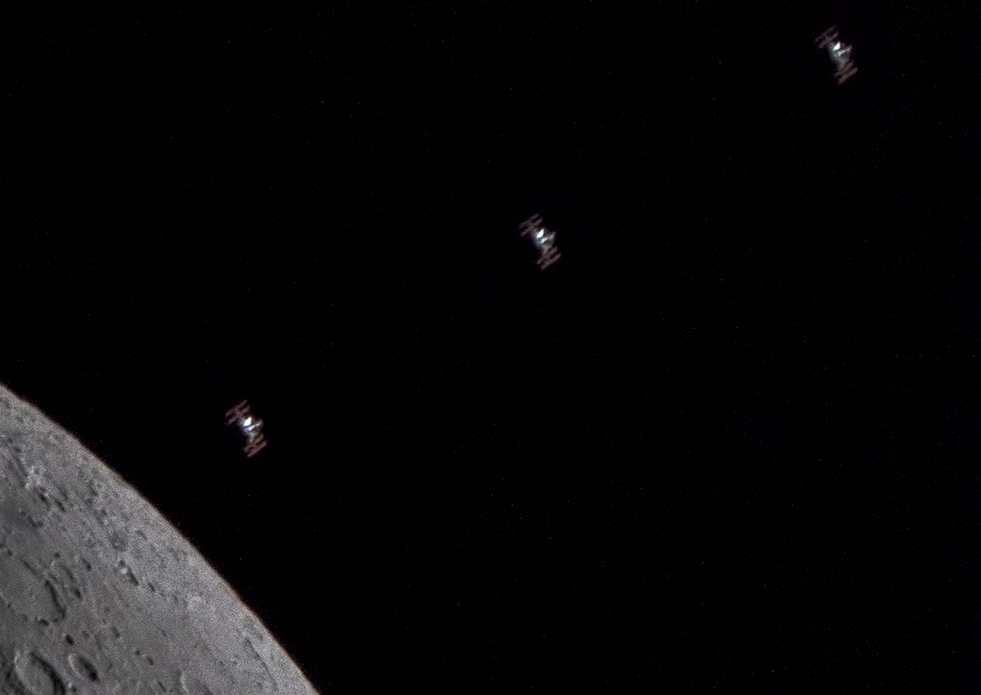
(Fig. 46) Tránsito de la Estación Espacial Internacional sobre la Luna visto desde la Tierra.

Los satélites artificiales no permanecerían en órbita a menos que la teoría moderna de la gravitación fuera correcta, incluidos los satélites de comunicaciones utilizados para la televisión, el teléfono (Fig. 45) y las conexiones a Internet (los cuales no funcionarían sin ellos). Los detalles de qué satélites son visibles desde qué lugares en el suelo y en qué momentos demuestran una forma aproximadamente esférica de la Tierra. 
Los terraplanistas rechazan la existencia de satélites debido a la dificultad para poder verlos. La mayoría de satélites son igual de grandes que un automóvil y no pueden verse a tal distancia, pero satélites grandes como la Estación Espacial Internacional (Fig. 46) o la Estación espacial Tiangong pueden verse y ser fotografíados desde la Tierra.

### Radiotransmisores
Los transmisores de radio se montan en torres altas porque generalmente se basan en la propagación de línea de visión. La distancia al horizonte es mayor a mayor altitud, por lo que montarlos más alto aumenta significativamente el área en la que pueden servir.
Algunas señales se pueden transmitir a distancias mucho más largas, pero solo si se encuentran en frecuencias en las que pueden usar la propagación de ondas terrestres, la propagación troposférica, la dispersión troposférica o la propagación ionosférica para reflejar o refractar señales alrededor de la curvatura de la Tierra. 
En telecomunicaciones, "un haz radioeléctrico que atraviesa la porción inferior (no ionizada) de la atmósfera, experimenta curvaturas debidas al gradiente del índice de refracción". Esta modificación de la trayectoria del rayo se expresa como un "factor k" que multiplica al radio de la Tierra. El factor k "se utiliza para calcular la atenuación de la señal en las comunicaciones de larga distancia" y "su impacto en la propagación de señales es esencial para garantizar una comunicación clara y confiable".

### Ingeniería de edificación
En topografía y agrimensura la curvatura de Tierra es un parámetro importante para proyectos de ingeniería civil a grandes escalas, denominada topografía geodésica.

El diseño de algunas estructuras grandes debe tener en cuenta la forma de la Tierra. Los ingenieros civiles utilizan lo que se denomina "datums verticales", "puntos específicos con alturas conocidas ya sea por encima o por debajo del nivel medio del mar (MSL)". Kevin McDougall, profesor de topografía de la Universidad del Sur de Queensland, explica que "el datum de altura australiano (AHD) se utilizó para garantizar que la infraestructura a gran escala (carreteras, puentes, túneles y ciudades planificadas) estuviera en niveles consistentes a lo largo de las distancias". Así se garantiza que "el agua fluya naturalmente hacia MSL y también que otras infraestructuras como alcantarillas, redes de distribución de agua y sistemas de aguas pluviales funcionen según lo planeado". 

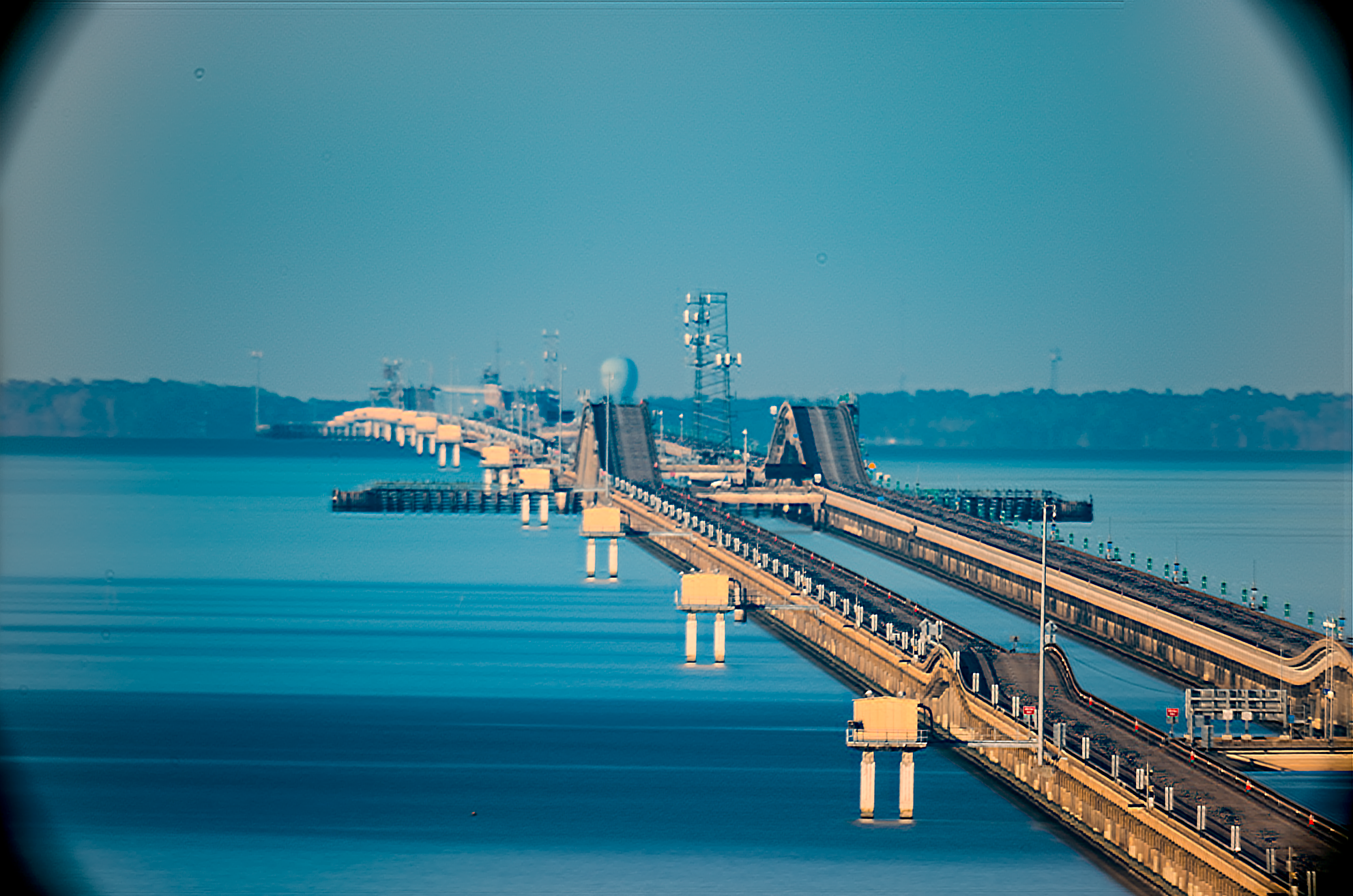
(Fig. 48) Calzada del lago Pontchartrain mostrando el puente curvándose a lo largo del lago Pontchartrain.

Las torres del Puente Humber, aunque ambas verticales con respecto a la gravedad, tienen 36 milímetros (1,4 plg.) más separados en la parte superior que en la inferior debido a la curvatura de la Tierra. El puente de Verrazzano-Narrows en Nueva York, sus dos torres colgantes están 41,28 mm (1,6 pulgadas) más separadas en la parte superior que en la inferior (Fig. 47). Se tuvo que tener en cuenta la curvatura de la Tierra para la construcción de la línea ferroviaria Crossrail de Londres. También el puente de la calzada del lago Pontchartrain, Luisiana, puede verse curvándose a la curvatura de la Tierra a lo largo del lago (Fig. 48).

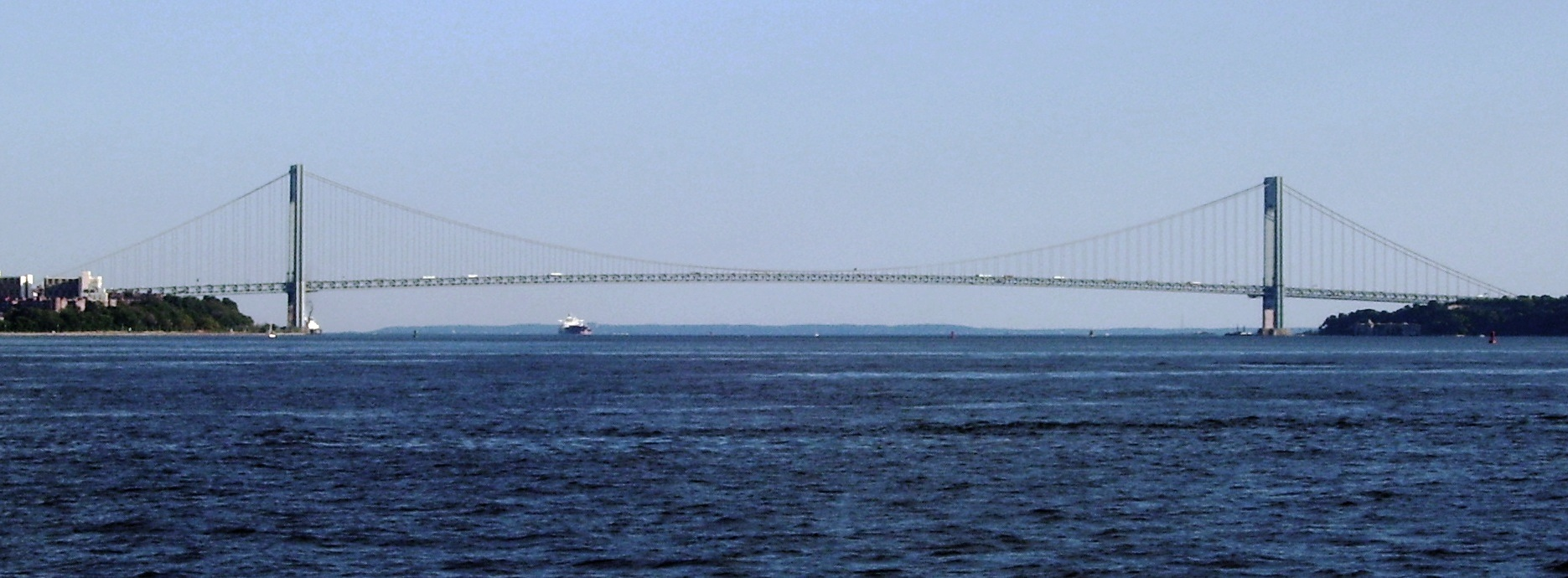
(Fig. 47) Puente de Verrazano-Narrows.

Otros proyectos de construcción que tienen en cuenta la curvatura de la tierra son el Complejo Acelerador de Protones de Japón (J-PARC), el Observatorio de detección de ondas gravitatorias (LIGO), el Laboratorio Nacional de Aceleradores SLAC, el Laboratorio Nacional Fermi y el Gran colisionador de hadrones (LHC).

### Balística y artillería
En el “Manual de Artillería de Campaña Artillería de Cañón” (TC 3-09.81) del ejército de los Estados Unidos explica el funcionamiento de la artillería de campaña se debe tener en cuenta la rotación de la Tierra. Misiles balísticos intercontinentales y artillería de largo alcance no teledirigida toman en cuenta la fuerza de Coriolis. Además, esta también efecta a proyectiles pequeños como en balas de francotirador cuya tiro se calcula en arco para contrarrestarla. Esta se menciona brevemente en la película Shooter (2007).

### Giróscopo láser de anillo

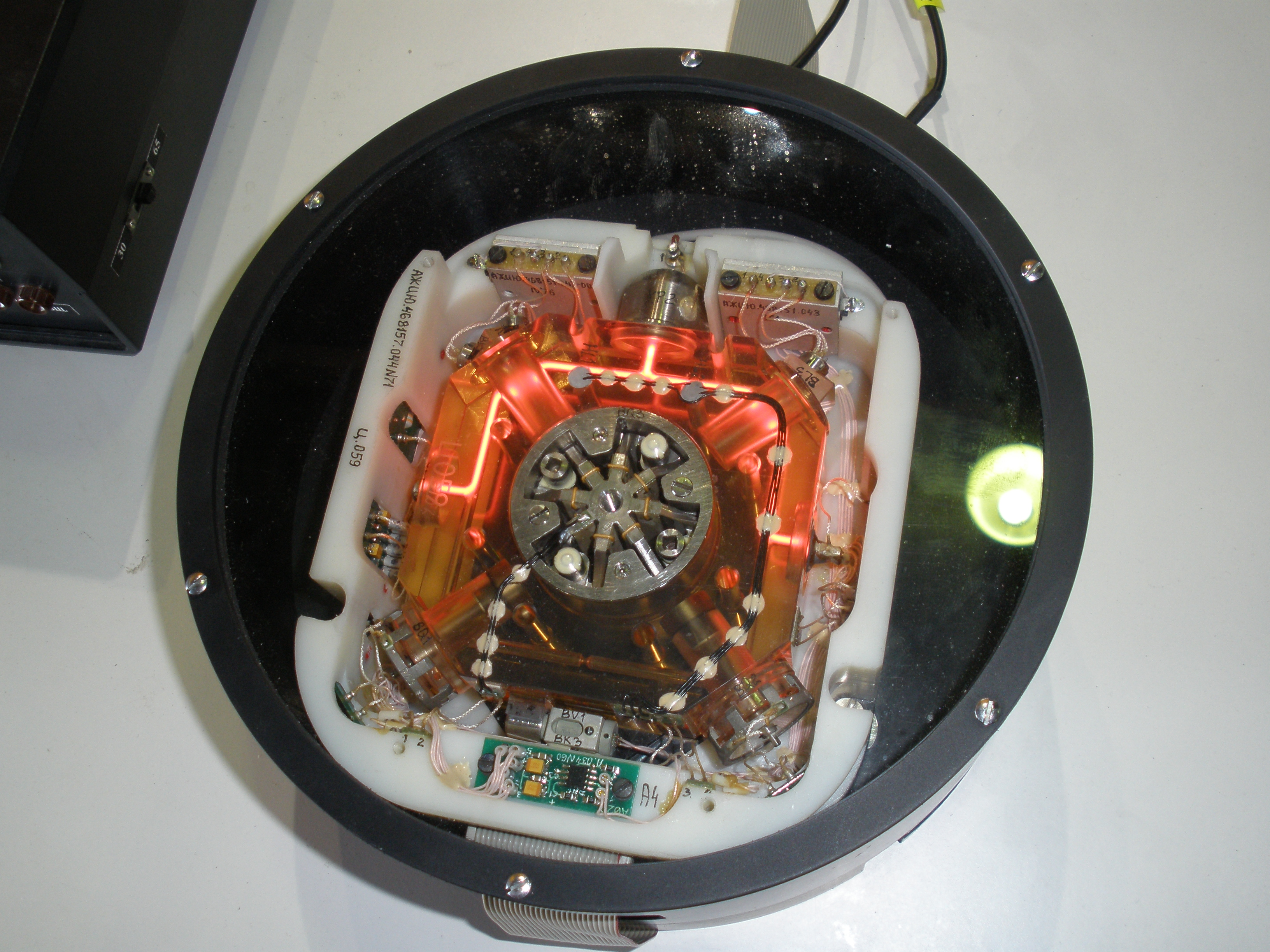
(Fig. 49) Un giróscopo láser de anillo, capaz de medir la rotación terrestre.

Un giróscopo láser de anillo (Fig. 49) es un tipo de giroscopio óptico que consta de un anillo donde un láser dividido en dos haces cuantificables lo recorren en sentidos opuestos en sincronía, permitiendo así detectar su orientación y velocidad de rotación mediante el principio del efecto de Sagnac (descuberto por Georges Sagnac en 1913). Las interferencias entre los dos rayos son entonces producto de la rotación angular del anillo. Hoy en día, se utilizan en sistemas de navegación inercial de aviones y barcos.
Mediante giróscopos láseres se puede medir la rotación terrestre. El láser que gira en la misma dirección de la Tierra "lo hará con una velocidad angular total ligeramente mayor que el que lo hace en sentido opuesto y, en consecuencia, también alcanzará un punto equidistante ligeramente antes. Y ese pequeño desfase entre ambos rayos de luz genera un patrón de interferencia cuyo análisis permite determinar la velocidad de rotación terrestre". Este mismo experimento fue confirmado en el documental terraplanista Behind the curve, demostrando así la esfericidad de la Tierra.

### Aeronaves

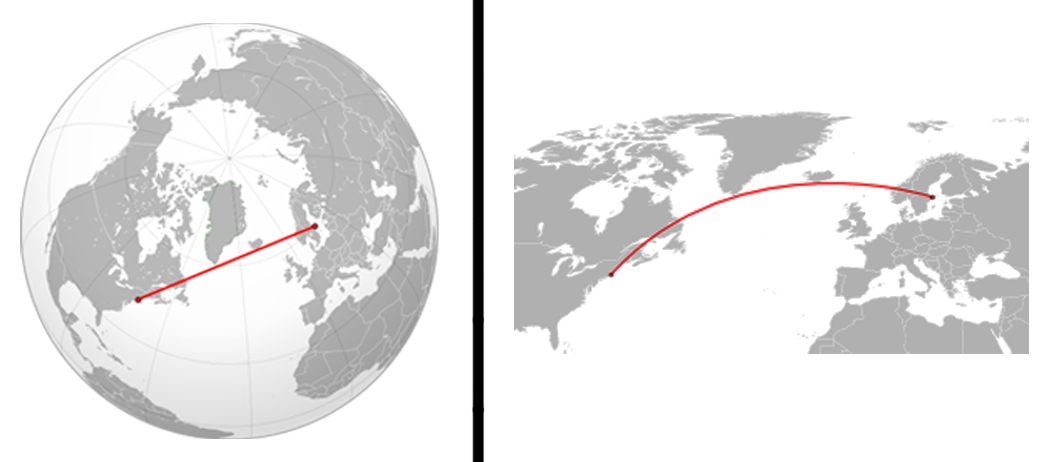
(Fig. 50) Todo piloto de aviación aprende que la forma más rápida para que un avión viaje entre dos puntos distantes es una ruta de círculo máximo. La imagen de la izquierda es una proyección ortográfica del Océano Atlántico norte y la imagen de la derecha es una proyección de Robinson de la misma área. La línea roja en ambas imágenes es una ruta aérea de un círculo máximo entre Estocolmo y Nueva York. Las dos líneas están colocadas en las mismas coordenadas, pero en la proyección ortográfica la línea es recta y en la proyección de Robinson la línea está doblada.

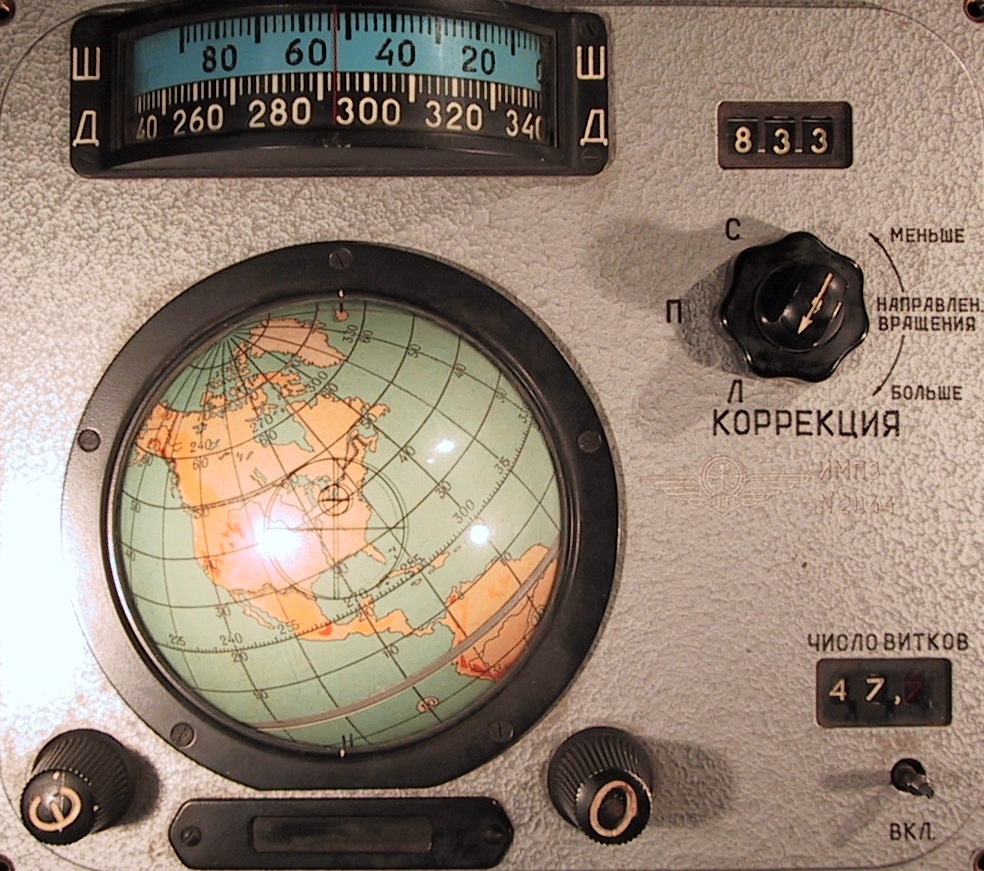
Sistema de instrumentos de navegación "Globus" IMP utilizado en las aeronaves tripuladas soviéticas.

Todo piloto de aviación aprende navegación aérea a partir de un modelo terráqueo esférico. Frecuentemente se sostiene que los aviones que vuelan "recto y nivelado" como prueba de la Tierra plana. Esta técnica confunde un vuelo nivelado con una trayectoria en una línea recta literal a través del aire cuando en realidad consiste en volar a una altitud constante en la misma dirección. Además, los pilotos tienen que hacer ajustes constantemente para mantener la velocidad y la altitud, tanto de la curvatura de la Tierra como del efecto Coriolis (que produce ciertas corrientes de vientos y desorientación).

La forma más rápida para que un avión viaje entre dos puntos distantes es una ruta de círculo máximo (Fig. 50). Esta ruta se muestra como curva en cualquier mapa excepto en uno que utiliza una proyección gnomónica. Dichas rutas no son consistentes en una proyección acimutal equidistante, mapa usado en el modelo de la Tierra plana. Por ejemplo, "la ruta de vuelo más corta entre América del Sur y Australia cruzaría el Polo Norte", pero existen largas rutas de vuelo sin escalas en el hemisferio sur, las cuales serían más del doble de largas si la Tierra fuese plana. "Por lo tanto, una conspiración para ocultar la planitud de la Tierra tendría que incluir a cientos de miles de pilotos de líneas aéreas y capitanes de barcos, así como a gobiernos, agencias espaciales, cartógrafos y exploradores antárticos". 

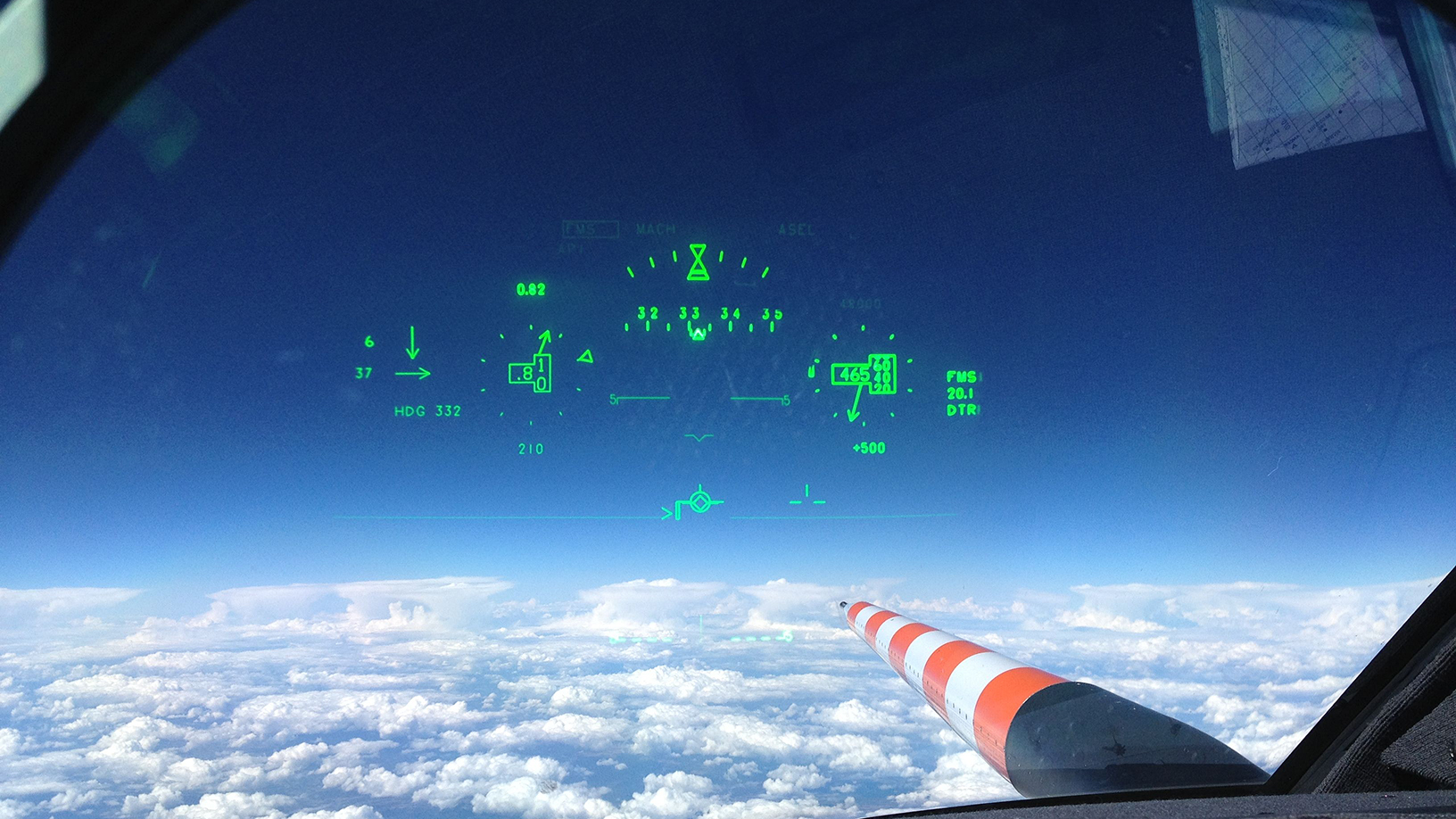
(Fig. 51) Visualización head-up de un avión comercial que muestra el horizonte visible por debajo del horizonte artificial. Este buzamiento del horizonte es causado por el hecho de que la Tierra es una esfera.

Una afirmación común de los terraplanistas es que el horizonte siempre se eleva a la altura del ojo humano a medida que el observador se eleva sobre el nivel del mar, mientras que en el globo terráqueo se espera que el horizonte caiga por debajo del nivel de los ojos. Debido al gran tamaño la caída del horizonte solo es perceptible a gran altura como en el techo de vuelo de un avión (Fig. 51).
Cuando el avión supersónico Concorde despegó poco después de la puesta del sol desde Londres y voló hacia el oeste hasta Nueva York, superó el movimiento aparente del Sol hacia el oeste. – y por lo tanto, los pasajeros a bordo observaron el sol saliendo por el oeste mientras viajaban. Después de aterrizar en Nueva York, los pasajeros vieron una segunda puesta de sol en el oeste.

Gráfico de latitud y velocidad tangencial. La línea discontinua muestra el ejemplo del Centro Espacial Kennedy. La línea de puntos y rayas denota la velocidad de crucero típica de un avión comercial.

Debido a que la velocidad de la sombra del Sol es más lenta en las regiones polares (debido al ángulo más pronunciado), incluso un avión subsónico puede alcanzar la puesta de sol cuando vuela a latitudes altas. Un fotógrafo usó una ruta aproximadamente circular alrededor del Polo Norte para tomar fotografías de 24 puestas de sol en el mismo período de 24 horas, deteniendo el avance hacia el oeste en cada zona horaria para dejar que la sombra del Sol lo alcanzara. La superficie de la Tierra gira a 180,17 millas por hora (290 km/h) a 80° norte o sur, y 1040,4 millas por hora (1674,4 km/h) en el ecuador.[cita requerida]
Algunas aeronaves como el Boeing 707 poseen un sistema radar AEW&C (Alerta temprana y control aerotransportado). A diferencia de radares terrestres, que solo permiten detectar objetos cercanos a la superficie desde solo unos 32 km (20 millas) de distancia, una unidad AEW&C no le bloquea la curvatura de la Tierra su alcance, lo que le permite detectar aeronaves desde 450 km (280 millas) de distancia.
Los terraplanistas suelen citar documentos de la NASA sobre dinámicas de vuelo donde se asume que la Tierra es "plana y no rota". Estas suposiciones son en realidad "una técnica común utilizada para generalizar ecuaciones matemáticas" y sirven para simplificar los cálculos que para propósitos prácticos son fiables a pequeñas escalas (ver Idealización y Vaca esférica). En cualquier caso, hay dinámicas de vuelo que también asumen modelos esféricos.

### Fotografías desde gran altura

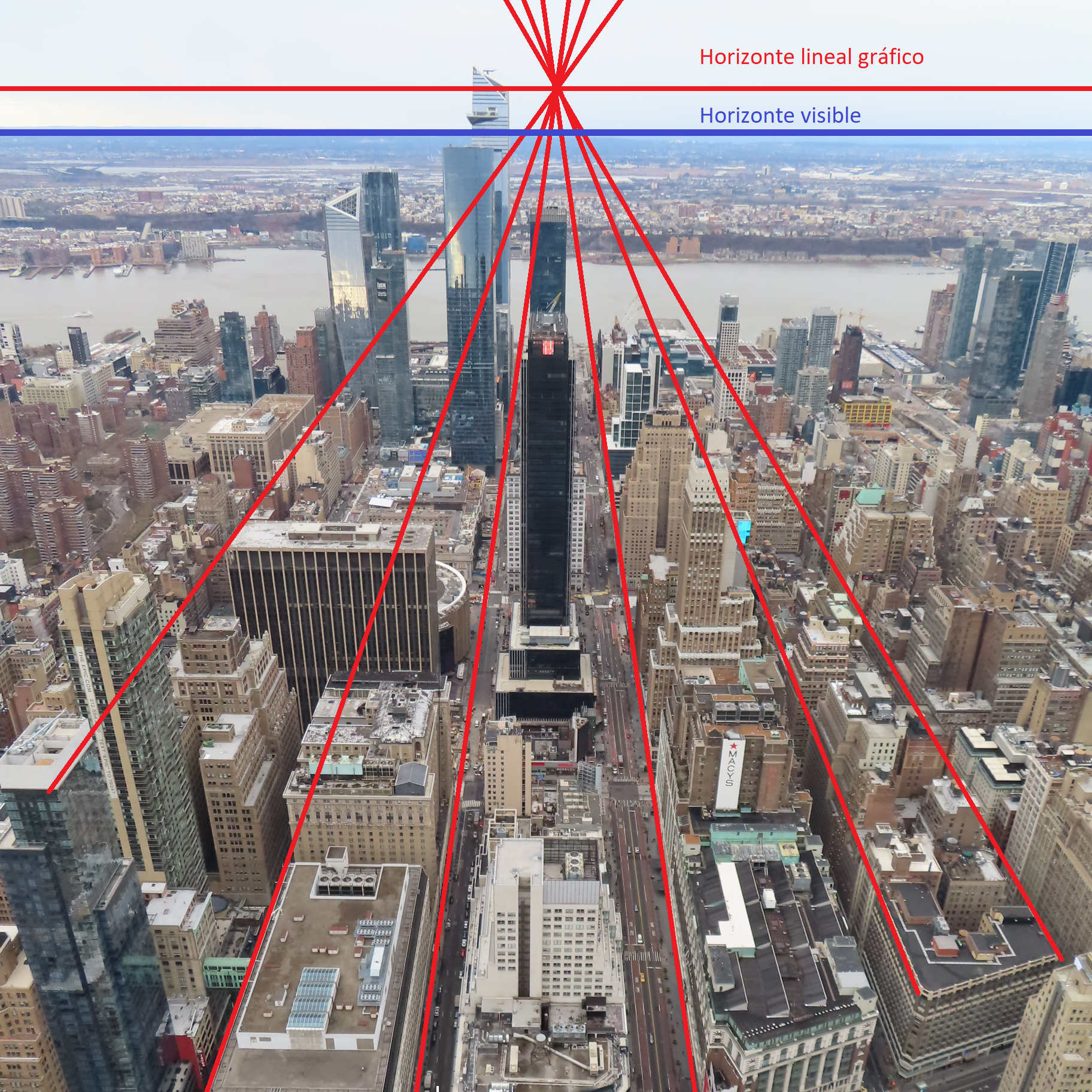
(Fig. 52) Diferencias entre el horizonte gráfico, en el que convergen las líneas a un punto de fuga, y el horizonte visible o real. Este último se encuentra por debajo del primero debido a que la Tierra es esférica.

El astrofísico José Edelstein muestra que el análisis de una fotografía tomada desde una ventana, en la cual tomando como referencia las vigas o marcos horizontales de edificios, y extrapolando unas líneas de fuga imaginarias desde ese punto al horizonte, se observará que donde se crucen dichas líneas (secantes), quedará por encima de la línea del horizonte. En perspectiva gráfica, el horizonte es la línea horizontal donde se encuentran los puntos de fuga. Como la Tierra es esférica, el horizonte en el que convergen los puntos de fuga es distinto del horizonte real (Fig. 52).
Testimonios de personas a gran altura, como en aviones o globos areoestáticos, sostienen haber visto la curvatura de la Tierra. "La primera detección visual directa de la curvatura del horizonte se atribuye en gran medida a Auguste Piccard y Paul Kipfer el 27 de mayo de 1931" a una altitud de 15.787 m (51.783 pies). Más recientemente, Felix Baumgartner afirmó observar la curvatura tras saltar desde la estratosfera en la misión Red Bull Stratos de 2012.

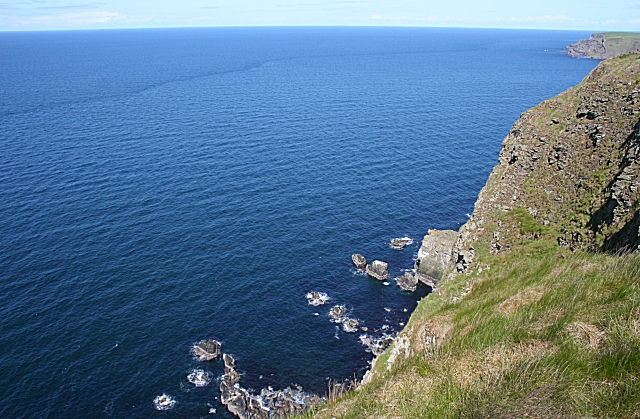
(Fig. 53) Aberración debida a la distorsión de barril de la lente. Como resultado, la línea del horizonte se muestra falsamente curvada.

El techo de vuelo aviones comerciales no es necesariamente lo suficientemente alto como para que la curvatura sea perceptible, especialmente cuando las ventanas de los pasajeros reducen el campo de visión o las nubes o el terreno reducen la altura efectiva desde la superficie visible. "El horizonte de gran elevación es casi tan agudo como el horizonte a nivel del mar, pero su contraste es menos del 10% del horizonte a nivel del mar". Tratar de fotografíala curvatura del horizonte es complicado por el hecho de que tanto las ventanas de los aviones como las lentes de las cámaras pueden distorsionar las imágenes (Fig. 53). Una versión extrema de este efecto se puede ver en las lentes de ojo de pez. Las mediciones científicas requerirían una lente cuidadosamente calibrada. Las fotografías aéreas de grandes áreas deben corregirse para tener en cuenta la curvatura.
 

Aun así, es posible ver la curvatura comprimiendo una fotografía tomada desde gran altura, como aviones comerciales, con una lente rectilínea de gran angular y con el horizonte centrado en el fotograma para evitar efectos de distorsión de la lente (Fig. 54 y 55). 

(Fig. 55) Fotos tomadas desde la ventana de aviones comprimidas verticalmente para exagerar la curvatura del horizonte.

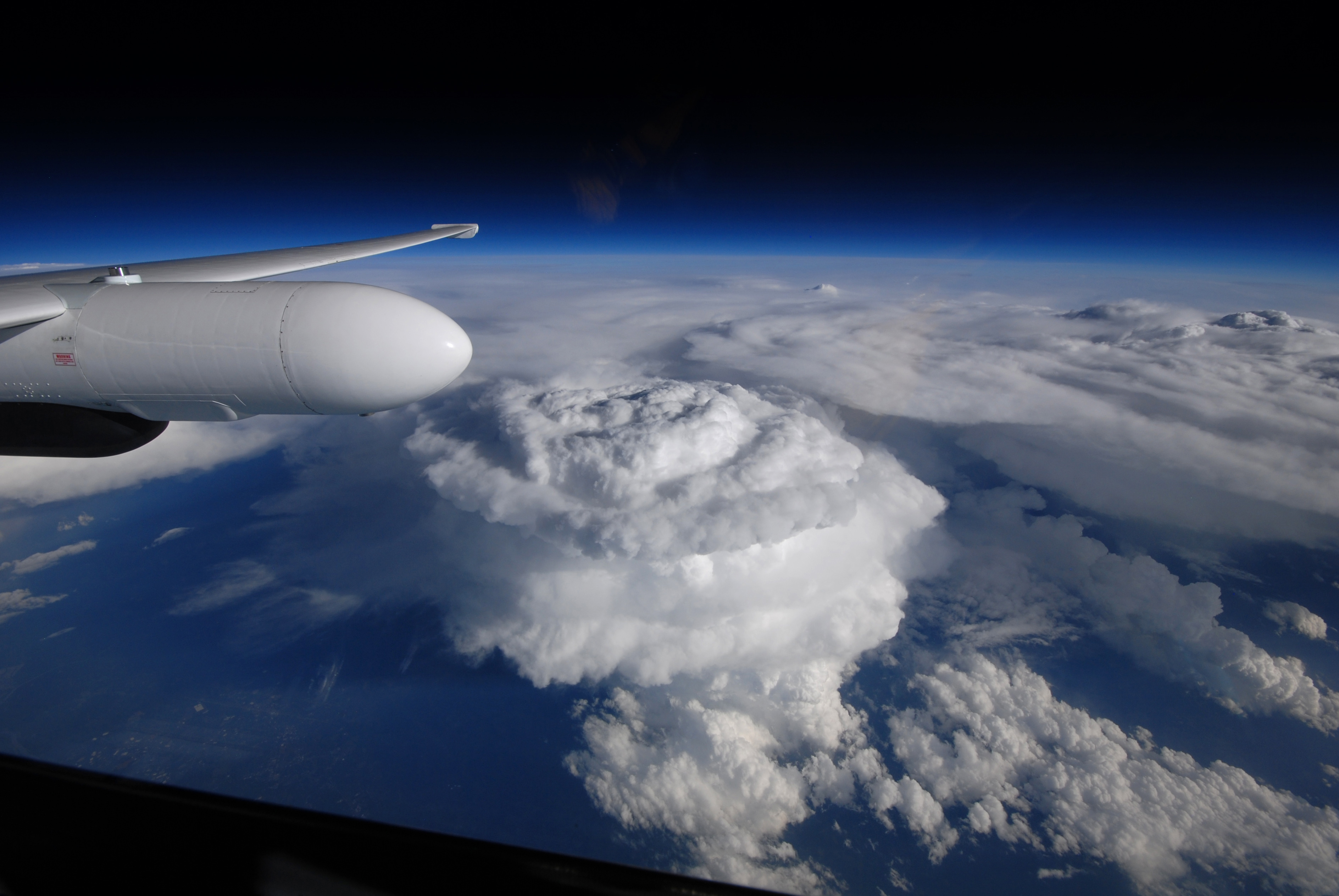
(Fig. 56) Imagen tomada con una Nikon D80 desde el avión ER-2 volando a 65,000 pies (19,8 km).

La curvatura del horizonte es apreciable de manera más clara desde aviones de vuelo a gran altitud, y ha sido fotografiada por pilotos y pasajeros en aeronaves como el Lockheed U-2, con un techo de vuelo de 70.000 pies o 21 km (Fig. 56). Celebridades como Adam Savage y James May también pudieron observar la curvatura terrestre desde esta aeronave. Es visible también desde el Concorde (con un techo de vuelo de 58.000 pies o 17,7 km); desde un Mikoyan MiG-29 (con un techo de vuelo de 59.098 pies o 18 km); un Mikoyan MiG-31 (con un techo de vuelo de 82.020 pies o 25 km); desde un Dassault Falcon 900LX, un Cessna Citation X+ y desde un Gulfstream G650 (los tres últimos con un techo de vuelo de 51.000 pies o 15,5 km). La curvatura es más fácil de ver desde la cabina del asiento del piloto, donde hay "un campo de visión de 300 grados aproximadamente".
Por otro lado, se ha podido fotografiar una ligera curvatura terrestre mediante globos meteorológicos a alturas de 100.000 pies o 30.48 km (Fig. 57, 58, 59. 60 y 61)
También se han tomado fotografías en cohetes (Fig. 62 y 63), algunos fabricados por aficionados (Fig. 64) desde alturas de 293.488 pies o 89,5 km.
Se han tomado muchas fotografías de la totalidad de la Tierra [cita requerida] mediante satélites  lanzados por distintos gobiernos (NASA, Roscosmos, CNSA, etc.) y organizaciones privadas (SpaceX, Blue Origin, Virgin Galactic, etc.). Desde órbitas altas, donde se puede ver la mitad del planeta a la vez, es claramente esférico. La única forma de juntar todas las imágenes tomadas del suelo desde órbitas más bajas para que todas las características de la superficie se alineen sin problemas y sin distorsión es colocarlas en una superficie aproximadamente esférica.

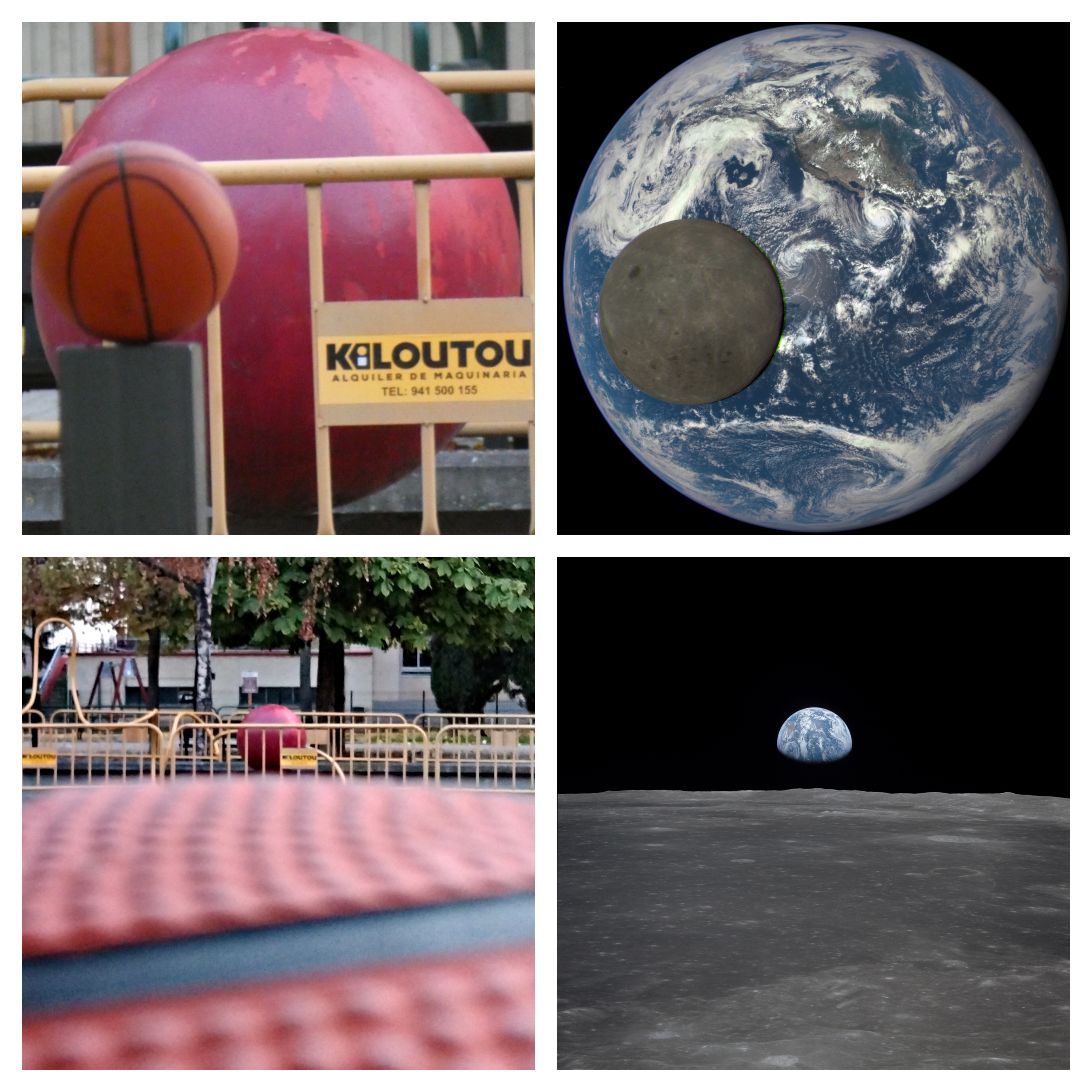
(Fig. 65) Los terraplanistas argumentan que NASA manipula sus fotos basándose supuestas discrepancias, como la diferencia de tamaño de la Tierra en diferentes fotos. Esto en realidad se explica debido a la distorsión de la perspectiva causada por los diferentes ángulos y distancias de donde fueron tomadas.

Los astronautas en órbita terrestre baja, como la Estación Espacial Internacional, pueden ver la curvatura del planeta y viajar a su alrededor varias veces al día. Los astronautas que viajaron a la Luna han visto toda la mitad que mira hacia la Luna a la vez y pueden ver la esfera rotar una vez al día (aproximadamente; la Luna también se mueve con respecto a la Tierra). 
El avance tecnológico permitió el surgimiento de la era "NewSpace", donde empresas privadas comercializan vuelos espaciales privados. Destaca la misión Inspiration4 de SpaceX, la primera misión espacial con una tripulación formada completamente por civiles, que durante su trascurso tomaron fotos y videos en los que se aprecia la curvatura terrestre. La Celebridad de Internet Coby Cotton, uno de los cofundadores del canal estadounidense de YouTube Dude Perfect, también pudo volar por el espacio en la misión, mostrando otra vez la esfericidad de la Tierra.
La mayoría de los creyentes en una Tierra plana no admiten la existencia del espacio exterior y ninguno cree que los humanos hayan viajado alguna vez allí, variando mucho en sus puntos de vista sobre el universo. Argumentan que la NASA manipula y fabrica sus imágenes satelitales, basándose en observaciones de que el color de los océanos cambia de una imagen a otra y que los continentes parecen estar en diferentes lugares. Esto en realidad se explica debido a las distintas cámaras y software de composición usados y a la distorsión de la perspectiva producida por los diferentes ángulos y distancias de donde fueron tomadas las fotografías (Fig. 65). Aunque algunas imágenes de la Tierra son composiciones fotográficas, muchas otras son fotografías reales sin procesamiento alguno tomadas sobre un único fotograma, como La canica azul de 1972. También se suele citar la ausencia de estrellas en las fotos de la Tierra como prueba de su manipulación, pero esto es solo producto de los ajustes de exposición de la cámara.

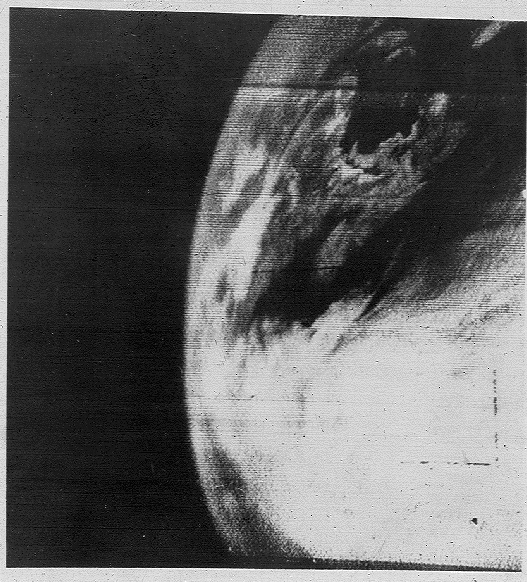
Primera imagen satelital de la Tierra transmitida por TV, tomada por el satélite meteorológico TIROS-1 (1960).
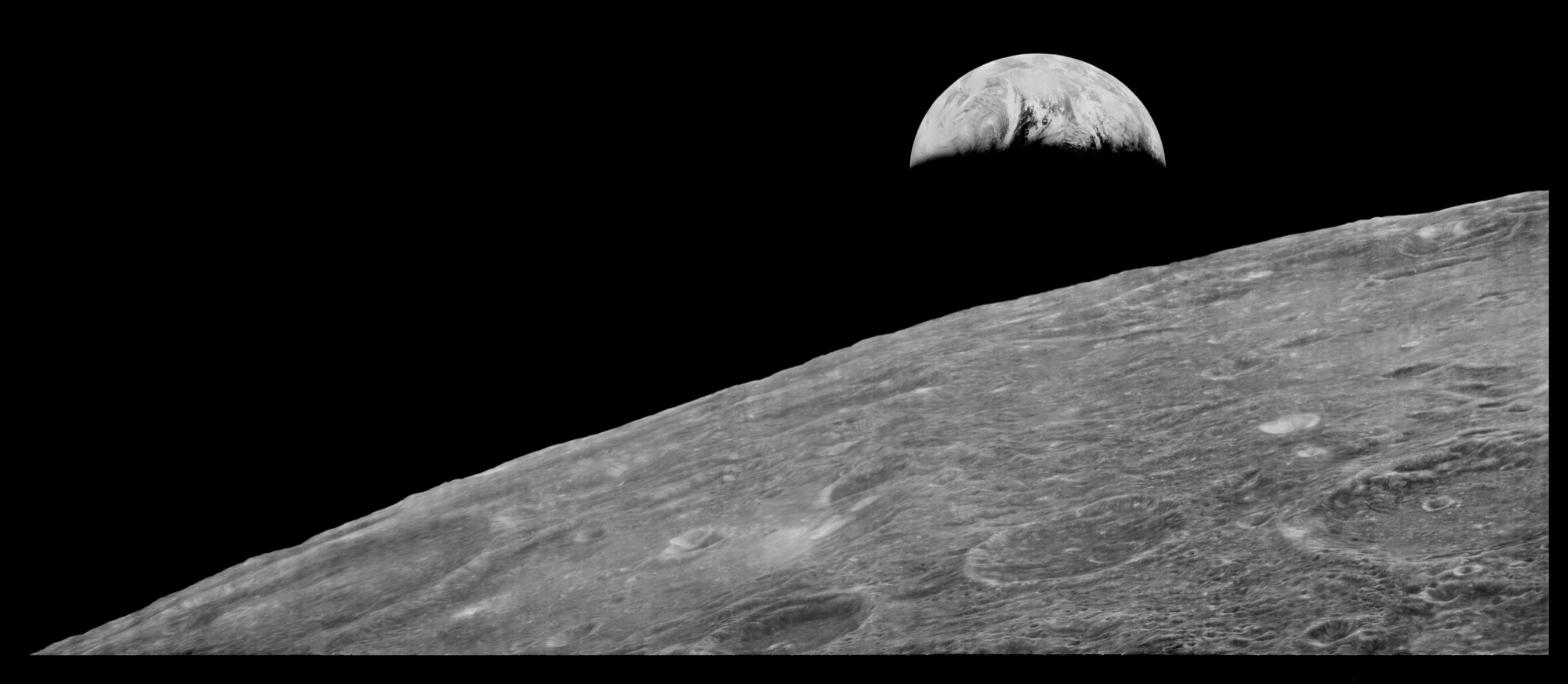
Primera imagen de la Tierra desde el espacio, fotografiada desde la Luna en el Lunar Orbiter 1 (1966).
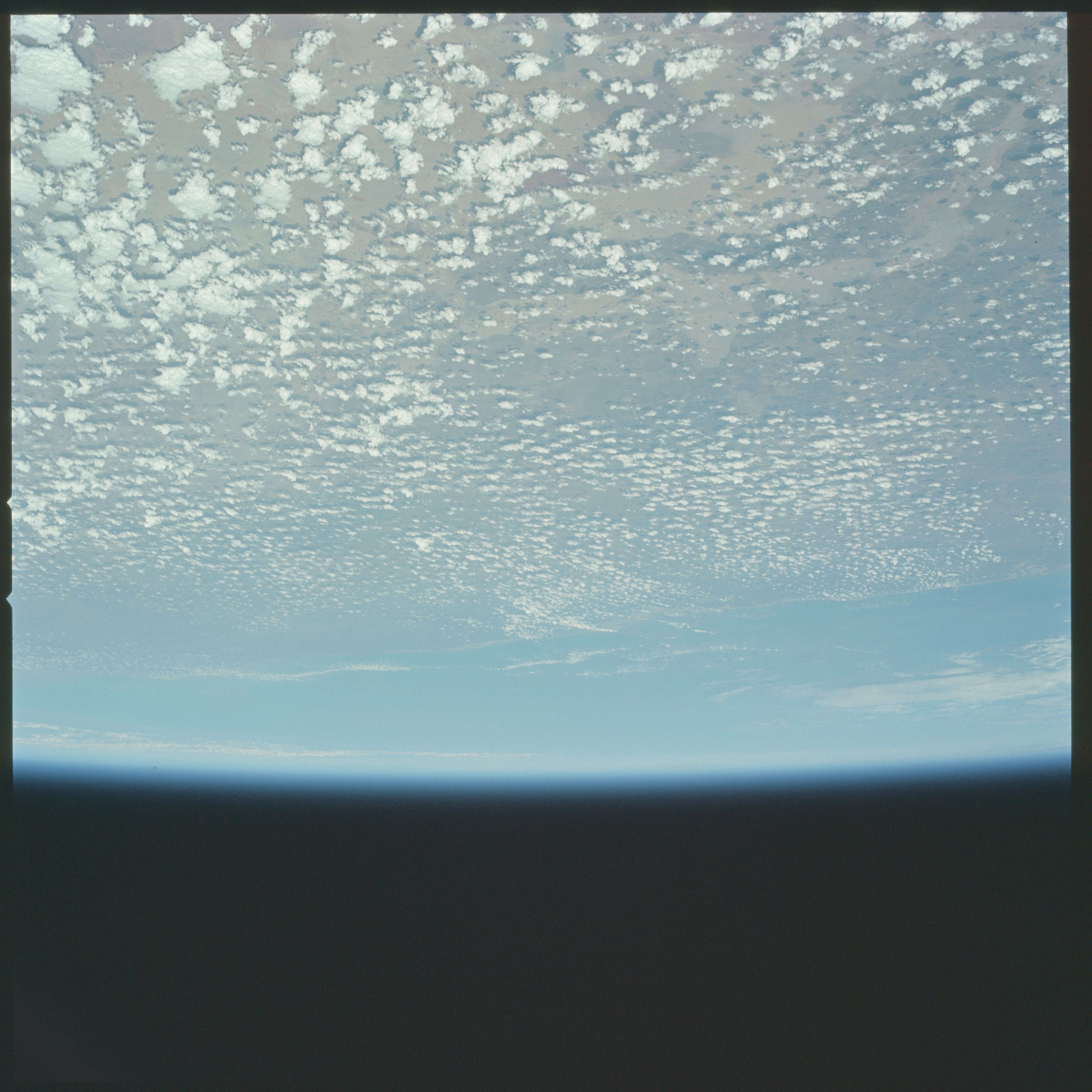
Fotografía de la Tierra tomada por la tripulación del Apolo 17.
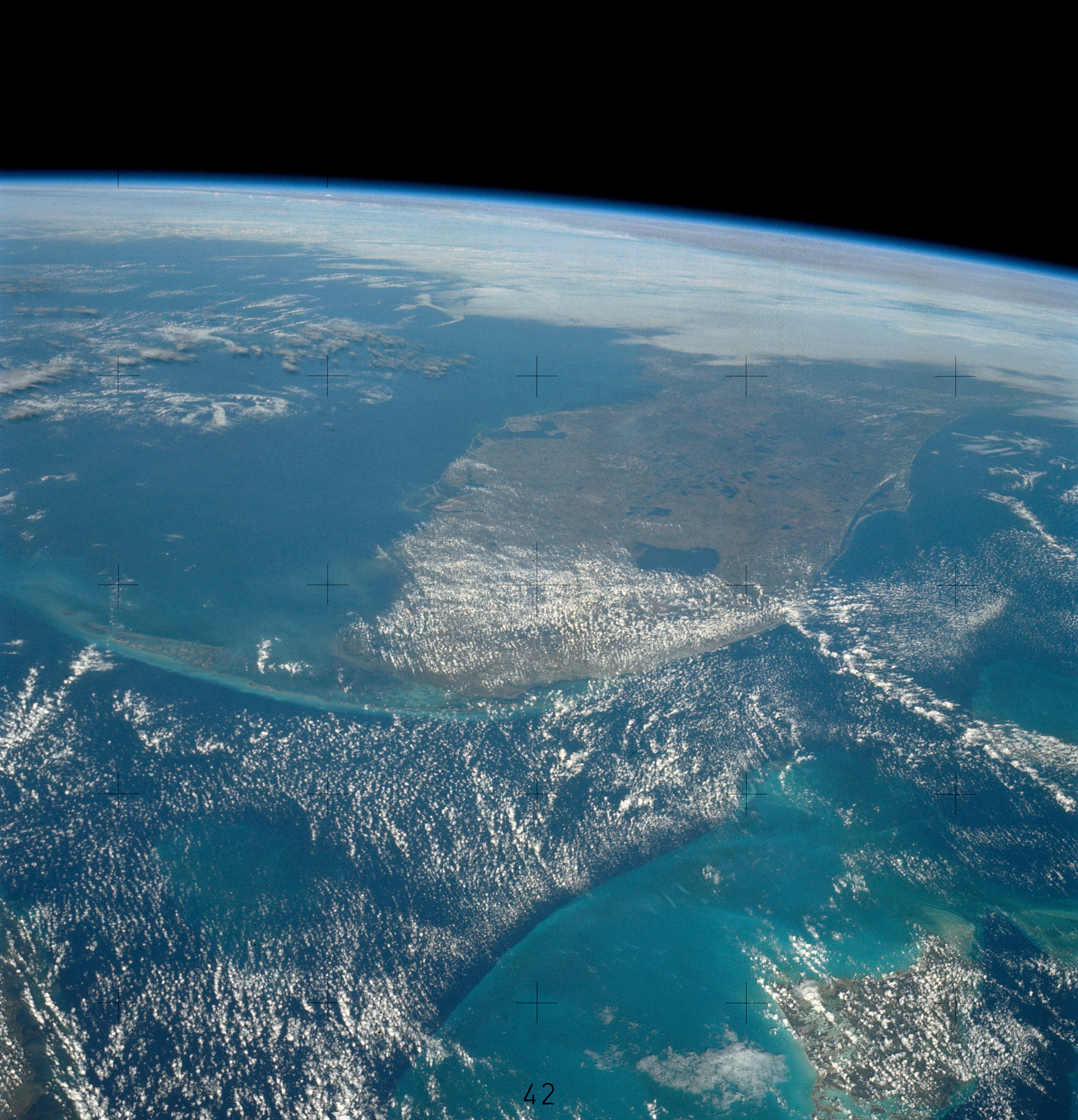
Fotografía de la península de Florida desde la estación espacial Skylab en órbita terrestre, tomada por uno de los tripulantes del Skylab 4.
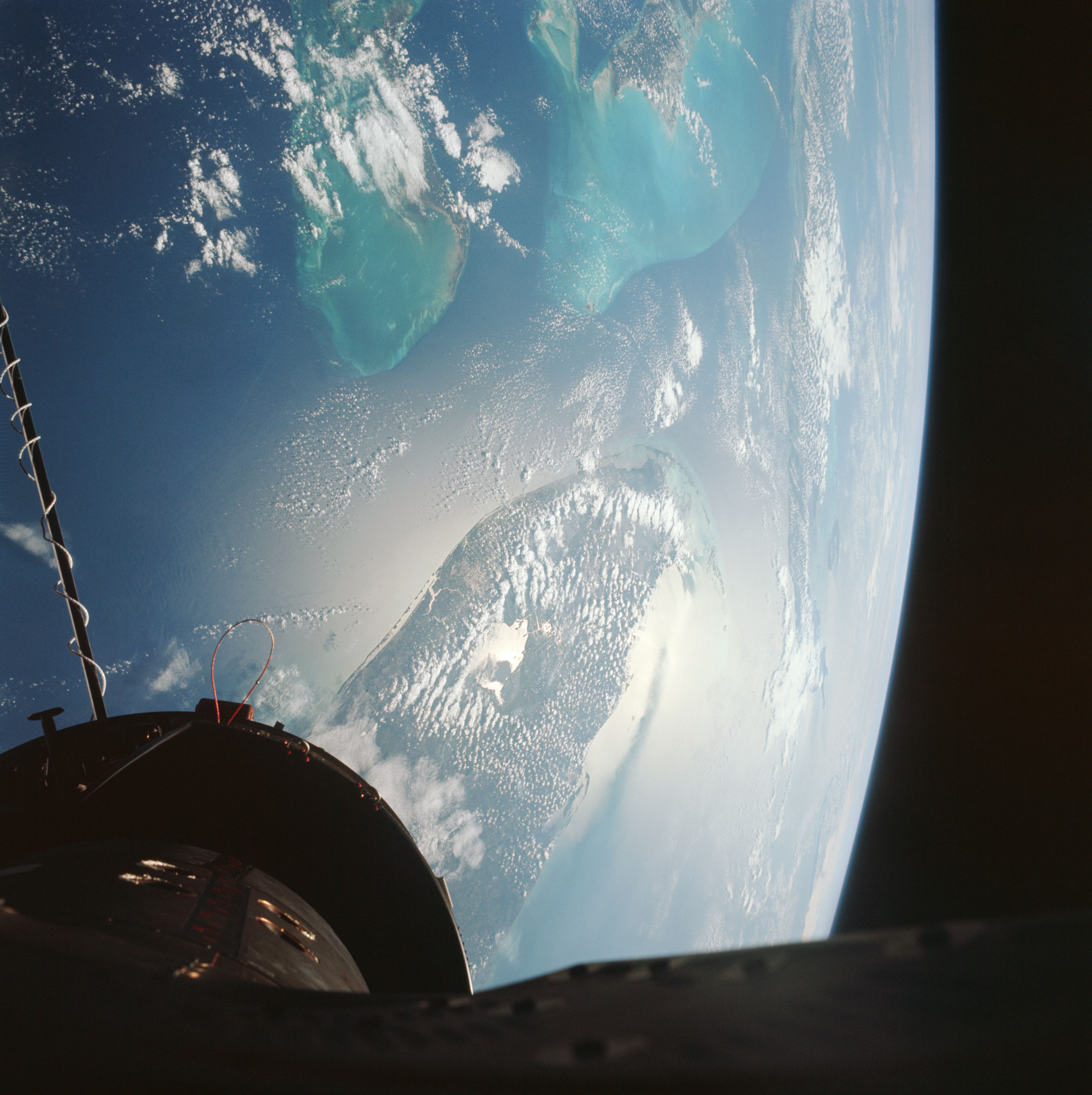
Fotografía de Florida, Islas Bahamas y Cuba, tomada desde la nave espacial Gemini 12 en su 15ª revolución a la Tierra.
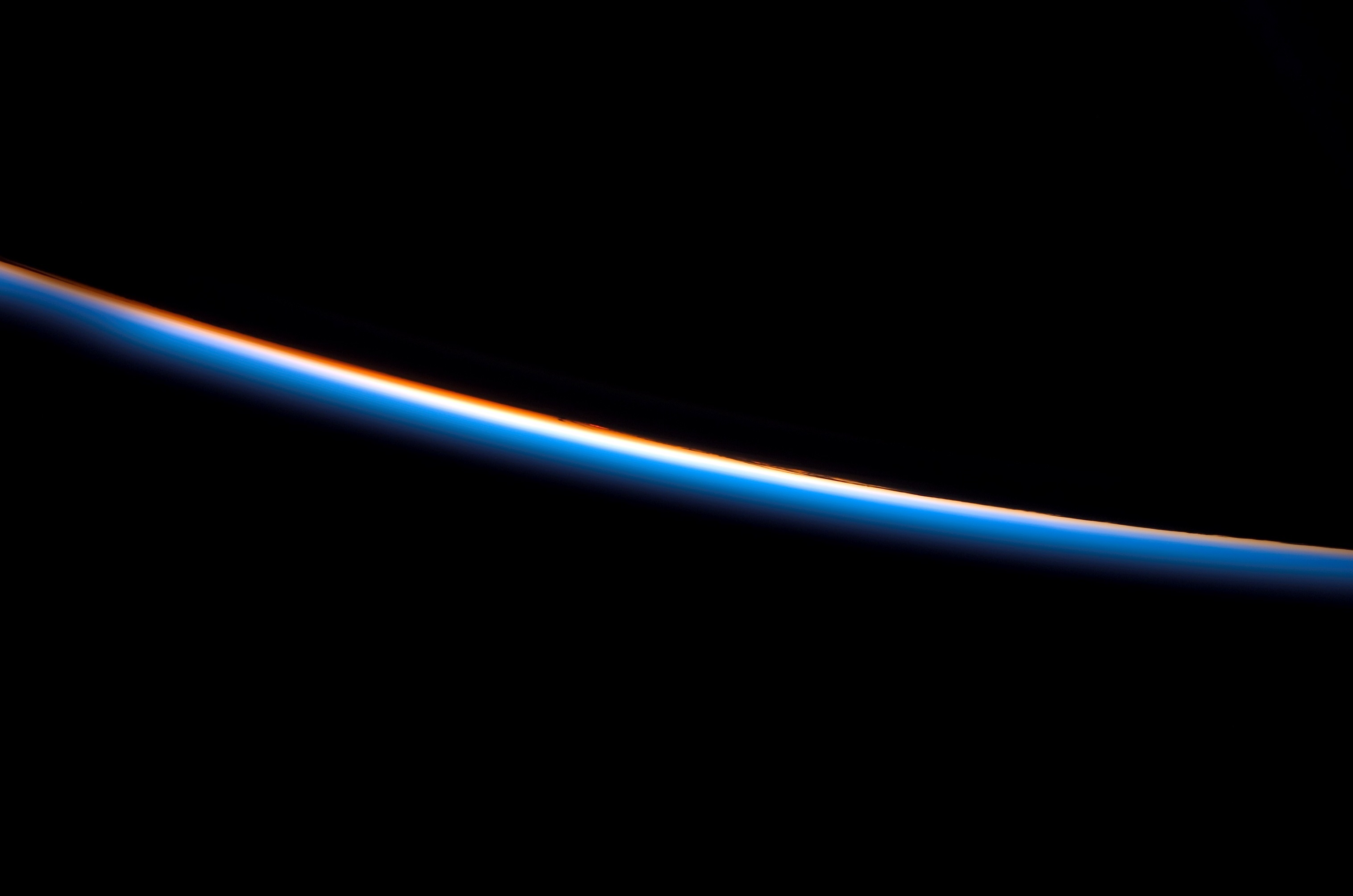
Fotografía de la tripulación del STS-122 en el transbordador espacial Atlantis del horizonte de la Tierra.
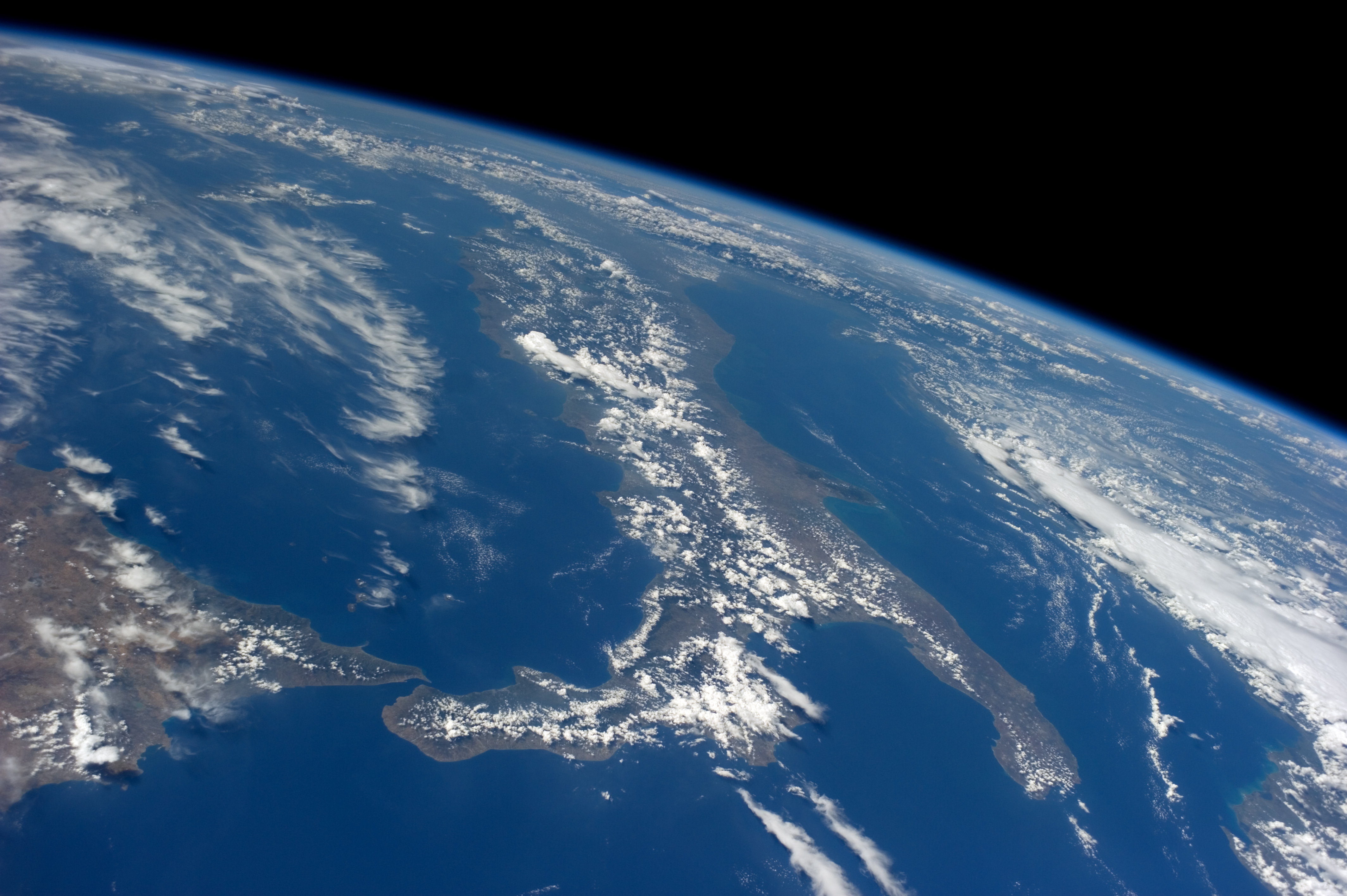
Fotografía de Sicilia y de la península itálica tomada por la tripulación de la Expedición 40 a bordo de la Estación Espacial Internacional, realizada a una altitud de 221 millas náuticas (409 km).
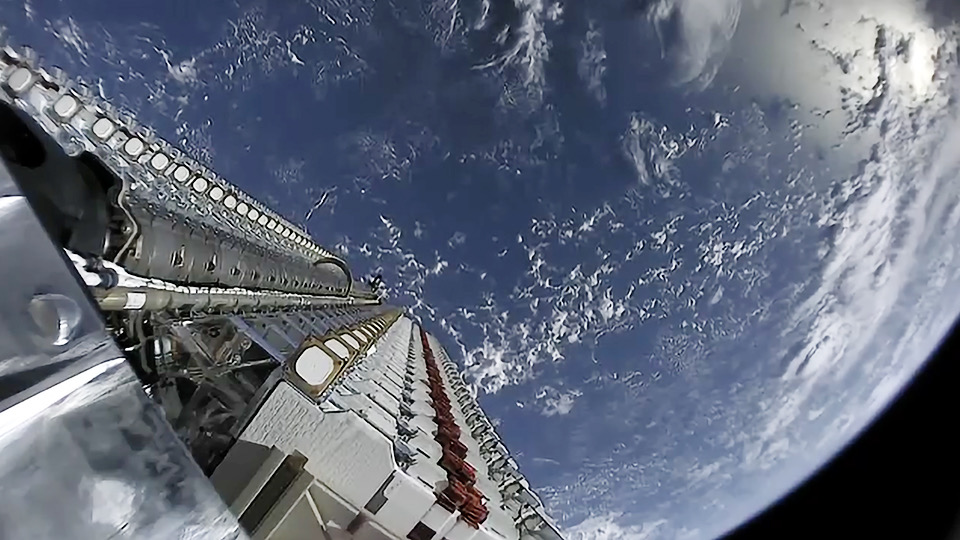
Despliegue de satélites Starlink.
- Primeras vistas de la tierra desde la cápsula Orion en la misión Artemis 1.

### Calculadoras de curvatura de la Tierra
- «Earth Curvature Calculator - Calculate the curve you should see». earthcurvature.com.
- «Earth Curvature Calculator». www.omnicalculator.com.
- «Earth Curve Calculator». dizzib.github.io.
- «Earth Curvature Calculator - Calculate the curve you should see». earthcurvature.com.
- u/darkstarq. «Horizon Calculator». GeoGebra.
- «Metabunk: Earth's Curve Horizon, Bulge, Drop, and Hidden Calculator». Metabunk.
- «Finding the Curvature of the Earth: Stand-Alone App». walter.bislins.ch.

A partir de la segunda se toma en cuenta la altura del observador. Las dos últimas toman la refracción atmosférica también.
- Datos: Q116736804